# Thieme-Becker/Verzeichnis der Mitarbeiter
Thieme-Becker ist die gebräuchliche Abkürzung des von Ulrich Thieme und Felix Becker begründeten und von Hans Vollmer fortgesetzten Künstlerlexikons Allgemeines Lexikon der Bildenden Künstler von der Antike bis zur Gegenwart. An der Erstellung dieses Werkes waren über 1200 Mitarbeiter aus unterschiedlichen Ländern beteiligt.
Eine vollständige Liste aller Mitarbeiter wurde nie publiziert. Lediglich im ersten Band findet sich S. IX–XII ein Verzeichnis der Mitarbeiter, darunter auch 69 Namen von Autoren, die dann nie einen Artikel für das Lexikon schrieben. Hinzu kommen Einträge in den Vorworten der ersten Bände, die über neu hinzugekommene, ausgeschiedene oder verstorbene Mitarbeiter berichten.
In den ersten Bänden sind zahlreiche Artikel mit *, **, *** oder Δ gezeichnet, diese Zeichen konnten bisher nicht aufgelöst werden.
| Autoren: A • B • C • D • E • F • G • H • I • J • K • L • M • N • O • P • Q • R • S • T • U • V • W • Z | Autoren: A • B • C • D • E • F • G • H • I • J • K • L • M • N • O • P • Q • R • S • T • U • V • W • Z | Autoren: A • B • C • D • E • F • G • H • I • J • K • L • M • N • O • P • Q • R • S • T • U • V • W • Z                          | Autoren: A • B • C • D • E • F • G • H • I • J • K • L • M • N • O • P • Q • R • S • T • U • V • W • Z |
| Kürzel                                                                                                 | Autor                                                                                                  | Langname, Link, Anmerkung | Ort |
| --- | --- | --- | --- |
| | | | |
| Autoren A                                                                                              | | | |
| | M. Abramić                                                                                             | Mihovil Abramić (1884–1962) [Band 25, 27]                                                                                       | Split                                                                                                  |
| | T. Adomonis                                                                                            | Tadas Adomonis (1910–1987) [Vollmer Band 4–5]                                                                                   | Vilnius                                                                                                |
| | Adams; C. K. Adams                                                                                     | Charles Kingsley Adams (1899–1971) [Band 22–24]                                                                                 | London                                                                                                 |
| | M. Agha oglu                                                                                           | Mehmet Ağa-Oğlu (1896–1949) [Band 20–21, 27]                                                                                    | Istanbul, später Detroit                                                                               |
| | F. Ahlers-Hestermann                                                                                   | Friedrich Ahlers-Hestermann (1883–1973) [Band 16]                                                                               | Hamburg                                                                                                |
| J. A.                                                                                                  | Jean Alazard                                                                                           | Jean Alazard (1887–1960) [Band 10–11]                                                                                           | Florenz                                                                                                |
| | V. Aleandri; V. E. Aleandri; Aleandri                                                                  | Vittorio Emanuele Aleandri (1863–1927) [Band 1–9, 11, 13–14, 18, 23–24, 26]                                                     | Camerino                                                                                               |
| J. A.-S.; A.-S.                                                                                        | J. Allende-Salazar                                                                                     | Juan Allende-Salazar (1882–1938) [Band 17, 22–27, 29–31]                                                                        | Madrid                                                                                                 |
| | Henrik Alm                                                                                             | Henrik Alm (1894–1966) [Band 27–30, 35]                                                                                         | Stockholm                                                                                              |
| H. A.                                                                                                  | Henning Alsvik                                                                                         | Henning Alsvik (1911–1995) [Band 30–36]                                                                                         | Drammen                                                                                                |
| | Altmann; W. Altmann                                                                                    | Walter Altmann (1873–1910) [Band 1–2]                                                                                           | Marburg                                                                                                |
| | Fr. Alvin; Fréd. Alvin                                                                                 | Frédéric Alvin (1864–1949) [Band 1–7, 9]                                                                                        | Brüssel                                                                                                |
| | Amelung; W. Amelung                                                                                    | Walter Amelung (1865–1927) [Band 1–11, 13–15]                                                                                   | Rom |
| R. A.                                                                                                  | R. Ameseder                                                                                            | Rudolf Ameseder (1877–1937) [Band 8, 16, 18, 21]                                                                                | Graz, später Wien                                                                                      |
| | Anderson                                                                                               | Eduard Anderson (1873–1947) [Band 20–23, 36]                                                                                    | Königsberg                                                                                             |
| W. A.                                                                                                  | W. Anderson                                                                                            | William Anderson (1879–1939) [Band 23–24]                                                                                       | Lund                                                                                                   |
| E. A.; A.                                                                                              | E. Andorfer; Andorfer                                                                                  | Eduard Andorfer (1899–1973) [Band 19–29, 32–34, 36]                                                                             | Graz                                                                                                   |
| | O. Andrup                                                                                              | Otto Andrup (1883–1953) [Band 13–15, 17, 19]                                                                                    | Kopenhagen                                                                                             |
| A. | Anger                                                                                                  | Irma Anger (1904–2001) [Band 26]                                                                                                | Köln                                                                                                   |
| | Angulo                                                                                                 | Diego Angulo Iñiguez (1901–1986) [Band 23]                                                                                      | Sevilla                                                                                                |
| H. A.                                                                                                  | Ankwicz; H. Ankwicz; H. v. Ankwicz; H. Ankwicz-Kleehoven                                               | Hans Ankwicz-Kleehoven (1883–1962) [Band 15–19, 21–26, 28–33, 35–36]                                                            | Wien                                                                                                   |
| | A. Anselmi                                                                                             | Anselmo Anselmi (1859–1907) [Band 1]                                                                                            | Arcevia                                                                                                |
| | V. Ansidei *)                                                                                          | Vincenzo Ansidei (1862–1940) | Perugia                                                                                                |
| | Oscar Antonsson                                                                                        | Oscar Antonsson (1898–1960) [Band 30]                                                                                           | Stockholm                                                                                              |
| | A. de Apraiz                                                                                           | Ángel de Apraiz (1885–1956) [Band 18]                                                                                           | Vitoria, Salamanca                                                                                     |
| | D. Aranowitsch                                                                                         | David Michailowitsch Aranowitsch, Давид Михайлович Аранович (1895–1964) [Band 22–28]                                            | Moskau                                                                                                 |
| | Franz Arens                                                                                            | Franz Arens (1880–1946) [Band 10–11]                                                                                            | Prag                                                                                                   |
| | Rudolf von Arps-Aubert                                                                                 | Rudolf von Arps-Aubert (1894–1946) [Band 27]                                                                                    | Zwickau                                                                                                |
| P. A.                                                                                                  | P. Arrigoni; Arrigoni                                                                                  | Paolo Arrigoni (1897–1981) [Band 23–23, 25–32, 34, 36], DNB 1126257001                                                          | Mailand                                                                                                |
| | W. Arslan; Wart Arslan                                                                                 | Wart Arslan (1899–1968) [Band 23–27]                                                                                            | Bologna                                                                                                |
| | Carlo Aru                                                                                              | Carlo Aru (1881–1954) [Band 32]                                                                                                 | Turin                                                                                                  |
| S. A.                                                                                                  | S. Asche; Siegfr. Asche; Siegfried Asche                                                               | Sigfried Asche (1906–1985) [Band 24–26, 28–29, 34]                                                                              | Zwickau                                                                                                |
| | Ingegerd Asp                                                                                           | Ingegerd Asp (1912–1997) [Band 31]                                                                                              | Malmö                                                                                                  |
| K. A.                                                                                                  | K. Asplund; Asplund                                                                                    | Karl Asplund (1890–1978) [Band 13–17]                                                                                           | Stockholm                                                                                              |
| | A. Aubert                                                                                              | Andreas Aubert (1851–1913) [Band 4]                                                                                             | Kopenhagen                                                                                             |
| | M. Audin; Audin                                                                                        | Marius Audin (1872–1951) [Band 6–10]                                                                                            | Lyon                                                                                                   |
| | Axel-Nilson; G. Axel-Nilson                                                                            | Göran Axel-Nilsson (1907–1999) [Band 30–31, 35]                                                                                 | Stockholm                                                                                              |
| | G. Degli Azzi                                                                                          | Giustiniano Degli Azzi Vitelleschi (1874–1960) [Band 1–8]                                                                       | Florenz                                                                                                |
| Autoren B                                                                                              | | | |
| B. | | [Band 15] | |
| B. | | [Vollmer Band 5–6] | |
| K. M. B.                                                                                               | | [Band 32–33] | |
| W. B.                                                                                                  | | [Band 30] | |
| | P. Bacci                                                                                               | Peleo Bacci (1869–1950) [Band 1–2]                                                                                              | Florenz                                                                                                |
| | M. Bach                                                                                                | Max Bach (1841–1914) [Band 1–5]                                                                                                 | Stuttgart                                                                                              |
| | Back; Fr. Back                                                                                         | Friedrich Back (1860–1932) [Band 6, 11]                                                                                         | Darmstadt                                                                                              |
| | A. Bæckström; Arvid Bæckström                                                                          | Arvid Bæckström [Band 21, 28–29]                                                                                                | Stockholm                                                                                              |
| | L. Baer; Leo Baer                                                                                      | Leo Baer (1880–1948) [Band 1–3, 5–11, 14–28]                                                                                    | Frankfurt a. M.                                                                                        |
| | E. Baes                                                                                                | Edgar Alfred Baes (1837–1909) [Band 2]                                                                                          | Ixelles-Brüssel                                                                                        |
| | Ludwig von Baldass; L. v. Baldass; L. Baldass                                                          | Ludwig Baldass (1887–1963) [Band 11–12, 37]                                                                                     | Wien                                                                                                   |
| G. B.                                                                                                  | Ballardini; G. Ballardini                                                                              | Gaetano Ballardini (1878–1953) [Band 7–9, 11–12, 23, 25–26, 28]                                                                 | Faenza                                                                                                 |
| H. B.                                                                                                  | H. Ballmann                                                                                            | Heinrich Ballmann (1856–1922) [Band 4, 11–12]                                                                                   | Feldkirch (Vorarlberg)                                                                                 |
| | Max Bandler                                                                                            | Max Bandler [Band 3] | Wien                                                                                                   |
| | E. F. Bange                                                                                            | Ernst Friedrich Bange (1893–1945) [Band 22]                                                                                     | Berlin                                                                                                 |
| | R. Bangel                                                                                              | Rudolf Bangel (1888–1923) [Band 10–11]                                                                                          | Frankfurt a. M.                                                                                        |
| | A. Baracchi                                                                                            | Attilio Baracchi (1859–1915) [Band 2–3]                                                                                         | Venedig                                                                                                |
| | Giulio Bariola                                                                                         | Giulio Bariola (1873–1956) [Band 3], DNB 101142343X                                                                             | Modena, Pavia                                                                                          |
| | J. Barreira                                                                                            | João Barreira (1866–1961) [Band 1, 4, 6–7]                                                                                      | Lissabon                                                                                               |
| | G. Barthel                                                                                             | Gustav Barthel (1903–1973) [Band 25]                                                                                            | Breslau                                                                                                |
| M. B.                                                                                                  | M. Bartmuß                                                                                             | Marie Bartmuß (1909–) [Band 30]                                                                                                 | Dessau                                                                                                 |
| | L. Bartynowski *)                                                                                      | Władysław [Ladislaus] Bartynowski (1832–1918), DNB 1065254709                                                                   | Krakau                                                                                                 |
| E. v. B.-J.                                                                                            | | Ernst von Bassermann-Jordan (1876–1932) [Band 15]                                                                               | München                                                                                                |
| | Ruth v. Bassewitz                                                                                      | Ruth von Bassewitz, geb. Krawulsky (1906–) [Band 15]                                                                            | |
| | Marie Louise Bataille                                                                                  | Marie-Louise Bataille (1889–1966) [Band 24–25]                                                                                  | Paris                                                                                                  |
| Z. B.; B.                                                                                              | Z. Batowski                                                                                            | Zygmunt Batowski (1876–1944) [Band 2–5, 22–35], DNB 10194327X                                                                   | Lemberg, später Warschau                                                                               |
| G. B.                                                                                                  | G. Battelli                                                                                            | Guido Battelli (1869–1955) [Band 5–9, 11–12, 19, 33–34]                                                                         | Florenz                                                                                                |
| B–m.                                                                                                   | Baum; J. Baum                                                                                          | Julius Baum (1882–1959) [Band 4–8, 10–11, 16–17, 30–36]                                                                         | Ulm |
| H. B.                                                                                                  | H. Baumgärtel                                                                                          | Hubert Baumgärtel (1885–1973) [Mitarbeiter der Redaktion Band 10, Autor Band 11–12, 14–15, 20]                                  | Berlin                                                                                                 |
| F. B.; Fr. B.                                                                                          | F. Baumgart; Baumgart                                                                                  | Fritz Baumgart (1902–1983) [Band 25–28]                                                                                         | Rom |
| | Prinz Joseph-Clemens von Bayern                                                                        | Joseph Clemens von Bayern (1902–1980) [Band 26], DNB 1120448948                                                                 | München                                                                                                |
| | Mabel Beardsley-Wright                                                                                 | Mabel Beardsley-Wright (1871–1916) [Band 3]                                                                                     | London                                                                                                 |
| | A. Bechtold                                                                                            | Arthur Bechtold (1874–1946) [Band 16], DNB 119371375                                                                            | München                                                                                                |
| | F. Becker                                                                                              | Felix Becker (1864–1928) [Herausgeber Band 1–4; Autor Band 1–2, 4]                                                              | Leipzig                                                                                                |
| R. P. B.                                                                                               | | Richard Perry Bedford (1883–1967) [Band 18–19]                                                                                  | London                                                                                                 |
| | Beenken                                                                                                | Hermann Beenken (1896–1952) [Band 15]                                                                                           | Leipzig                                                                                                |
| | N. Beets                                                                                               | Nicolaas Beets (1878–1963) [Band 8], DNB 1013262557                                                                             | Amsterdam                                                                                              |
| | Wilh. Beetz                                                                                            | Wilhelm Beetz (1882–1966) [Band 29, 32]                                                                                         | Wien                                                                                                   |
| | Behncke; W. Behncke                                                                                    | Wilhelm Behncke (1871–1938) [Band 1]                                                                                            | Berlin                                                                                                 |
| | A. Bellini Pietri                                                                                      | Augusto Bellini Pietri (–1913) [Band 3, 6], DNB 142299154                                                                       | Pisa                                                                                                   |
| | A. Bellucci                                                                                            | Alessandro Bellucci (1860–1931) [Band 1–2]                                                                                      | Perugia                                                                                                |
| Bd.; E. B.                                                                                             | E. Bender; Bender                                                                                      | Ewald Bender (1883–1962) [Mitarbeiter der Redaktion Band 8–10; Autor Band 11, 17]                                               | Köln                                                                                                   |
| | L. Bénédite                                                                                            | Léonce Bénédite (1859–1925) | Paris                                                                                                  |
| | O. Benesch                                                                                             | Otto Benesch (1896–1964) [Band 29]                                                                                              | Wien                                                                                                   |
| | E. Benezé                                                                                              | Emil Benezé (1870–1943) [Band 1–4]                                                                                              | Hamburg                                                                                                |
| B. | Benisovich; M. Benisovich                                                                              | Michel N. Benisovich (1891–1963) [Band 32; Vollmer Band 1, 3–5]                                                                 | New York                                                                                               |
| | G. Benthall                                                                                            | Gilbert Benthall (1880–1961) [Band 16]                                                                                          | London                                                                                                 |
| | Berbig                                                                                                 | Max Berbig (1856–1926) [Band 19]                                                                                                | Gotha                                                                                                  |
| | Bercken                                                                                                | Erich von der Bercken (1885–1942) [Band 23, 33]                                                                                 | München                                                                                                |
| | E. Bergman                                                                                             | Ellen Bergman (1872–1944) [Band 36]                                                                                             | Stockholm                                                                                              |
| P. B.                                                                                                  | P. Bergmans                                                                                            | Paul Bergmans (1868–1935) [Band 3, 5–10]                                                                                        | Gent                                                                                                   |
| | S. Bergmans                                                                                            | Simone Bergmans (1892–1976) [Band 36]                                                                                           | Gent                                                                                                   |
| | Beringer; J. A. Beringer                                                                               | Joseph August Beringer (1862–1937) [Band 1–16, 28–29, 32]                                                                       | Mannheim                                                                                               |
| | Berghout; H. Teding van Berkhout                                                                       | Hendrik Teding van Berghout (1879–1969) [Band 8–13], DNB 119339935                                                              | Amsterdam                                                                                              |
| B. | K. Berling; Berling                                                                                    | Karl Berling (1857–1940) [Band 1, 9–10, 12, 15–17]                                                                              | Dresden                                                                                                |
| | G. Bernardini                                                                                          | Giorgio Bernardini [Band 3] | Rom |
| M. H. B.; B.                                                                                           | M. H. Bernath; Bernath                                                                                 | Morton H. Bernath (1886–1965) [Mitarbeiter der Redaktion Band 5–7; Autor Band 8, 10, 18–19]                                     | Leipzig                                                                                                |
| | R. Bernhardt                                                                                           | Reinhold Bernhardt [Band 15] | |
| M. B.                                                                                                  | | Max Bernhart (1883–1952) [Band 15, 35]                                                                                          | München                                                                                                |
| | R. Bernoulli; Bernoulli                                                                                | Rudolf Bernoulli (1880–1948) [Band 5–6]                                                                                         | Berlin                                                                                                 |
| | Fritz Bernstein                                                                                        | Fritz Bernstein (1906–1993) [Band 27]                                                                                           | Berlin                                                                                                 |
| | E. Bertaux *)                                                                                          | Émile Bertaux (1869–1917) | Lyon                                                                                                   |
| | Elda Maria Bertelli; E. Bertelli                                                                       | Elda Maria Bertelli De Allegri [Band 9, 11]                                                                                     | Genua                                                                                                  |
| | A. M. Bessone Aurelj; Bessone Aurelj                                                                   | Antonietta Maria Bessone Aurelj (1869–) [Band 22–26]                                                                            | Rom |
| | Ignaz Beth                                                                                             | Ignaz Beth (1877–1918) [Band 10]                                                                                                | Berlin                                                                                                 |
| | B. Beus                                                                                                | Bernhard Beus (1885–1952) [Band 36], DNB 1051206529                                                                             | Trier                                                                                                  |
| | Flora Biach                                                                                            | Flora Biach (1877–1942) [Band 24]                                                                                               | Wien                                                                                                   |
| B. | Bieber                                                                                                 | Margarete Bieber (1879–1978) [Band 19–34, 36]                                                                                   | Gießen                                                                                                 |
| W. R. B.                                                                                               | W. Biehl; W. R. Biehl                                                                                  | Walther Biehl (1882–1963) [Mitarbeiter der Redaktion Band 5, Autor Band 6–7, 27, 28, 33]                                        | Leipzig, später Bautzen                                                                                |
| | J. Bielz                                                                                               | Julius Bielz (1884–1958) [Band 31–35]                                                                                           | Hermannstadt                                                                                           |
| | Karl Freih. v. Bienerth                                                                                | Karl Freiherr von Bienerth (1872–1941) [Band 32]                                                                                | Wien                                                                                                   |
| | J. Bier                                                                                                | Justus Bier (1899–1990) [Band 28, 30]                                                                                           | Hannover                                                                                               |
| | F. H. Bigelow                                                                                          | Francis Hill Bigelow (1859–1933) [Band 14–18, 23–24]                                                                            | Cambridge, Mass.                                                                                       |
| K. B.                                                                                                  | K. Bimler                                                                                              | Kurt Bimler (1883–1951) [Band 18–23, 26–30, 34]                                                                                 | Breslau                                                                                                |
| B. B.                                                                                                  | B. Binder; Bruno Binder                                                                                | Bruno Binder [Band 15–28, 30–35]                                                                                                | Graz                                                                                                   |
| | L. Binyon                                                                                              | Laurence Binyon (1869–1943) [Band 5, 7–8]                                                                                       | London                                                                                                 |
| | Br. Bischoff; B. Bischoff; Bischoff                                                                    | Bruno Bischoff (1855–1911) [Band 2–8]                                                                                           | Prag                                                                                                   |
| J. B.                                                                                                  | Blatner; Jos. Blatner                                                                                  | Josef Blatner (1895–1987) [Band 19, 25, 29–30]                                                                                  | München                                                                                                |
| Blž.                                                                                                   | Blažíček; O. Blažíček                                                                                  | Oldřich J. Blažíček (1914–1985) [Band 36; Vollmer Band 1–6]                                                                     | Prag                                                                                                   |
| B. | Bleibaum                                                                                               | Friedrich Bleibaum (1885–1974) [Band 18–21]                                                                                     | Kassel                                                                                                 |
| | Olga Bloch                                                                                             | Olga Bloch (1900–1945) [Band 25–27]                                                                                             | Berlin                                                                                                 |
| | Hans Blüthgen                                                                                          | Hans Blüthgen (1885–1966) [Band 25]                                                                                             | Borsdorf bei Leipzig                                                                                   |
| | Ilse Blum                                                                                              | Ilse Blum (1910–2000) [Band 29]                                                                                                 | Berlin                                                                                                 |
| | Board                                                                                                  | Hermann Board (1867–1918) [Band 1–3]                                                                                            | Düsseldorf                                                                                             |
| | M. Bobinger                                                                                            | Maximilian Bobinger (1895–1973) [Band 30]                                                                                       | Augsburg                                                                                               |
| E. B.                                                                                                  | E. Bock                                                                                                | Elfried Bock (1875–1933) [Band 4–7, 22]                                                                                         | Berlin                                                                                                 |
| | Fr. Bock *)                                                                                            | Franz Bock (1876–1944) | Marburg                                                                                                |
| | W. Bode *)                                                                                             | Wilhelm von Bode (1845–1929) | Berlin                                                                                                 |
| | M. Bodelsen                                                                                            | Merete Bodelsen (1907–1986) [Band 36]                                                                                           | Kopenhagen                                                                                             |
| T. Bn.                                                                                                 | T. Bodkin                                                                                              | Thomas Bodkin (1887–1961) [Band 15–16], DNB 1046078755                                                                          | Dublin                                                                                                 |
| | H. Bodmer; Bodmer                                                                                      | Heinrich Bodmer (1885–1950) [Band 26, 29–30, 33]                                                                                | Florenz                                                                                                |
| | J. Boehlau *)                                                                                          | Johannes Boehlau (1861–1941) | Kassel                                                                                                 |
| M. v. B.                                                                                               | M. von Boehn                                                                                           | Max von Boehn (1860–1932) [Band 1–7]                                                                                            | Charlottenburg                                                                                         |
| | O. v. Boehn                                                                                            | Otto von Boehn (1874–1957) [Band 33, 36]                                                                                        | Celle                                                                                                  |
| | L. Böer                                                                                                | Ludwig Böer (1900–1987) [Vollmer Band 4]                                                                                        | Steinau                                                                                                |
| | A. Bogenhard (†)                                                                                       | Alfred Bogenhard (1876–1932) [Band 28]                                                                                          | Weimar                                                                                                 |
| | F. Boix                                                                                                | Félix Boix (1858–1932) | Madrid                                                                                                 |
| | W. Boll                                                                                                | Walter Boll (1900–1985) [Band 16, 28]                                                                                           | Regensburg                                                                                             |
| | J. von Boloz Antoniewicz *)                                                                            | Jan von Bołoz Antoniewicz (1858–1922), DNB 116315636                                                                            | Lemberg                                                                                                |
| W. B.                                                                                                  | W. Bombe; Walter Bombe                                                                                 | Walter Bombe (1873–1946) [Band 1–13, 19–24, 26–27]                                                                              | Florenz, später Köln                                                                                   |
| | M. Bonzi                                                                                               | Mario Bonzi (1896–1982) [Band 26]                                                                                               | Genua                                                                                                  |
| | K. G. Boon                                                                                             | Karel G. Boon (1909–1996) [Band 34, 36], DNB 127215336                                                                          | Den Haag, Utrecht                                                                                      |
| | Tancred Borenius                                                                                       | Tancred Borenius (1885–1948) [Band 26–28], DNB 124281443                                                                        | London                                                                                                 |
| | F. A. Borovský                                                                                         | František Adolf Borovský (1852–1933) [Band 17], DNB 130113271                                                                   | Prag                                                                                                   |
| | H. Th. Bossert                                                                                         | Helmuth Theodor Bossert (1889–1961) [Band 6, 8, 17]                                                                             | Berlin                                                                                                 |
| | Stefano Bottari                                                                                        | Stefano Bottari (1907–1967) [Band 34], DNB 133380807                                                                            | Bologna                                                                                                |
| | C. Brandi, Ces. Brandi                                                                                 | Cesare Brandi (1906–1988) [Band 24–27, 29]                                                                                      | Siena, dann Bologna                                                                                    |
| | G. Brandt *)                                                                                           | Gustav Brandt (1865–1919) | Kiel                                                                                                   |
| Bttsn.                                                                                                 | O. Brattskoven; Brattskoven                                                                            | Otto Brattskoven (1897–1952) [Band 16–22, 25–28, 33]                                                                            | Berlin                                                                                                 |
| | H. Brauer                                                                                              | Heinrich Brauer (1900–1981) [Band 27]                                                                                           | Hamburg                                                                                                |
| E. W. B.                                                                                               | E. W. Braun                                                                                            | Edmund Wilhelm Braun (1870–1957) [Band 1–3, 8–10, 22–23, 25–28, 32–36]                                                          | Troppau                                                                                                |
| J. B.                                                                                                  | J. Braun; Jos. Braun, S. J.                                                                            | Joseph Braun (1857–1947) [Band 25, 27–28, 31–29–30, 32]                                                                         | Valkenburg                                                                                             |
| A. B.                                                                                                  | A. Bredius; Bredius                                                                                    | Abraham Bredius (1855–1946) [Band 1–12, 15–18, 27]                                                                              | Den Haag                                                                                               |
| | Bredt; E. W. Bredt                                                                                     | Ernst Wilhelm Bredt (1869–1938) [Band 1–3, 10, 22–23]                                                                           | München                                                                                                |
| | L. Brenzoni                                                                                            | L. Brenzoni [Band 33–34, 36] | |
| B.; R. Br.                                                                                             | R. Brenzoni; Raff. Brenzoni; Brenzoni                                                                  | Raffaello Brenzoni (1890–1971) [Band 23–31]                                                                                     | Verona                                                                                                 |
| | Carlo Bricarelli; Carl Bricarelli                                                                      | Carlo Bricarelli (1857–1931) [Band 14–15], DNB 159064058                                                                        | Rom |
| | A. Briganti                                                                                            | Antonio Briganti [Band 5–6], DNB 154682403                                                                                      | Perugia                                                                                                |
| | Fr. Briganti *)                                                                                        | Francesco Briganti (1873–1961)                                                                                                  | Perugia                                                                                                |
| | G. Briganti                                                                                            | Giuliano Briganti (1918–1992) [Band 36], DNB 119345404                                                                          | Rom |
| | J. Brinckmann *)                                                                                       | Justus Brinckmann (1843–1915)                                                                                                   | Hamburg                                                                                                |
| M. B.                                                                                                  | Marc Brisac                                                                                            | Marc Brisac (1873–1940) [Band 5–7]                                                                                              | Lyon                                                                                                   |
| | Brizio                                                                                                 | Edoardo Brizio (1846–1907) [Band 5–6]                                                                                           | Bologna                                                                                                |
| M. W. B.                                                                                               | M. W. Brockwell                                                                                        | Maurice W. Brockwell (1869–1958) [Band 2–9]                                                                                     | London                                                                                                 |
| | G. Broman                                                                                              | Gunnar Broman (1887–1949) [Band 32, 35]                                                                                         | Stockholm                                                                                              |
| | L. Brosch                                                                                              | Ludwig Brosch [Band 23–25], DNB 128011785                                                                                       | |
| R. B.                                                                                                  | R. Bruck                                                                                               | Robert Bruck (1863–1942) [Band 1–3]                                                                                             | Dresden                                                                                                |
| | F. L. Bruel                                                                                            | François-Louis Bruel (1881–1912) [Band 1–2]                                                                                     | Paris                                                                                                  |
| | Bruger                                                                                                 | Paul Bruger (1872–1960) [Band 16–17, 19]                                                                                        | Bautzen                                                                                                |
| | C. W. Bruinvis                                                                                         | Cornelis Willem Bruinvis (1829–1922) [Band 1–5]                                                                                 | Alkmaar                                                                                                |
| | E. Brunelli                                                                                            | Enrico Brunelli (1877–1946) [Band 1, 5–7]                                                                                       | |
| L. B.                                                                                                  | L. Bruhns                                                                                              | Leo Bruhns (1884–1957) [Band 14–20, 23]                                                                                         | Frankfurt a. M., Rostock, Leipzig                                                                      |
| | Brutzer                                                                                                | Gregor Brutzer (1911–1942) [Band 31], DNB 139054510                                                                             | |
| | G. Brunetti                                                                                            | Giulia Brunetti (1908–1986) [Band 31]                                                                                           | Florenz                                                                                                |
| P. B.                                                                                                  | P. Bucarelli; Palma Bucarelli                                                                          | Palma Bucarelli (1910–1998) [Vollmer Band 1–2, 5], DNB 121141411                                                                | Rom |
| | H. Buchheit                                                                                            | Hans Buchheit (1878–1961) [Band 7, 9]                                                                                           | München                                                                                                |
| | E. Buchner                                                                                             | Ernst Buchner (1892–1962) [Band 22, 26–27, 29]                                                                                  | München                                                                                                |
| W. B.                                                                                                  | Walther Buchowiecki                                                                                    | Walther Buchowiecki (1908–1990) [Band 32–33, 36]                                                                                | Wien                                                                                                   |
| C. B.                                                                                                  | C. Buchwald                                                                                            | Conrad Buchwald (1867–1931) [Band 1–3]                                                                                          | Breslau                                                                                                |
| I. B.                                                                                                  | J. Buhl; I. Buhl                                                                                       | Ingeborg Buhl (1890–1982) [Band 18–25, 27]                                                                                      | Kopenhagen                                                                                             |
| L. B.                                                                                                  | L. Burchard; Burchard                                                                                  | Ludwig Burchard (1886–1960) [Mitarbeiter der Redaktion 1919–1920; Autor Band 5, 7–14, 27]                                       | Leipzig                                                                                                |
| | L. Burgemeister                                                                                        | Ludwig Burgemeister (1863–1932) [Band 2]                                                                                        | Breslau                                                                                                |
| | W. Burger; Willy Burger                                                                                | Willy Burger (1880–) [Band 8–10, 14]                                                                                            | München                                                                                                |
| | H. Busch                                                                                               | Harald Busch (1904–1983) [Band 28]                                                                                              | Hamburg                                                                                                |
| | K. Busch                                                                                               | Karl Busch (1905–1964) [Band 27]                                                                                                | München                                                                                                |
| | Buschmann; K. Buschmann                                                                                | Kurt Buschmann [Band 19–21, 30, 34]                                                                                             | Löbau                                                                                                  |
| P. B.                                                                                                  | P. Buschmann, jr.                                                                                      | Paul Buschmann junior (1877–1924) [Band 5, 9–11], DNB 1055375899                                                                | Antwerpen                                                                                              |
| K. B.                                                                                                  | K. Busse                                                                                               | Kurt Heinrich Busse (1889–) [Band 4, 5–7, 9], DNB 125734573                                                                     | |
| Autoren C                                                                                              | | | |
| A. M. C.                                                                                               | | [Band 18] | |
| | N. Caflisch                                                                                            | Nina Caflisch (1882–1961) [Band 23], DNB 127452303                                                                              | |
| A. C.                                                                                                  | Calabi; A. Calabi                                                                                      | Augusto Calabi (1890–1973) [Band 27–28, 32]                                                                                     | |
| L. C.                                                                                                  | L. Càllari; Càllari                                                                                    | Luigi Càllari (1874–) [Band 5–8, 10–11]                                                                                         | Rom |
| | E. Calzini                                                                                             | Egidio Calzini (1857–1928) [Band 1–4]                                                                                           | Ascoli-Piceno                                                                                          |
| | P. Campe                                                                                               | Paul Campe (1885–1960) [Band 24]                                                                                                | Riga                                                                                                   |
| | H. S. Caravias                                                                                         | Hippokrates S. Karavias (1866–1954) [Band 9]                                                                                    | Athen                                                                                                  |
| | Eug. Carré                                                                                             | Eugenio Carré Aldao (1859–1932) [Band 25], DNB 1057408298                                                                       | La Coruña                                                                                              |
| V. A. C.                                                                                               | | Victor Alexander Carus (1888–1940) [Mitarbeiter der Redaktion Band 9–10, Autor Band 11, 13]                                     | Leipzig                                                                                                |
| | G. Castellani; Castellani                                                                              | Giuseppe Castellani (1858–1938) [Band 5–6, 8, 10, 22, 25, 27], DNB 106373827X                                                   | Florenz                                                                                                |
| | C. Castracane †; Camillo Castracane                                                                    | Camillo Castracane Staccoli (1849–1907) [Band 1–2]                                                                              | Urbino                                                                                                 |
| G. C.                                                                                                  | G. Ceci; Gius. Ceci                                                                                    | Giuseppe Ceci (1863–1938) [Band 2–11, 18–19, 22–31]                                                                             | Andria                                                                                                 |
| | Adolf de Ceuleneer                                                                                     | Adolf de Ceuleneer (1829–1924) [Band 5–9]                                                                                       | Gent                                                                                                   |
| | Christ; H. Christ                                                                                      | Hans Christ (1884–1978) [Band 15, 24]                                                                                           | Stuttgart                                                                                              |
| | Jos. Christa                                                                                           | Josef Christa (1877–1951) [Band 29]                                                                                             | Untereichen                                                                                            |
| | V. P. Christensen                                                                                      | Victor P. Christensen (1875–1939) [Band 13–14], DNB 1068303581                                                                  | Kopenhagen                                                                                             |
| | Karel Chytil                                                                                           | Karel Chytil (1857–1934) [Band 22], DNB 123614244                                                                               | Prag                                                                                                   |
| | A. M. Ciaranfi                                                                                         | Anna Maria Francini Ciaranfi [Band 26], DNB 105633348                                                                           | Florenz                                                                                                |
| | Josef Cibulka                                                                                          | Josef Cibulka (1886–1968) [Band 21]                                                                                             | Prag                                                                                                   |
| | C. Claussen                                                                                            | Carl Claussen (1887–) [Band 21], DNB 125210639                                                                                  | |
| | P. Clemen                                                                                              | Paul Clemen (1866–1947) [Band 6, 29]                                                                                            | Bonn                                                                                                   |
| C.; W. C.                                                                                              | W. Cohen                                                                                               | Walter Cohen (1880–1942) [Mitarbeiter der Redaktion 1904–1905; Autor Band 4–5, 7–12, 14–16, 20–22, 24–26]                       | Düsseldorf                                                                                             |
| | Luigi Coletti                                                                                          | Luigi Coletti (1886–1961) [Band 27, 30, 33], DNB 122504941                                                                      | Treviso                                                                                                |
| | C. H. Collins Baker                                                                                    | Charles Henry Collins Baker (1880–1959) [Band 7–12, 18, 20, 22], DNB 142817201                                                  | London                                                                                                 |
| | F. Condio                                                                                              | Filippo Condio (1862–1921) [Band 11–12]                                                                                         | Venedig                                                                                                |
| W. G. C.                                                                                               | W. G. Constable                                                                                        | William George Constable (1887–1976) [Band 17, 19], DNB 124995012                                                               | London                                                                                                 |
| | K. Cornelius *)                                                                                        | Carl Maria Cornelius (1868–1945)                                                                                                | Basel                                                                                                  |
| | Cornu                                                                                                  | Paul Cornu (1881–1914) [Band 6–8]                                                                                               | Paris                                                                                                  |
| | A. Corrodi                                                                                             | Adrian Corrodi-Sulzer (1865–1944), DNB 1139899422                                                                               | Zürich                                                                                                 |
| R. C.                                                                                                  | Robert Corwegh; Corwegh                                                                                | Robert Corwegh (1878–1929) [Mitarbeiter der Redaktion Band 5; Autor Band 6, 15]                                                 | Leipzig                                                                                                |
| | E. v. Cranach-Sichart; Eberh. v. Cranach-Sichart; E. von Cranach-Sichart; v. Cranach-Sichart           | Eberhard von Cranach-Sichart (1886–1967) [Band 24–30, 33]                                                                       | München                                                                                                |
| | G. Cristofani *)                                                                                       | Giustino Cristofani (1875–1958), DNB 189341041                                                                                  | Assisi                                                                                                 |
| E. C-d.                                                                                                | E. Cronlund; Cronlund                                                                                  | Eskil Cronlund (1901–1977) [Band 26–36]                                                                                         | Stockholm                                                                                              |
| Cy. | Cuny; G. Cuny                                                                                          | Georg Cuny (1857–1942) [Band 4–5, 9–11, 14–16, 21–26, 28–30, 33–34, 36]                                                         | Danzig                                                                                                 |
| | S. Curman                                                                                              | Sigurd Curman (1879–1966) [Band 1, 8]                                                                                           | Stockholm                                                                                              |
| | K. Czarnocka                                                                                           | Krystyna Czarnocka (1920–2005) [Vollmer Band 6]                                                                                 | Warschau                                                                                               |
| Autoren D                                                                                              | | | |
| D. | | [Band 15] | |
| G. D.                                                                                                  | | [Band 4] | |
| J. D.                                                                                                  | | [Band 36] | |
| L. D.                                                                                                  | | [Band 20–21] | |
| | P. D’Achiardi                                                                                          | Pietro D’Achiardi (1879–1940) [Band 1]                                                                                          | Pisa                                                                                                   |
| | Frithjof Dahl                                                                                          | Frithjof Dahl (1903–1962) [Band 29]                                                                                             | Frankfurt a. M.                                                                                        |
| | P. D’Ancona                                                                                            | Paolo D’Ancona (1878–1964) [Band 1–4]                                                                                           | Rom |
| | B. Daun *)                                                                                             | Berthold Daun (1872–) | Braunschweig                                                                                           |
| | C. Davenport                                                                                           | Cyril Davenport (1848–1941) [Band 9–11, 23]                                                                                     | London                                                                                                 |
| | E. Davinet                                                                                             | Horace Edouard Davinet (1839–1922) [Band 19]                                                                                    | Bern                                                                                                   |
| | Deckert                                                                                                | Hermann Deckert (1899–1955) [Band 36]                                                                                           | Hannover                                                                                               |
| | B. Degenhart                                                                                           | Bernhard Degenhart (1907–1999) [Band 27, 31, 33]                                                                                | Rom |
| | Franck Delage                                                                                          | Franck Delage (1873–1950) [Band 33]                                                                                             | Limoges                                                                                                |
| A. D.; A. J. J. D.                                                                                     | Ary Delen; A. Delen; A. J. J. Delen                                                                    | Adrien Jean Joseph Delen (1883–1960) [Band 5–11, 23–24], DNB 126186766                                                          | Antwerpen                                                                                              |
| | Egbert Delpy                                                                                           | Egbert Delpy (1876–1951) [Band 5]                                                                                               | Leipzig                                                                                                |
| | P. de Luca; Pasquale de Luca                                                                           | Pasquale de Luca (1865–1929) [Band 10, 18–19], DNB 121347834                                                                    | Neapel                                                                                                 |
| | G. A. DellʾAqua                                                                                        | Gian Alberto Dell'Acqua (1909–2004) [Band 33], DNB 122402677                                                                    | Mailand                                                                                                |
| | Paola Della Pergola                                                                                    | Paola Della Pergola (1907–1992) [Band 25, 27–30], DNB 1058257471                                                                | Rom |
| | Delogu; G. Delogu; Gius. Delogu; Giuseppe Delogu                                                       | Giuseppe Delogu (1898–1971) [Band 26–28], DNB 132992949                                                                         | Venedig                                                                                                |
| | André Demartial                                                                                        | André Demartial (1863–1938) [Band 23]                                                                                           | Limoges                                                                                                |
| | Demiani; H. Demiani                                                                                    | Hans Demiani (1857–1911) [Band 1–2, 4–5]                                                                                        | Dresden                                                                                                |
| | Demmler                                                                                                | Theodor Demmler (1879–1944) [Band 7–8, 15]                                                                                      | Berlin                                                                                                 |
| De.; G. D.                                                                                             | Deneke; G. Deneke                                                                                      | Günther Deneke (1882–1944) [Mitarbeiter der Redaktion 1905–1906, Autor Band 1–2, 7–9, 13–15, 20]                                | Leipzig                                                                                                |
| | O. Deneke                                                                                              | Otto Deneke (1875–1956) [Band 35]                                                                                               | Göttingen                                                                                              |
| | G. De Nicola                                                                                           | Giacomo De Nicola (1879–1926) [Band 1–2, 6–8]                                                                                   | Rom |
| D.; G. D.                                                                                              | Dettmann; G. Dettmann                                                                                  | Gerd Dettmann (1897–1943) [Band 22–33]                                                                                          | Bremen                                                                                                 |
| | O. E. Deutsch                                                                                          | Otto Erich Deutsch (1883–1967) [Band 1]                                                                                         | Graz                                                                                                   |
| M. D.                                                                                                  | M. Devigne; Marg. Devigne                                                                              | Marguerite Devigne (1884–1967) [Band 19–34], DNB 1140246267                                                                     | Brüssel                                                                                                |
| W. D.                                                                                                  | Diepenbach; W. Diepenbach                                                                              | Wilhelm Diepenbach (1887–1961) [Band 24, 28–30, 35]                                                                             | Mainz                                                                                                  |
| | E. Diez                                                                                                | Ernst Diez (1878–1961) [Band 1–2]                                                                                               | Wien                                                                                                   |
| | L. Dimier                                                                                              | Louis Dimier (1865–1943) [Band 1–3, 7], DNB 119285126                                                                           | Paris                                                                                                  |
| | Dimow                                                                                                  | Wassil Dimow (Vasil Dimov) (1878–1941) [Band 18–19]                                                                             | Sofia                                                                                                  |
| V. D.; D.                                                                                              | V. Dirksen; Dirksen                                                                                    | Victor Dirksen (1887–1955) [Band 15–26, 28, 30]                                                                                 | Hamburg, später Wuppertal                                                                              |
| | Dirr                                                                                                   | Pius Dirr (1875–1943) [Band 4–11]                                                                                               | München                                                                                                |
| | A. Dobsky                                                                                              | Arthur Dobsky (1879–) [Band 19]                                                                                                 | Stuttgart                                                                                              |
| C. D.                                                                                                  | C. Dodgson                                                                                             | Campbell Dodgson (1867–1948) [Band 5–8, 10, 14–15, 18, 20, 23, 29–30], DNB 11615215X                                            | London                                                                                                 |
| | A. Doebber                                                                                             | Adolph Doebber (1848–1920) [Band 14]                                                                                            | Berlin                                                                                                 |
| | O. Doering-Dachau; Doering                                                                             | Oskar Doering (1858–1936) [Band 3–7]                                                                                            | Dachau                                                                                                 |
| | Friedrich Dörnhöffer                                                                                   | Friedrich Dörnhöffer (1865–1934) [Band 3]                                                                                       | Wien                                                                                                   |
| | A. Dörrer                                                                                              | Anton Dörrer (1886–1968) [Band 27]                                                                                              | Innsbruck                                                                                              |
| | T. Dohrn                                                                                               | Tobias Dohrn (1910–1990) [Band 36]                                                                                              | Köln                                                                                                   |
| A. D.                                                                                                  | A. Dolenský                                                                                            | Antonín Dolenský (1884–1956) [Band 2], DNB 1053537646                                                                           | Prag                                                                                                   |
| | Dolfen; Chr. Dolfen                                                                                    | Christian Dolfen (1877–1961) [Band 29–30], DNB 101218869                                                                        | Osnabrück                                                                                              |
| | M. Dormoy; Marie Dormoy                                                                                | Marie Dormoy (1886–1974) [Band 19–22], DNB 138762015                                                                            | Paris                                                                                                  |
| | K. Dorn                                                                                                | Katharina Dorn (1908–1999) [Band 31]                                                                                            | Berlin                                                                                                 |
| | H. Dreyer                                                                                              | Herbert Dreyer (1901–) [Band 25–27]                                                                                             | |
| Fr. Dg.                                                                                                | Fr. Dülberg                                                                                            | Franz Dülberg (1873–1934) [Band 3]                                                                                              | München                                                                                                |
| | R. Dupré                                                                                               | R. Dupré [Band 7–8] | |
| | P. Durrieu; Cte P. Durrieu                                                                             | Paul Durrieu (1855–1925) [Band 1–5, 11]                                                                                         | Paris                                                                                                  |
| L. D.                                                                                                  | L. Dussler; L. Dußler                                                                                  | Luitpold Dussler (1895–1976) [Band 31, 34]                                                                                      | München                                                                                                |
| J. D.                                                                                                  | J. Duverger                                                                                            | Jozef Duverger (1899–1979) [Band 26–29, 31–33], DNB 136952933                                                                   | Gent                                                                                                   |
| | M. Dvǒrák *)                                                                                           | Max Dvořák (1874–1921) | Wien                                                                                                   |
| F. D.                                                                                                  | Dworschak; F. Dworschak                                                                                | Fritz Dworschak (1890–1974) [Band 19, 26–29, 31]                                                                                | Wien                                                                                                   |
| Autoren E                                                                                              | | | |
| E. | | [Band 19] | |
| F. A. L. E.                                                                                            | | [Band 20–21] | |
| H. S. E.                                                                                               | | [Band 18–19] | |
| | Eberlein                                                                                               | Kurt Karl Eberlein (1890–1944/45) [Band 18, 20]                                                                                 | Karlsruhe, später Berlin                                                                               |
| A. E.                                                                                                  | A. Egger                                                                                               | Adele Egger (1910–1968) [Band 26–32]                                                                                            | Graz                                                                                                   |
| | H. Egger                                                                                               | Hermann Egger (1873–1949) [Band 13, 20]                                                                                         | Graz                                                                                                   |
| | H. Ehl                                                                                                 | Heinrich Ehl (1888–1963) [Band 28], DNB 1028854064                                                                              | Kronach                                                                                                |
| | Joh. Eichner                                                                                           | Johannes Eichner (1886–1958) [Vollmer Band 3], DNB 116417935                                                                    | Murnau                                                                                                 |
| | R. Eigenberger                                                                                         | Robert Eigenberger (1890–1979) [Band 8, 10–11, 13]                                                                              | Wien                                                                                                   |
| | Eisler; M. Eisler; Max Eisler                                                                          | Max Eisler (1881–1937) [Band 12]                                                                                                | Wien                                                                                                   |
| | Emler; J. Emler                                                                                        | Jan Emler (1877–1951) [Band 1–2], DNB 116470720                                                                                 | Prag                                                                                                   |
| | M. Endres-Soltmann                                                                                     | Mary Endres-Soltmann (1889–1920) [Band 11], DNB 152823727                                                                       | |
| | Clara Engelen                                                                                          | Clara Engelen (1879–1956) [Band 23]                                                                                             | Zutphen                                                                                                |
| | Max Engert                                                                                             | Max Engert [Band 36] | |
| C. E.                                                                                                  | C. Enlart; Enlart                                                                                      | Camille Enlart (1862–1927) [Band 1–12]                                                                                          | Paris                                                                                                  |
| | Max Ermers                                                                                             | Max Ermers (1881–1950) [Band 30]                                                                                                | Wien                                                                                                   |
| | Ernst                                                                                                  | Ernst [Band 6] | |
| | Escher                                                                                                 | Konrad Escher (1882–1944) [Band 12–14]                                                                                          | Zürich                                                                                                 |
| E. E.                                                                                                  | E. Esdaile                                                                                             | Edmund Esdaile (James Edmund Kennedy Esdaile) (1910–1994) [Band 22, 26–28, 30, 32–33]                                           | London                                                                                                 |
| K. A. E.                                                                                               | K. A. Esdaile                                                                                          | Katharine Ada Esdaile (1881–1950) [Band 15, 17–33], DNB 1056140909                                                              | London                                                                                                 |
| P. E.; P. Ett.                                                                                         | P. Ettinger                                                                                            | Pawel Dawydowitsch Ettinger (Павел Давыдович Эттингер) (1866–1948) [Band 5–11, 16–22, 24–31, 35]                                | Moskau                                                                                                 |
| | R. Ettinghausen                                                                                        | Richard Ettinghausen (1906–1979) [Band 27–29]                                                                                   | Berlin                                                                                                 |
| L. v. E.                                                                                               | L. von Eynern                                                                                          | Lotte von Eynern (1907–1994) [Band 28–30], DNB 125339704                                                                        | |
| Autoren F                                                                                              | | | |
| H. F. F.                                                                                               | | [Band 15–16] | |
| J. F.                                                                                                  | J. Faber                                                                                               | Johann Faber (Hans Faber-Perathoner) (1907–1981) [Band 21]                                                                      | Innsbruck                                                                                              |
| | C. von Fabriczy *)                                                                                     | Cornelius von Fabriczy (1839–1910)                                                                                              | Stuttgart                                                                                              |
| | A. E. Fahey *)                                                                                         | A. E. Fahey | London                                                                                                 |
| | V. Fainelli                                                                                            | Vittorio Fainelli (1888–1968) [Band 22–23]                                                                                      | Verona                                                                                                 |
| | O. von Falke                                                                                           | Otto von Falke (1862–1942) [Band 26–27]                                                                                         | Köln, später Berlin                                                                                    |
| F. F.                                                                                                  | F. Farina; Farina                                                                                      | F. Farina [Band 22–31] | |
| | J. Fastenau                                                                                            | Jan Fastenau (1880–1945) [Band 29]                                                                                              | Emden                                                                                                  |
| | Julius Faulwasser; Jul. Faulwasser; J. Faulwasser                                                      | Julius Faulwasser (1855–1944) [Band 15–16, 23–25, 27–28, 31, 33–34, 36]                                                         | Hamburg                                                                                                |
| | E. Ferber                                                                                              | Elfriede Ferber (1899–1991) [Band 22], DNB 1024169197                                                                           | Stuttgart                                                                                              |
| | L. Ferro                                                                                               | Luigi Ferro (1871–1937) [Band 1–3, 5]                                                                                           | Venedig                                                                                                |
| | K. Feuchtmayr                                                                                          | Karl Feuchtmayr (1893–1961) [Band 14–15, 20–22, 26–27, 29–32, 34–36]                                                            | München                                                                                                |
| | A. Feulner                                                                                             | Adolf Feulner (1884–1945) [Band 17]                                                                                             | München                                                                                                |
| | H. Feurstein                                                                                           | Heinrich Feurstein (1877–1942) [Band 15, 17]                                                                                    | Donaueschingen                                                                                         |
| | F. Fichtner                                                                                            | Fritz Fichtner (1890–1969) [Band 21]                                                                                            | Dresden                                                                                                |
| | F. Ficker; Fr. Ficker; Friedbert Ficker                                                                | Friedbert Ficker (1927–2007) [Vollmer Band 3–5]                                                                                 | Leipzig                                                                                                |
| | Riccardo Filangieri Di Candida                                                                         | Riccardo Filangieri Di Candida (1882–1959) [Band 28], DNB 188451684                                                             | Neapel                                                                                                 |
| | B. Filow                                                                                               | Bogdan Filow (1883–1945) [Band 27]                                                                                              | Sofia                                                                                                  |
| G. F.                                                                                                  | G. Fiocco; Fiocco                                                                                      | Giuseppe Fiocco (1884–1971) [Band 14–15, 18, 23–24, 26–27, 31–32, 36]                                                           | Pisa, Florenz, Padua                                                                                   |
| | Firmenich-Richartz; E. Firmenich-Richartz                                                              | Eduard Firmenich-Richartz (1864–1923) [Band 1–5, 7, 10–13]                                                                      | Bonn                                                                                                   |
| | Hartwig Fischel; H. Fischel                                                                            | Hartwig Fischel (1861–1940) [Band 5, 13], DNB 133453952                                                                         | Wien                                                                                                   |
| | L. Fischel                                                                                             | Lilli Fischel (1891–1978) [Band 22]                                                                                             | Karlsruhe                                                                                              |
| | O. Fischel                                                                                             | Oskar Fischel (1870–1939) [Band 2, 4, 29]                                                                                       | Berlin                                                                                                 |
| | Ad. Joh. Fischer                                                                                       | Adolph Johannes Fischer (1885–1936) [Band 12]                                                                                   | Salzburg                                                                                               |
| | J. L. Fischer                                                                                          | Josef Ludwig Fischer (1879–) [Band 15], DNB 12355182X                                                                           | München                                                                                                |
| | K. Fischer; Klaus Fischer                                                                              | Klaus Fischer (1919–1993) [Vollmer Band 3–4]                                                                                    | |
| D. F. D.                                                                                               | Delphine Fitz Darby                                                                                    | Delphine Fitz Darby (1902–1995) [Band 30, 33]<! ---D. F. D: Band 30 s.v. Serra, Jaime, katal. Maler; Serra, Pedro-->            | |
| | Fr. Flaskamp                                                                                           | Franz Flaskamp (1890–1985) [Band 27–28, 30]                                                                                     | Münster                                                                                                |
| | Ed. Flechsig                                                                                           | Eduard Flechsig (1864–1944) [Band 1, 3–4]                                                                                       | Braunschweig                                                                                           |
| | Vict. Fleischer                                                                                        | Victor Fleischer (1882–1951) [Band 2]                                                                                           | Wien                                                                                                   |
| W. F.                                                                                                  | W. Fleischhauer                                                                                        | Werner Fleischhauer (1903–1997) [Band 19–22]                                                                                    | Stuttgart                                                                                              |
| | Benno Fleischmann                                                                                      | Benno Fleischmann (1906–1948) [Band 34]                                                                                         | Wien                                                                                                   |
| | Fleischmann                                                                                            | Karl Thomas Fleischmann, Pseudonym von Maximilian Fleischmann (1884–1960) [Band 34], DNB 1034401521                             | München                                                                                                |
| | Flesche; H. Flesche                                                                                    | Herman Flesche (1886–1972) [Band 25–26]                                                                                         | Braunschweig                                                                                           |
| C. F. F.                                                                                               | C. F. Foerster                                                                                         | Charles F. Foerster (1883–1943) [Band 14–33]                                                                                    | Berlin                                                                                                 |
| | Otto H. Foerster                                                                                       | Otto H. Förster (1894–1975) [Band 23]                                                                                           | Köln                                                                                                   |
| | Richard Förster                                                                                        | Richard Foerster (1843–1922) [Band 13, 15]                                                                                      | Breslau                                                                                                |
| | G. Fogolari                                                                                            | Gino Fogolari (1875–1941) [Band 1–2], DNB 1055475133                                                                            | Venedig                                                                                                |
| T. H. F.                                                                                               | Fokker; T. H. Fokker                                                                                   | Timon Henricus Fokker (1880–1956) [Band 25–27], DNB 127595953                                                                   | |
| H. F.                                                                                                  | Folnesics; H. Folnesics                                                                                | Hans Folnesics (1886–1922) [Band 9, 14–15]                                                                                      | Wien                                                                                                   |
| | G. Fontaine                                                                                            | Georges Fontaine (1900–1969) [Band 26–28]                                                                                       | Paris                                                                                                  |
| F.; A. F.                                                                                              | Foratti; A. Foratti                                                                                    | Aldo Foratti (1881–1964) [Band 9, 11, 25–34], DNB 157614824                                                                     | Bologna                                                                                                |
| | I. Fraenckel                                                                                           | Ingeborg Fraenckel (1903–) [Band 29], DNB 116690038                                                                             | Hamburg                                                                                                |
| | Max Frankenburger                                                                                      | Max Frankenburger (1860–1943) [Band 18]                                                                                         | München                                                                                                |
| | M. v. Freeden                                                                                          | Max Hermann von Freeden (1913–2001) [Band 33]                                                                                   | Würzburg                                                                                               |
| | Freund                                                                                                 | Frank E. Washburn Freund (1878–) [Band 20], DNB 116774509                                                                       | |
| | W. Fries                                                                                               | Walter Fries (1890–1934) [Band 15–17]                                                                                           | Nürnberg                                                                                               |
| | K. Frey                                                                                                | Carl Frey (1857–1917) [Band 2–3]                                                                                                | Berlin                                                                                                 |
| | Frey                                                                                                   | Dagobert Frey (1883–1962) [Band 13]                                                                                             | Wien                                                                                                   |
| | R. Freytag                                                                                             | Rudolf Freytag (1879–1959) [Band 17, 23–24, 32]                                                                                 | Regensburg                                                                                             |
| | Friedlaender; M. J. Friedländer; Max J. Friedländer                                                    | Max J. Friedländer (1867–1958) [Band 1–2, 5, 7, 10–14, 19, 23–25, 27]                                                           | Berlin                                                                                                 |
| | W. Friedlaender                                                                                        | Walter Friedlaender (1873–1966) [Band 2, 4, 13, 27]                                                                             | Freiburg i. Br.                                                                                        |
| | Karl Josef Friedrich                                                                                   | Karl Josef Friedrich (1888–1965) [Band 35–36]                                                                                   | Seifersdorf                                                                                            |
| | A. Friesacher                                                                                          | A. Friesacher [Band 17] | |
| Th. v. Fr.                                                                                             | | Theodor von Frimmel (1853–1928) [Band 3]                                                                                        | Wien                                                                                                   |
| | Georg Fritsch                                                                                          | Georg Fritsch (1890–1955) [Band 25]                                                                                             | Potsdam                                                                                                |
| R. F.                                                                                                  | Rolf Fritz                                                                                             | Rolf Fritz (1904–1992) [Band 25–26]                                                                                             | Dortmund                                                                                               |
| | L. Fröhlich-Bum                                                                                        | Lili Fröhlich-Bum (1886–1981) [Band 24]                                                                                         | Wien                                                                                                   |
| | A. Fuchs                                                                                               | Alois Fuchs (1877–1971) [Band 21]                                                                                               | Paderborn                                                                                              |
| | L. Fumi                                                                                                | Luigi Fumi (1849–1934) [Band 3], DNB 123802431                                                                                  | Ponte a Mariano bei Lucca                                                                              |
| Autoren G                                                                                              | | | |
| G. | | [Band 32] | |
| G. | | [Band 33] | |
| A. G.                                                                                                  | | [Band 13] | |
| A. G. ; a. g.                                                                                          | A. Gabrielli                                                                                           | [Vollmer Band 1–3] | |
| N. G.                                                                                                  | N. Gabrielli                                                                                           | Noemi Gabrielli (1901–1979) [Band 29–30, 32, 34, 36]                                                                            | |
| | J. Gabriels                                                                                            | Juliane Gabriëls (1889–1958) [Band 35], DNB 1053136366                                                                          | |
| | Wilhelm Gärtner                                                                                        | Wilhelm Gärtner (1885–1952) [Band 2]                                                                                            | Linz                                                                                                   |
| | Gy. S. Gál                                                                                             | György Sándor Gál (1907–1980) [Vollmer Band 4], DNB 1052849245                                                                  | Budapest                                                                                               |
| | E. Gall                                                                                                | Ernst Gall (1888–1958) [Band 32]                                                                                                | Berlin                                                                                                 |
| | C. Gamba                                                                                               | Carlo Gamba (1870–1963) [Band 4, 6], DNB 123953286                                                                              | Florenz                                                                                                |
| | Ganßauge                                                                                               | Gottfried Ganßauge (1900–1988) [Band 27–28]                                                                                     | Kassel                                                                                                 |
| | P. Ganz *)                                                                                             | Paul Ganz (1872–1954) | Basel                                                                                                  |
| | J. Garber                                                                                              | Josef Garber (1883–1933) [Band 16]                                                                                              | Innsbruck                                                                                              |
| | K. von Garzarolli; Garzarolli-Thurnlackh; K. Garzarolli-Thurnlackh                                     | Karl Garzarolli-Thurnlackh (1894–1964) [Band 15–16, 27, 30–31]                                                                  | Graz                                                                                                   |
| | M. Gauthier; Gauthier                                                                                  | Maximilien Gauthier (1893–1977) [Band 21–22], DNB 1018217908                                                                    | |
| | P. Gazzola                                                                                             | Piero Gazzola (1908–1979) [Band 34]                                                                                             | Verona                                                                                                 |
| | G. Geffroy                                                                                             | Gustave Geffroy (1855–1926) [Band 2–5]                                                                                          | Neuilly-sur-Seine                                                                                      |
| | Gehrig; O. Gehrig                                                                                      | Oscar Gehrig (1890–1948) [Band 21–25, 27–28, 30–32]                                                                             | Rostock                                                                                                |
| | B. Geiger                                                                                              | Benno Geiger (1882–1965) [Band 8]                                                                                               | Berlin                                                                                                 |
| M. G.                                                                                                  | Geisberg; M. Geisberg                                                                                  | Max Geisberg (1875–1943) [Band 19–20, 24, 30–31, 35]                                                                            | Münster                                                                                                |
| | Geisenheimer; H. Geisenheimer                                                                          | Hans Geisenheimer (1870–nach 1936) [Band 4–5]                                                                                   | Florenz                                                                                                |
| de G.                                                                                                  | J. J. de Geldern                                                                                       | Jan Jacob de Geldern (1878–1971) [Band 16], DNB 124427553                                                                       | Leiden                                                                                                 |
| | W. Gensel *)                                                                                           | Walther Gensel (1870–1910) | Berlin                                                                                                 |
| | T. Gerevich                                                                                            | Tibor Gerevich (1882–1954) [Band 5–8]                                                                                           | Budapest                                                                                               |
| | G. Gerheuser                                                                                           | Gustav Gerheuser (1871–) [Band 21], DNB 116572116                                                                               | |
| | A. von Gerkan                                                                                          | Armin von Gerkan (1884–1969) [Band 17]                                                                                          | Rom |
| | W. German                                                                                              | Wilhelm German (1858–1933) [Band 19], DNB 116588586                                                                             | Schwäbisch Hall                                                                                        |
| G. G.                                                                                                  | Gerola; G. Gerola                                                                                      | Giuseppe Gerola (1877–1938) [Band 1–5, 9, 11, 18–19]                                                                            | Triest                                                                                                 |
| H. G.                                                                                                  | H. Gerson                                                                                              | Horst Gerson (1907–1978) [Band 24–25, 27–34]                                                                                    | Den Haag                                                                                               |
| | Gerstenberg                                                                                            | Kurt Gerstenberg (1886–1968) [Band 25]                                                                                          | Halle                                                                                                  |
| F. G.                                                                                                  | Gibson; Frank F. Gibson                                                                                | Frank F. Gibson [Band 15–16, 23]                                                                                                | |
| | C. Giedion-Welcker                                                                                     | Carola Giedion-Welcker (1893–1979) [Band 19]                                                                                    | Zürich                                                                                                 |
| | S. Giedion                                                                                             | Sigfried Giedion (1888–1968) [Band 22]                                                                                          | Zürich                                                                                                 |
| | A. Giesecke                                                                                            | Albert Giesecke (1881–1966) [Band 27, 31], DNB 116620080                                                                        | Leipzig                                                                                                |
| | O. H. Giglioli                                                                                         | Odoardo Hillyer Giglioli (1873–1957) [Band 24–25], DNB 123704111                                                                | Florenz                                                                                                |
| | H. Ginter                                                                                              | Hermann Ginter (1889–1966) [Band 23, 31, 33]                                                                                    | Freiburg i. Br.                                                                                        |
| | André Girodie                                                                                          | André Girodie (1874–1946) [Band 2–6, 29], DNB 127765816                                                                         | Paris                                                                                                  |
| | Käte Gläser                                                                                            | Käte Gläser (1897–) [Band 30], DNB 139333177                                                                                    | Berlin                                                                                                 |
| | C. Glaser                                                                                              | Curt Glaser (1879–1943) [Band 14, 17, 25]                                                                                       | Berlin                                                                                                 |
| r. g.                                                                                                  | | Reinhold Glaser [Band 26] | |
| | A. Glauning; Glauning                                                                                  | Anna Elisabeth Glauning (1910–1987) [Band 32, 36]                                                                               | Leipzig, später München                                                                                |
| | Franz Glück                                                                                            | Franz Glück (1899–1981) [Band 32]                                                                                               | Wien                                                                                                   |
| | G. Glück                                                                                               | Gustav Glück (1871–1952) [Band 1, 4, 29]                                                                                        | Wien                                                                                                   |
| Gl.; G.                                                                                                | H. Glück                                                                                               | Heinrich Glück (1889–1930) [Band 18–22, 24, 27]                                                                                 | Wien                                                                                                   |
| U. G.                                                                                                  | U. Gnoli                                                                                               | Umberto Gnoli (1878–1947) [Band 6, 14, 18–19], DNB 141856211                                                                    | Perugia                                                                                                |
| B.-M. G.                                                                                               | B. M. Godwin; Godwin                                                                                   | Blake-More Godwin (1894–1975) [Band 14–20]                                                                                      | Toledo (Ohio)                                                                                          |
| H. G.                                                                                                  | H. Göbel                                                                                               | Heinrich Göbel (1879–1951) [Band 22–23, 27]                                                                                     | Kolberg                                                                                                |
| M. G.                                                                                                  | M. Goering                                                                                             | Max Goering (1902–1944) [Band 27–31, 33–34], DNB 1020740876                                                                     | München                                                                                                |
| | G. Göthe; G. Goethe                                                                                    | Georg Göthe (1846–1933) [Band 1, 4], DNB 116732903                                                                              | Stockholm                                                                                              |
| | H. Goetz                                                                                               | Hermann Goetz (1898–1976) [Band 22–23]                                                                                          | Berlin                                                                                                 |
| | M. Golferich                                                                                           | Macari(o) Golferich i Losada (1866–1938) [Band 18–19]                                                                           | Barcelona                                                                                              |
| | A. Goldschmidt *)                                                                                      | Adolph Goldschmidt (1863–1944)                                                                                                  | Halle                                                                                                  |
| | Ernst Goldschmidt                                                                                      | Ernst Goldschmidt (1906–1992) [Band 24]                                                                                         | Wien                                                                                                   |
| | V. von Golubew *)                                                                                      | Victor Goloubew (1878–1945, Viktor von Golubew, Golubeff, Виктор Викторович Голубев, Viktor Viktorovič Golubev), DNB 116763396  | Paris                                                                                                  |
| | Bruno Golz                                                                                             | Bruno Golz (1873–1955) [Band 30], DNB 116765216                                                                                 | Leipzig                                                                                                |
| | Vincenzo Golzio                                                                                        | Vincenzo Golzio (1896–1980) [Band 27], DNB 101989296                                                                            | Rom |
| | G. Gombosi; Gombosi                                                                                    | György Gombosi (1904–1945) [Band 26–27, 29, 33], DNB 172919460                                                                  | Budapest                                                                                               |
| | C. M. v. Górski; K. Gorski                                                                             | Konstanty Marian Górski (1862–1909) [Band 1–5], DNB 107897456X                                                                  | Krakau                                                                                                 |
| | E. Gosebruch                                                                                           | Ernst Gosebruch (1872–1953) [Band 12]                                                                                           | Essen                                                                                                  |
| | A. Gottschewski                                                                                        | Adolf Gottschewski (1875–1930) [Band 1–2]                                                                                       | Florenz                                                                                                |
| Gr.; W. Gr.                                                                                            | W. Gramberg                                                                                            | Werner Gramberg (1896–1985) [Band 27, 29, 31, 33–34]                                                                            | Hamburg                                                                                                |
| | O. Granberg                                                                                            | Olof Granberg (1858–1933) [Band 14, 23], DNB 116821590                                                                          | Stockholm                                                                                              |
| | B. Grandjean                                                                                           | Poul Bredo Grandjean (1880–1957) [Band 36]                                                                                      | Kopenhagen                                                                                             |
| | A. Granger                                                                                             | André Granger [Band 2–5] | Saint-Étienne (Loire)                                                                                  |
| R. G.                                                                                                  | R. Graul                                                                                               | Richard Graul (1862–1944) [Band 11–13, 15, 22–23, 27–29]                                                                        | Leipzig                                                                                                |
| O. G.                                                                                                  | O. Grautoff                                                                                            | Otto Grautoff (1876–1937) [Band 4–8]                                                                                            | Berlin                                                                                                 |
| | K. Gray; B. K. Gray                                                                                    | K. Gray [Band 1] | London                                                                                                 |
| | Edith Greindl                                                                                          | Edith Greindl (1905–2004) [Band 34, 36], DNB 126440409                                                                          | Brüssel                                                                                                |
| H. G.                                                                                                  | Henrik Grevenor                                                                                        | Henrik Grevenor (1896–1937) [Band 21–29]                                                                                        | Oslo                                                                                                   |
| | Grimschitz; B. Grimschitz                                                                              | Bruno Grimschitz (1892–1964) [Band 16–17, 35]                                                                                   | Wien                                                                                                   |
| W. G.                                                                                                  | Grohmann; W. Grohmann                                                                                  | Will Grohmann (1887–1968) [Band 21–36]                                                                                          | Dresden                                                                                                |
| G. Gr.; Gr., Gg. Gronau                                                                                | G. Gronau; Gronau                                                                                      | Georg Gronau (1868–1938) [Band 3–5, 7–9, 12–18, 22–23, 25]                                                                      | San Domenico bei Florenz; Kassel                                                                       |
| H. D. G.                                                                                               | Gronau; Hans D. Gronau                                                                                 | Hans-Dietrich Gronau (1904–1951) [Band 23–27, 29–31, 33]                                                                        | Göttingen, später London                                                                               |
| | Fr. Grossmann; Fritz Grossmann                                                                         | Fritz Grossmann (1902–1984) [Band 23–24, 31]                                                                                    | Wien                                                                                                   |
| | Orlando Grosso                                                                                         | Orlando Grosso (1882–1968) [Band 8], DNB 1055374752                                                                             | Genua                                                                                                  |
| | L. Grote                                                                                               | Ludwig Grote (1893–1974) [Band 26]                                                                                              | Dessau                                                                                                 |
| | P. Grotemeyer; Grotemeyer                                                                              | Paul Grotemeyer (1904–1975) [Band 23–31, 34–35]                                                                                 | München                                                                                                |
| | P. Gründel                                                                                             | Paul Gründel (1871–1937) [Band 21–22], DNB 1079032444                                                                           | Ottmachau                                                                                              |
| L. G.; L. Gr.                                                                                          | Grünstein                                                                                              | Leo Grünstein (1876–1943) [Band 8, 10–11, 13–16, 18–22, 26–27, 29–32]                                                           | Wien                                                                                                   |
| | Gugenbauer                                                                                             | Gustav Gugenbauer (1889–1980) [Band 13]                                                                                         | Wien / Linz                                                                                            |
| | J. Guibert                                                                                             | Joseph Guibert (1869–1943) [Band 1–3], DNB 142586285                                                                            | Paris                                                                                                  |
| | Laura Guidorizzi                                                                                       | Laura Sterpos Guidorizzi (–2011) [Band 32–33], DNB 189641142                                                                    | Florenz                                                                                                |
| | J. Guiffrey; J. J. Guiffrey                                                                            | Jules Guiffrey [Band 1–8] (1840–1918)                                                                                           | Paris                                                                                                  |
| M. G.                                                                                                  | M. Gumowski, Gumowski                                                                                  | Marian Gumowski (1881–1974) [Band 1–6, 8–10, 14, 19–24], DNB 127880674                                                          | Krakau                                                                                                 |
| | H. Gundersheimer                                                                                       | Hermann Gundersheimer (1903–2004) [Band 23]                                                                                     | Ulm, Berlin                                                                                            |
| Autoren H                                                                                              | | | |
| H. | | [Band 6] | |
| M. W. H.                                                                                               | | [Band 15–16] | |
| Htn.                                                                                                   | | [Band 21] | |
| | Fr. Haack *)                                                                                           | Friedrich Haack (1868–1935) | Erlangen                                                                                               |
| | F. M. Haberditzl                                                                                       | Franz Martin Haberditzl (1882–1944) [Band 7, 10]                                                                                | Wien                                                                                                   |
| | M. Haberlandt                                                                                          | Michael Haberlandt (1860–1940) [Band 20]                                                                                        | Wien                                                                                                   |
| | G. Habich                                                                                              | Georg Habich (1868–1932) [Band 1, 22, 25]                                                                                       | München                                                                                                |
| S. H.                                                                                                  | S. Hackenschmidt                                                                                       | Sabine Hackenschmidt (1873–1939) [Band 20–23, 33]                                                                               | Straßburg                                                                                              |
| H. | Hadeln                                                                                                 | Detlev von Hadeln (1878–1935) [Band 1–2, 4–9, 11–12]                                                                            | Florenz                                                                                                |
| A. H.                                                                                                  | A. Häberle; Adolf Häberle                                                                              | Adolf Häberle (1886–1959) [Band 20, 28, 35–36]                                                                                  | Ulm |
| V. v. d. H.; v. d. H.                                                                                  | V. v. d. Haeghen; v. d. Haeghen                                                                        | Victor van der Haeghen (1854–1916) [Band 1–12]                                                                                  | Gent                                                                                                   |
| | A. Hämmerle; Albert Hämmerle                                                                           | Albert Hämmerle (1899–1976) [Band 20–26]                                                                                        | Augsburg                                                                                               |
| | B. Haendcke                                                                                            | Berthold Haendcke (1862–1951) [Band 2, 4]                                                                                       | Königsberg                                                                                             |
| E. H.; Hnl.                                                                                            | E. Haenel                                                                                              | Erich Haenel (1875–1940) [Band 1–2, 5, 19]                                                                                      | Dresden                                                                                                |
| N. G. H.                                                                                               | N. G. Hahl; Hahl                                                                                       | Nils-Gustav Hahl (1904–1941) [Band 29, 33, 35]                                                                                  | Helsinki                                                                                               |
| | A. Hahr; Aug. Hahr; Aug. H–r.                                                                          | August Hahr (1868–1947) [Band 3–4, 21, 32–33, 35], DNB 101109520                                                                | Uppsala                                                                                                |
| E. H.                                                                                                  | E. Hainisch; Hainisch                                                                                  | Erwin Hainisch (1895–1964) [Band 17, 22–23, 25–26, 28, 31–33]                                                                   | Wien                                                                                                   |
| | A. Haidecki                                                                                            | Alexander Hajdecki (1851–1934) [Band 10–12]                                                                                     | Wien                                                                                                   |
| H. M. H.                                                                                               | H. M. Hake                                                                                             | Henry M. Hake (1892–1951) [Band 14–17, 19]                                                                                      | London                                                                                                 |
| | R. Hallo; Hallo                                                                                        | Rudolf Hallo (1898–1933) [Band 22–23, 26–27]                                                                                    | Kassel                                                                                                 |
| | Ph. M. Halm                                                                                            | Philipp Maria Halm (1866–1933) [Band 22]                                                                                        | München                                                                                                |
| | Otto Hamann                                                                                            | Otto Hamann (1882–1948) [Band 18]                                                                                               | Linz                                                                                                   |
| | R. Hamann                                                                                              | Richard Hamann (1879–1961) [Band 26]                                                                                            | Marburg                                                                                                |
| H. H.                                                                                                  | H. Hammer                                                                                              | Heinrich Hammer (1873–1953) [Band 2, 12–25, 27–28, 30–31]                                                                       | Innsbruck                                                                                              |
| T. H.; Th. H.                                                                                          | Th. Hampe                                                                                              | Theodor Hampe (1866–1933) [Band 1–15, 25–27]                                                                                    | Nürnberg                                                                                               |
| | E. Hancke                                                                                              | Erich Hancke (1871–1954) [Band 23]                                                                                              | Berlin                                                                                                 |
| Hgl.                                                                                                   | Hanfstaengel                                                                                           | Eberhard Hanfstaengl (1886–1973) [Band 15–16, 23, 27]                                                                           | Berlin                                                                                                 |
| | H. Hantsch                                                                                             | Hugo Hantsch (1895–1972) [Band 27]                                                                                              | Wien                                                                                                   |
| | P. Hartmann *)                                                                                         | Paul Hartmann (1869–1944) | Bonn                                                                                                   |
| | Max Hasse                                                                                              | Max Hasse (1911–1986) [Band 37]                                                                                                 | Lübeck                                                                                                 |
| | Friedr. Haßlwander; Fr. Haßlwander                                                                     | Friedrich Haßlwander (1840–1914) [Band 11, 15, 17–18]                                                                           | Wien                                                                                                   |
| H. Hg.; Hs. Hg.; Hans Haug                                                                             | Hans Haug                                                                                              | Hans Haug (1890–1965) [Band 17, 23–26, 32]                                                                                      | Straßburg                                                                                              |
| A. H.                                                                                                  | A. Haupt                                                                                               | Albrecht Haupt (1852–1932) [Band 1–11, 13, 22]                                                                                  | Hannover                                                                                               |
| | Ernst Hauptmann                                                                                        | Ernst Hauptmann (1850–1944) [Band 18]                                                                                           | Kassel                                                                                                 |
| | Wilhelm Hausenstein                                                                                    | Wilhelm Hausenstein (1882–1957) [Band 19, 22]                                                                                   | München                                                                                                |
| M. H.                                                                                                  | M. Hauttmann; Hauttmann                                                                                | Max Hauttmann (1888–1926) [Band 8–10, 14]                                                                                       | München                                                                                                |
| | P. Haverkorn van Rijsewijk                                                                             | Pieter Haverkorn van Rijsewijk (1839–1919) [Band 1–7]                                                                           | Rotterdam                                                                                              |
| | A. Head *)                                                                                             | Alban Head | London                                                                                                 |
| | R. Hedicke; Hedicke                                                                                    | Robert Hedicke (1874–1957) [Band 10, 15–16]                                                                                     | Heidelberg                                                                                             |
| | Heinzle                                                                                                | Erwin Heinzle (1913–1990) [Vollmer Band 1], DNB 130202053                                                                       | Bregenz                                                                                                |
| | B. Henrich                                                                                             | Bruno Henrich [Band 22, 24, 29]                                                                                                 | |
| C. G. H.                                                                                               | C. G. Heise; Heise                                                                                     | Carl Georg Heise (1890–1979) [Band 11–13, 17, 28, 32–33]                                                                        | Lübeck                                                                                                 |
| | Heitmann                                                                                               | Heitmann [Band 22] | |
| J. H.                                                                                                  | J. Held                                                                                                | Julius Held (1905–2002) [Band 27]                                                                                               | Freiburg i. Br.                                                                                        |
| | L. Hell                                                                                                | Lucien Hell (1887–1969) [Band 20–21], DNB 126390789                                                                             | Straßburg                                                                                              |
| | E. Hempel                                                                                              | Eberhard Hempel (1886–1967) [Band 18–20, 22–23, 25–27, 30–31]                                                                   | Graz, dann Dresden                                                                                     |
| M. D. H.                                                                                               | M. D. Henkel                                                                                           | Max Ditmar Henkel (1879–1944) [Band 15, 17–33]                                                                                  | Amsterdam                                                                                              |
| | E. Hensler                                                                                             | Erwin Hensler (1882–1935) [Band 25, 29], DNB 116721863                                                                          | Dresden                                                                                                |
| W. H.                                                                                                  | W. Hentschel                                                                                           | Walter Hentschel (1899–1970) [Band 16–17, 19–21, 23, 26–28, 30–33, 35–36]                                                       | Dresden                                                                                                |
| | A. Hentzen                                                                                             | Alfred Hentzen (1903–1985) [Band 33]                                                                                            | Berlin                                                                                                 |
| | Henze                                                                                                  | Henze [Band 36] | |
| | J. A. Herbert                                                                                          | John Alexander Herbert (1862–1948) [Band 7]                                                                                     | London                                                                                                 |
| F. H.                                                                                                  | Hermanin; F. Hermanin                                                                                  | Federico Hermanin (1868–1953) [Band 1, 6–7]                                                                                     | Rom |
| | V. Hermansen                                                                                           | Victor Hermansen (1894–1960) [Band 36], DNB 102082705X                                                                          | Kopenhagen                                                                                             |
| J. H. D.; J. H.                                                                                        | J. Hernández Díaz                                                                                      | José Hernández Díaz (1906–1998) [Band 26–34], DNB 1122069936                                                                    | Sevilla                                                                                                |
| | C. Hernmarck                                                                                           | Carl Hernmarck (1901–1990) [Band 24], DNB 1055483756                                                                            | Stockholm                                                                                              |
| | J. Hess                                                                                                | Jacob Hess (1885–1969) [Band 26]                                                                                                | München                                                                                                |
| | Th. Hetzer                                                                                             | Theodor Hetzer (1890–1946) [Band 34]                                                                                            | Leipzig                                                                                                |
| | Max Heuwieser                                                                                          | Max Heuwieser (1878–1944) [Band 35]                                                                                             | Passau                                                                                                 |
| | L. H. Heydenreich; H. Heydenreich                                                                      | Ludwig Heinrich Heydenreich (1903–1978) [Band 29–30]                                                                            | Hamburg                                                                                                |
| | Eva Heye                                                                                               | Eva Heye (1906–1979) [Band 35–36], DNB 1100095373                                                                               | |
| | H. Heyne                                                                                               | Hildegard Heyne (1878–1964) [Band 13, 16, 19, 21, 29, 33, 36]                                                                   | Leipzig                                                                                                |
| | H. Hieber                                                                                              | Hermann Hieber (1882–) [Band 6–7], DNB 105523408X                                                                               | |
| | Hans Hildebrandt                                                                                       | Hans Hildebrandt (1878–1957) [Band 17]                                                                                          | Stuttgart                                                                                              |
| G. F. H.                                                                                               | G. F. Hill                                                                                             | George Francis Hill (1867–1948) [Band 5–10, 14–15, 18, 23–28, 31–32]                                                            | London                                                                                                 |
| | Bertel Hintze                                                                                          | Bertel Hintze (1901–1969) [Band 17], DNB 120871386                                                                              | Helsinki                                                                                               |
| | E. Hintze                                                                                              | Erwin Hintze (1876–1931) [Band 1–15]                                                                                            | Breslau                                                                                                |
| | A. M. Hind                                                                                             | Arthur M. Hind (1880–1957) [Band 27]                                                                                            | London                                                                                                 |
| | K. Hinrichsen                                                                                          | Klaus Hinrichsen (1912–2004) [Band 30–33, 35–36]                                                                                | Hamburg, später London                                                                                 |
| | Fritz Hirsch                                                                                           | Fritz Hirsch (1871–1938) [Band 18]                                                                                              | Karlsruhe                                                                                              |
| P. H.                                                                                                  | P. Hirschfeld                                                                                          | Peter Hirschfeld (1900–1988) [Band 24–30, 33, 35]                                                                               | Hamburg, später Karlsruhe                                                                              |
| | E. Hirschler                                                                                           | E. Hirschler [Band 17] | Wien                                                                                                   |
| O. H.                                                                                                  | O. Hirschmann                                                                                          | Otto Hirschmann (1889–1962) [Band 12, 14–15]                                                                                    | Den Haag                                                                                               |
| L. H.                                                                                                  | L. Hissette; Hissette                                                                                  | Louis Hissette (1885–1972) [Band 15–25]                                                                                         | Brüssel                                                                                                |
| Ho.; H. Ho.                                                                                            | H. Hochenegg                                                                                           | Hans Hochenegg (1894–1993) [Band 18–19, 22, 26–32, 34], DNB 11955190X                                                           | Innsbruck                                                                                              |
| | K. Hölker                                                                                              | Karl Hölker (1880–1945) [Band 28, 30, 32, 34], DNB 1156655552                                                                   | Münster                                                                                                |
| | R. Hönigschmid                                                                                         | Rudolf Hönigschmid (1876–1967)                                                                                                  | Prag                                                                                                   |
| | H. Hoffmann                                                                                            | Hans Hoffmann (1888–1955) [Band 29]                                                                                             | Zürich                                                                                                 |
| | Tassilo Hoffmann                                                                                       | Tassilo Hoffmann (1887–1951) [Band 32]                                                                                          | Berlin                                                                                                 |
| | Walther Hoffmann                                                                                       | Walther Hoffmann (1880–1968), DNB 110347989X                                                                                    | Chemnitz                                                                                               |
| | W. W. Hoffmann                                                                                         | Wilhelm W. Hoffmann (1890–1969) [Band 27, 36]                                                                                   | Mannheim                                                                                               |
| | Albert Hofmann                                                                                         | Albert Hofmann (1859–1926) [Band 17]                                                                                            | Berlin                                                                                                 |
| | Fr. H. Hofmann; Friedrich H. Hofmann                                                                   | Friedrich Hermann Hofmann (1875–1931) [Band 7, 9, 21]                                                                           | München                                                                                                |
| W. H.                                                                                                  | W. Hofmann                                                                                             | Wolfgang Hofmann [Band 11] | |
| | M. Hofrén                                                                                              | Manne Hofrén (1895–1975) [Band 30, 32, 35], DNB 102063362                                                                       | Kalmar                                                                                                 |
| H. d. G.; H. de Gr.; C. H. de Gr.                                                                      | Hofstede de Groot; C. Hofstede de Groot                                                                | Cornelis Hofstede de Groot (1863–1930) [Band 9–10, 12–13, 15, 17–23]                                                            | Den Haag                                                                                               |
| H. H.; H.                                                                                              | Hyac. Holland; H. Holland; Holland                                                                     | Hyacinth Holland (1827–1918) [Band 2–12]                                                                                        | München                                                                                                |
| C. J. H.                                                                                               | C. J. Holmes                                                                                           | Charles J. Holmes (1868–1936) [Band 7, 23]                                                                                      | London                                                                                                 |
| | N. v. Holst                                                                                            | Niels von Holst (1907–1993) [Band 28]                                                                                           | |
| | Holter                                                                                                 | Kurt Holter (1911–2000) [Band 31]                                                                                               | Wien                                                                                                   |
| | O. Holtze                                                                                              | Otto Holtze (1892–1944) [Band 20–22, 25, 27–28, 30, 32–36], DNB 116970197                                                       | Stettin                                                                                                |
| | Holzinger                                                                                              | Ernst Holzinger (1901–1972) [Band 27]                                                                                           | Frankfurt a. M.                                                                                        |
| | C. G. ’t Hooft                                                                                         | Cornelis Gerardus ’t Hooft (1866–1936) [Band 3]                                                                                 | Amsterdam                                                                                              |
| | Hoogdoorn                                                                                              | Hoogdoorn [Vollmer Band 2] | |
| G. J. H.; G. I. H.                                                                                     | G. J. Hoogewerff                                                                                       | Godefridus Johannes Hoogewerff (1884–1963) [Band 8, 10, 15–17, 22–24, 26, 28, 30, 36], DNB 121418979                            | Rom |
| R. H-e.                                                                                                | R. Hoppe                                                                                               | Ragnar Hoppe (1885–1967) [Band 15–16, 24], DNB 126431302                                                                        | Stockholm                                                                                              |
| | C. Horner                                                                                              | C. Horner [Band 31] | |
| | Horner; E. Horner                                                                                      | Ernst Horner (1885–1961) [Band 31–33, 36; Vollmer Band 1, 3–4]                                                                  | |
| | R. H. Hubbard                                                                                          | Robert Hamilton Hubbard (1916–1989) [Vollmer Band 5], DNB 120773805                                                             | Ottawa                                                                                                 |
| | A. Huber                                                                                               | Anton Huber-Unterberger [Band 20]                                                                                               | |
| | K. Hüseler                                                                                             | Konrad Hüseler (1894–1958) [Band 22, 25]                                                                                        | Hamburg                                                                                                |
| | Maximilian Huffschmid                                                                                  | Maximilian Huffschmid (1852–1924) [Band 15], DNB 117054100                                                                      | Heidelberg                                                                                             |
| | Hugelshofer                                                                                            | Walter Hugelshofer (1899–1987) [Band 23–25]                                                                                     | Zürich                                                                                                 |
| | M. Huggler; Huggler                                                                                    | Max Huggler (1903–1994) [Band 24–25]                                                                                            | Bern                                                                                                   |
| | E. Hultmark; Em. Hultmark                                                                              | Emil Hultmark (1872–1943) [Band 8, 18; 28, 30]                                                                                  | Stockholm                                                                                              |
| | G. H. Huntley                                                                                          | George Haydn Huntley (1905–2001) [Band 29]                                                                                      | Chicago                                                                                                |
| | H. Huth; Huth                                                                                          | Hans Huth (1892–1977) [Band 21–23, 28–30, 32]                                                                                   | Berlin                                                                                                 |
| H. H.                                                                                                  | H. Hymans                                                                                              | Henri Hymans (1836–1912) [Band 1–8]                                                                                             | Brüssel                                                                                                |
| Autoren I                                                                                              | | | |
| | Gio. Incisa della Rocchetta                                                                            | Giovanni Incisa della Rocchetta (1897–1980) [Band 24], DNB 11883942X                                                            | Rom |
| | Fr. Innerhofer; Innerhofer                                                                             | Franz Innerhofer (1847–1918) [Band 1–7, 11–12]                                                                                  | Meran                                                                                                  |
| | Isermeyer                                                                                              | Christian Adolf Isermeyer (1908–2001) [Band 31]                                                                                 | Berlin                                                                                                 |
| Autoren J                                                                                              | | | |
| J. | | [Vollmer Band 1–5] | |
| B. J.                                                                                                  | | [Vollmer Band 1–3] | |
| C. H. S. J.                                                                                            | | [Band 16] | |
| G. J.                                                                                                  | G. Jacob                                                                                               | Gustav Jacob (1899–1978) [Band 22–24], DNB 1012275612                                                                           | Mannheim                                                                                               |
| | A. Jacoby                                                                                              | Annemarie Jacoby (1910–) [Band 32], DNB 125370199                                                                               | |
| | W. Jänecke                                                                                             | Wilhelm Jänecke (1872–1928) [Band 3, 15, 17, 21]                                                                                | Schleswig                                                                                              |
| | Jaffe; Nell L. Jaffe                                                                                   | Nell L. Jaffe [Band 19, 21] | Toledo (Ohio)                                                                                          |
| | A. Jaglowa; I. Jaglowa; A. I. Jaglowa                                                                  | A. I. Jaglowa (А. I. Яглова; A. I. Jaglova) [Vollmer Band 5–6]                                                                  | |
| | Franz Jahn                                                                                             | Franz Jahn (1899–1945) [Band 32], DNB 1025241533                                                                                | Berlin                                                                                                 |
| A. J.                                                                                                  | A. Jakimowicz                                                                                          | Andrzej Jakimowicz (1919–1992) [Vollmer Band 4-5], DNB 105849456                                                                | |
| | W. Jakstein                                                                                            | Werner Jakstein (1876–1961) [Band 15–16, 35]                                                                                    | Hamburg                                                                                                |
| | P. B. James; Philip James                                                                              | Philip Brutton James (1901–1974) [Band 20, 32], DNB 1137864532                                                                  | London                                                                                                 |
| | Jantzen                                                                                                | Hans Jantzen (1881–1967) [Band 9]                                                                                               | Halle                                                                                                  |
| | G. Jaryc; Jaryc; Mme. G. Jaryc                                                                         | G. Jaryc [Band 26–27] | |
| | Jeannerat                                                                                              | Carlo Jeannerat (1875–) [Band 23]                                                                                               | |
| | Rich. Jecht                                                                                            | Richard Jecht (1858–1945) [Band 9]                                                                                              | Görlitz                                                                                                |
| | Ed. Jeikner                                                                                            | Eduard Jeikner (1888–1980) [Band 35], DNB 126713065                                                                             | Dresden                                                                                                |
| | Paul Jeske                                                                                             | Paul Jeske [Vollmer Band 3], DNB 12672184X                                                                                      | Stettin                                                                                                |
| J.; W. J.                                                                                              | Jesse; W. Jesse                                                                                        | Wilhelm Jesse (1887–1971) [Band 16, 32–36]                                                                                      | Braunschweig                                                                                           |
| | P. Jessen *)                                                                                           | Peter Jessen (1858–1926) | Berlin                                                                                                 |
| | M. Jiranek                                                                                             | Miloš Jiránek (1875–1911) [Band 4]                                                                                              | Prag                                                                                                   |
| | Alois John                                                                                             | Alois John (1860–1935) [Band 10]                                                                                                | Franzensbad                                                                                            |
| | G. Jorissenne                                                                                          | Gustave Jorissenne (1868–1924) [Band 7–11, 15]                                                                                  | Lüttich                                                                                                |
| | Josten; H. H. Josten                                                                                   | Hanns Heinz Josten (1884–1964) [Band 16–20, 22–24, 26–32, 34]                                                                   | Stuttgart                                                                                              |
| | Franz Jourdan                                                                                          | Franz Jourdan (1894–1976) [Vollmer Band 6]                                                                                      | Stockholm                                                                                              |
| W. J.                                                                                                  | W. Junius                                                                                              | Wilhelm Junius [Band 22–23, 25, 33, 36], DNB 117239046                                                                          | Dresden                                                                                                |
| | Franz R. von Juraschek                                                                                 | Franz Juraschek (1895–1959) [Band 13]                                                                                           | Wien                                                                                                   |
| | W. R. Juynboll; R. Juynboll                                                                            | Willem Rudolf Juynboll (1903–1977) [Band 27–28, 31], DNB 1055373101                                                             | Leiden                                                                                                 |
| Autoren K                                                                                              | | | |
| A. K.                                                                                                  | | [Band 34] | |
| E. K.                                                                                                  | | [Band 6–7] | |
| | L. Kaemmerer *)                                                                                        | Ludwig Kaemmerer (1862–1938) | Posen                                                                                                  |
| | W. Kaesbach                                                                                            | Walter Kaesbach (1879–1961) [Band 4]                                                                                            | Berlin                                                                                                 |
| | Erich v. Kahler                                                                                        | Erich von Kahler (1885–1970) [Band 19]                                                                                          | Wolfratshausen bei München                                                                             |
| | J. Kapossy                                                                                             | János Kapossy (1894–1952) [Band 36], DNB 127467130                                                                              | Budapest                                                                                               |
| | V. Karger                                                                                              | Viktor Karger (1880–1976) [Band 9]                                                                                              | Teschen                                                                                                |
| | Sten Karling                                                                                           | Sten Karling (1906–1987) [Band 37]                                                                                              | Stockholm                                                                                              |
| | Viktor Katz                                                                                            | Viktor Katz (1880–1940) [Band 24]                                                                                               | Prag                                                                                                   |
| | Kauffmann-Gradmann                                                                                     | Gertrud Kauffmann-Gradmann (1890–1965) [Band 16]                                                                                | Pfullingen                                                                                             |
| | E. Kaufmann, Emil Kaufmann                                                                             | Emil Kaufmann (1881–1953) [Band 22, 24]                                                                                         | Wien                                                                                                   |
| | P. Kautzsch                                                                                            | Paul Kautzsch (1882–1958) [Band 5, 14]                                                                                          | Berlin                                                                                                 |
| | Kautzsch; R. Kautzsch                                                                                  | Rudolf Kautzsch (1868–1945) [Band 1–4]                                                                                          | Darmstadt                                                                                              |
| | Harald Keller                                                                                          | Harald Keller (1903–1989) [Band 29, 33]                                                                                         | München                                                                                                |
| | G. Keller-Dorian                                                                                       | Georges Keller-Dorian (–1922) [Band 4, 8]                                                                                       | |
| O. K.                                                                                                  | O. Kellner                                                                                             | Otto Kellner (1899–) [Mitarbeiter der Redaktion Band 19–36]                                                                     | Leipzig                                                                                                |
| | van Kempen, W. van Kempen                                                                              | Wilhelm van Kempen (1894–1981) [Band 15–29]                                                                                     | Zerbst, später Göttingen                                                                               |
| | F. Kempter                                                                                             | Fritz Kempter [Band 27] | |
| | Kentenich                                                                                              | Gottfried Kentenich (1873–1939) [Band 28]                                                                                       | Trier                                                                                                  |
| | G. J. Kern; J. Kern                                                                                    | Guido Joseph Kern (1878–1953) [Band 4, 24]                                                                                      | Berlin                                                                                                 |
| | Karl Kern                                                                                              | Karl Kern [Band 10–11] | |
| | P. Kersten                                                                                             | Paul Kersten (1865–1943) [Band 22]                                                                                              | Berlin                                                                                                 |
| | A. O. van Kerwijk                                                                                      | Adolf Octave van Kerkwijk (1873–1957) [Band 5]                                                                                  | Den Haag                                                                                               |
| | Hermann Kesser                                                                                         | Hermann Kesser (1880–1952) [Band 5]                                                                                             | Berlin                                                                                                 |
| | P. De Keyser                                                                                           | Paul de Keyser (1891–1966) [Band 32–33], DNB 102284660                                                                          | Gent                                                                                                   |
| | H. Kiener; Hans Kiener                                                                                 | Hans Kiener (1891–1964) [Band 16, 20, 23, 32, 35]                                                                               | |
| | Ernst Kiesling                                                                                         | Ernst Kiesling (1851–1929) [Band 9]                                                                                             | Leipzig                                                                                                |
| | W. Kiesling                                                                                            | W. Kiesling [Band 20] | |
| | S. Killermann                                                                                          | Sebastian Killermann (1870–1956) [Band 17]                                                                                      | Regensburg                                                                                             |
| F. K.                                                                                                  | Fiske Kimball; F. Kimball                                                                              | Fiske Kimball (1888–1955) [Band 14–18]                                                                                          | Philadelphia                                                                                           |
| | A. Kisa                                                                                                | Anton Kisa (1857–1907) [Band 1]                                                                                                 | Godesberg                                                                                              |
| | H. Kisky                                                                                               | Hans Kisky (1920–1965) [Band 36–37]                                                                                             | Bonn                                                                                                   |
| F. K.                                                                                                  | Fritz Klabinus                                                                                         | Fritz Klabinus (1883–1945) [Band 33]                                                                                            | Graz                                                                                                   |
| | Richard Klapheck                                                                                       | Richard Klapheck (1883–1939) [Band 15]                                                                                          | Düsseldorf                                                                                             |
| | H. Klapsia                                                                                             | Heinrich Klapsia (1907–1945) [Band 30]                                                                                          | Wien                                                                                                   |
| | W. Klein                                                                                               | Wilhelm Klein (1850–1924) [Band 9–10]                                                                                           | Prag                                                                                                   |
| | G. Klement *)                                                                                          | Gerhard Klement | Wien                                                                                                   |
| O. Kl.                                                                                                 | Otto Kletzl                                                                                            | Otto Kletzl (1897–1945) [Band 26, 28–30, 32]                                                                                    | Marburg                                                                                                |
| E. K.                                                                                                  | Elisabeth Kloss; Elisabeth Kloß; Kloß                                                                  | Elisabeth Kloß (1897–1970) [Band 18, 20–23, 26]                                                                                 | Danzig                                                                                                 |
| | Ernst Kloss                                                                                            | Ernst Kloss (1897–1945) [Band 36]                                                                                               | Breslau                                                                                                |
| | E. Knab                                                                                                | Eckhart Knab (1923–) [Band 37]                                                                                                  | Wien                                                                                                   |
| | Fr. Knapp                                                                                              | Fritz Knapp (1870–1938) [Band 1–2, 5]                                                                                           | Würzburg                                                                                               |
| | J. Knoef; Knoef                                                                                        | Jan Knoef (1896–1948) [Band 22–24], DNB 134111648                                                                               | Amsterdam                                                                                              |
| | Knorr; Th. Knorr                                                                                       | Theodor Knorr (1873–1939) [Band 7–15], DNB 116260777                                                                            | Straßburg                                                                                              |
| Kn.; G. Kn.                                                                                            | Knuttel; G. Knuttel Wzn                                                                                | Gerhardus Knuttel Wzn (1889–1968) [Band 16–19]                                                                                  | Den Haag                                                                                               |
| | R. Koechlin                                                                                            | Raymond Koechlin (1860–1931) [Band 2–3]                                                                                         | Paris                                                                                                  |
| | Hans Koegler                                                                                           | Hans Koegler (1874–1950) [Band 7, 9, 11, 16–17, 23]                                                                             | Basel                                                                                                  |
| | Werner Körte                                                                                           | Werner Körte (1905–1945) [Band 28–29, 34]                                                                                       | Freiburg i. Br.                                                                                        |
| | K. Koetschau                                                                                           | Karl Koetschau (1868–1949) [Band 3]                                                                                             | Weimar                                                                                                 |
| | Kolbenheyer                                                                                            | Erich Kolbenheyer [Band 5], DNB 127777474                                                                                       | Czernowitz                                                                                             |
| | S. S. Komornicki; Stefan S. Komornicki                                                                 | Stefan Saturnin Komornicki (1887–1942) [Band 23, 31]                                                                            | Krakau                                                                                                 |
| | Th. Konietzny                                                                                          | Theophil Konietzny (1881–1946) [Band 30], DNB 115523782                                                                         | Oberglogau                                                                                             |
| | F. Kopera; Kopera                                                                                      | Feliks Kopera (1871–1952) [Band 11–13, 15, 24, 36]                                                                              | Krakau                                                                                                 |
| | P. Kornilow; P. Korniloff                                                                              | Petr Jewgenjewitsch Kornilow (Petr Evgen'evič Kornilov; Петр Евгеньевич Корнилов, 1896–1981) [Vollmer Band 4–6], DNB 1032807466 | St. Petersburg                                                                                         |
| | K. Koroma                                                                                              | Kaarlo Koroma (1908–2000) [Vollmer Band 4-6], DNB 124821138                                                                     | Helsinki                                                                                               |
| I. K.                                                                                                  | I. Koska                                                                                               | Irmgard Koska (1912–1945) [Band 31–36], DNB 125258623                                                                           | Danzig, später Berlin                                                                                  |
| | W. Kozicki                                                                                             | Władysław Kozicki (1879–1936) [Band 28], DNB 130928690                                                                          | Lemberg                                                                                                |
| | Leonhard Kraft                                                                                         | Leonhard Kraft (1876–1965) [Band 25], DNB 1025912446                                                                            | Darmstadt                                                                                              |
| T. K.-H.                                                                                               | | Trude Krautheimer-Hess (1902–1987) [Band 25–26]                                                                                 | Marburg                                                                                                |
| | H. Kreisel                                                                                             | Heinrich Kreisel (1898–1975) [Band 21]                                                                                          | München                                                                                                |
| | L. Kreitner; Kreitner                                                                                  | Leopold Kreitner (1892–1969) [Band 8–9, 13], DNB 126527571                                                                      | Prag                                                                                                   |
| B. C. K.                                                                                               | B. C. Kreplin                                                                                          | Bernd Curt Kreplin (1883–1941) [Mitarbeiter der Redaktion Band 6–35]                                                            | Leipzig                                                                                                |
| | Kris; E. Kris                                                                                          | Ernst Kris (1900–1957) [Band 16, 24]                                                                                            | Wien                                                                                                   |
| P. K.                                                                                                  | P. Kristeller                                                                                          | Paul Kristeller (1863–1931) [Band 1–9, 11–14]                                                                                   | Berlin                                                                                                 |
| | Krollmann                                                                                              | Christian Krollmann (1866–1944) [Band 26]                                                                                       | Königsberg                                                                                             |
| | J. Kruse                                                                                               | John Kruse (1865–1914) [Band 1, 3–4]                                                                                            | Stockholm                                                                                              |
| | R. Kuchynka; Kuchynka                                                                                  | Rudolf Kuchynka (1869–1925) [Band 13–15]                                                                                        | Prag                                                                                                   |
| W. K.                                                                                                  | W. Kudlich                                                                                             | Werner Kudlich (1903–1945) [Band 26–28]                                                                                         | Troppau                                                                                                |
| C. v. K.                                                                                               | C. von Kügelgen                                                                                        | Constantin Wilhelm von Kügelgen (1868–1939) [Band 22], DNB 116581999                                                            | Chemnitz                                                                                               |
| L. v. K.                                                                                               | | Leo von Kügelgen (1880–1931) [Band 19, 21–22, 24–25]                                                                            | Reval                                                                                                  |
| | A. Kühn                                                                                                | A. Kühn [Band 21] | |
| | K. Kühn; Kühn                                                                                          | Karl Kühn (1884–1945) [Band 18–26, 28–34]                                                                                       | Prag, dann Brünn                                                                                       |
| | P. Kühn                                                                                                | Paul Kühn (1866–1912) [Band 1–4]                                                                                                | Leipzig                                                                                                |
| E. K., E. K–l.                                                                                         | E. Kühnel                                                                                              | Ernst Kühnel (1882–1964) [Band 8–11, 14–16, 18–23, 25, 27, 36]                                                                  | Berlin                                                                                                 |
| O. K.; K-l.                                                                                            | Otto Kümmel                                                                                            | Otto Kümmel (1874–1952) [Band 1–2, 4–6, 9–11, 13–20, 23–30, 32–36]                                                              | Berlin                                                                                                 |
| | P. E. Küppers                                                                                          | Paul Erich Küppers (1889–1922) [Band 13]                                                                                        | Hannover                                                                                               |
| | Isolde Küster                                                                                          | Isolde Küster (1911–) [Band 32], DNB 125774753                                                                                  | |
| | A. Kuhn                                                                                                | Alfred Kuhn (1885–1940) [Band 29, 32–33]                                                                                        | Berlin                                                                                                 |
| | Kunsthist. Inst. Graz; Ksthist. Inst. Graz                                                             | Kunsthistorisches Institut Graz [Band 20–21]                                                                                    | Graz                                                                                                   |
| H. K.                                                                                                  | Hans Kunze                                                                                             | Hans Kunze (1882–1976) [Band 11, 18]                                                                                            | |
| | I. Kunze; Irene Kunze                                                                                  | Irene Kühnel-Kunze (1899–1988) [Band 22–23, 26, 35–36]                                                                          | Berlin                                                                                                 |
| | K. Kupfer                                                                                              | Konrad Kupfer (1883–1965) [Band 31–32, 35]                                                                                      | Forchheim                                                                                              |
| | Betty Kurth; B. Kurth                                                                                  | Betty Kurth (1878–1948) [Band 15–20]                                                                                            | Wien                                                                                                   |
| W. K.                                                                                                  | W. Kurth                                                                                               | Willy Kurth (1881–1963) [Band 10–13]                                                                                            | Berlin                                                                                                 |
| | Kusenberg, Kurt Kusenberg                                                                              | Kurt Kusenberg (1904–1983) [Band 26, 29, 33]                                                                                    | Berlin                                                                                                 |
| | Kutter; P. Kutter                                                                                      | Paul Kutter (1868–) [Band 12–17], DNB 127669124                                                                                 | |
| A. Ky.; A. K.                                                                                          | A. Kurzwelly                                                                                           | Albrecht Kurzwelly (1868–1917) [Band 1–5, 7–13]                                                                                 | Leipzig                                                                                                |
| –y. | J. Kurzwelly                                                                                           | Johannes Kurzwelly (1867–1922) [Mitarbeiter der Redaktion Band 1–16]                                                            | Leipzig                                                                                                |
| O. K.-W.                                                                                               | Osw. v. Kutschera; Oswald von Kutschera; Oswald Kutschera-Woborsky                                     | Oswald von Kutschera-Woborsky (1887–1922) [Band 9, 12–15]                                                                       | Wien                                                                                                   |
| | Kux | Johann Kux (1861–1940) [Band 14]                                                                                                | Olmütz                                                                                                 |
| Autoren L                                                                                              | | | |
| F. L.                                                                                                  | | [Band 30–31, 33–35] | |
| J. L.                                                                                                  | | [Band 21] | |
| O. L.                                                                                                  | | [Band 17] | |
| M. L.                                                                                                  | M. Labò; Labò                                                                                          | Mario Labò (1884–1961) [Band 15, 18–19, 25–34, 36]                                                                              | Genua                                                                                                  |
| | Laborat. de Arte, Univers. de Sevilla; Laborat. de Arte, Sevilla; Laboratorio del Arte, Sevilla        | Laboratorio de Arte, Universidad de Sevilla [Band 18, 23–25]                                                                    | Sevilla                                                                                                |
| | E. Lacroix                                                                                             | Emil Lacroix (1905–1965) [Band 30], DNB 1012282228                                                                              | Karlsruhe                                                                                              |
| H. L.; L.                                                                                              | H. Ladendorf                                                                                           | Heinz Ladendorf (1909–1992) [Band 29–33]                                                                                        | Berlin                                                                                                 |
| | Arthur Laes                                                                                            | Arthur Laes (1876–1959) [Band 34], DNB 157610357                                                                                | Brüssel                                                                                                |
| | P. Lafond                                                                                              | Paul Lafond (1847–1918) [Band 1–5]                                                                                              | Pau |
| | E. Lafuente Ferrari                                                                                    | Enrique Lafuente Ferrari (1898–1985) [Band 34], DNB 129975397                                                                   | Madrid                                                                                                 |
| C. M.                                                                                                  | Marshall Lagerquist                                                                                    | C. Marshall Lagerquist (1907–1977) [Band 29, 31–32]                                                                             | Stockholm                                                                                              |
| | Lami; St. Lami                                                                                         | Stanislas Lami (1858–1944) [Band 1–5]                                                                                           | Paris                                                                                                  |
| | Langberg                                                                                               | Harald Langberg (1919–2003) [Band 36], DNB 109696972                                                                            | Kopenhagen                                                                                             |
| | A. M. v. Langermann                                                                                    | Anna Marie von Langermann und Erlencamp (1874–1941) [Band 21], DNB 126575843                                                    | Schwerin                                                                                               |
| | E. Langevin                                                                                            | Eugène Langevin (1878–1956) [Band 2]                                                                                            | Paris                                                                                                  |
| | F. Langheinrich                                                                                        | Franz Langheinrich (1864–1945) [Band 3–4]                                                                                       | München                                                                                                |
| | Jenö Lányi                                                                                             | Jenő Lányi (1902–1940) [Band 27]                                                                                                | Florenz                                                                                                |
| | Th. Lasius                                                                                             | Th. Lasius [Band 5] | |
| | Latham                                                                                                 | Latham [Band 32] | |
| | W. Fr. Laur                                                                                            | Wilhelm Friedrich Laur (1858–1934) [Band 19]                                                                                    | Sigmaringen                                                                                            |
| J. L.                                                                                                  | J. Lavalleye                                                                                           | Jacques Lavalleye (1900–1974) [Band 32–33], DNB 123107113                                                                       | Löwen                                                                                                  |
| J. L.                                                                                                  | Laver                                                                                                  | James Laver (1899–1975) [Band 20, 22–23, 30], DNB 1043003355                                                                    | London                                                                                                 |
| | V. Lazzarini, Vitt. Lazzarini                                                                          | Vittorio Lazzarini (1866–1957) [Band 4]                                                                                         | Padua                                                                                                  |
| C. L.                                                                                                  | C. Lebmacher, Lebmacher                                                                                | Carl Lebmacher (1876–1943) [Band 29–34, 36]                                                                                     | Klagenfurt                                                                                             |
| E. H. L.                                                                                               | E. H. Lehmann                                                                                          | Ernst Herbert Lehmann (1908–1996) [Mitarbeiter der Redaktion Band 26–28]                                                        | Leipzig                                                                                                |
| H. L.                                                                                                  | H. Lehmann                                                                                             | Hans Lehmann (1861–1946) [Band 31–36]                                                                                           | Zürich                                                                                                 |
| | Lehmann                                                                                                | Otto Lehmann (1865–1951) [Band 7–9]                                                                                             | Altona                                                                                                 |
| | H. Lehmann-Haupt                                                                                       | Hellmut Lehmann-Haupt (1903–1992) [Band 22]                                                                                     | New York                                                                                               |
| | R. Lehmann-Nitsche                                                                                     | Robert Lehmann-Nitsche (1872–1938) [Band 24]                                                                                    | La Plata, dann Berlin                                                                                  |
| | M. Lehrs *)                                                                                            | Max Lehrs (1855–1938) | Berlin                                                                                                 |
| | E. Leisching                                                                                           | Eduard Leisching (1858–1938) [Band 13]                                                                                          | Wien                                                                                                   |
| | Fr. Leitschuh; Leitschuh                                                                               | Franz Friedrich Leitschuh (1865–1924) [Band 1–3, 9, 11–12]                                                                      | Düdingen bei Freiburg (Schweiz)                                                                        |
| | P. A. Lemoisne                                                                                         | Paul-André Lemoisne (1875–1964) [Band 1–3]                                                                                      | Paris                                                                                                  |
| H. L.                                                                                                  | H. Leporini; Leporini                                                                                  | Heinrich Leporini (1875–1964) [Band 9–11, 14–18, 23]                                                                            | Wien                                                                                                   |
| | L. Lepszy                                                                                              | Leonard Lepszy (1856–1937) [Band 1–5, 11, 13–18, 26–27]                                                                         | Krakau                                                                                                 |
| | Wilh. Lesenberg                                                                                        | Wilhelm Lesenberg (1885–1914) [Band 8–11]                                                                                       | Berlin                                                                                                 |
| N. L.                                                                                                  | N. Lieb                                                                                                | Norbert Lieb (1907–1994) [Band 26, 28–35]                                                                                       | Augsburg                                                                                               |
| | J. Liese, Liese                                                                                        | Josef Liese (1866–1939) [Band 23–25, 30]                                                                                        | Aachen                                                                                                 |
| K. Lfd.                                                                                                | K. Lilienfeld                                                                                          | Karl Lilienfeld (1885–1966) [Band 8–11, 13–14, 16–17, 22]                                                                       | Leipzig                                                                                                |
| | Georg Lill                                                                                             | Georg Lill (1883–1951) [Band 16, 32]                                                                                            | München                                                                                                |
| | W. Limburger                                                                                           | Walther Limburger [Band 3, 5, 8]                                                                                                | |
| | C. Lindberg; Lindberg                                                                                  | Carolus Lindberg (1889–1955) [Band 13–14]                                                                                       | Helsinki                                                                                               |
| | C. M. A. A. Lindeman                                                                                   | Catharinus Marius Anne Alettus Lindeman (1883–1965) [Band 36], DNB 1103475975                                                   | Amsterdam                                                                                              |
| | Gustaf Lindgren                                                                                        | Gustaf Lindgren (1863–1930) [Band 26]                                                                                           | Stockholm                                                                                              |
| | M. Lippe                                                                                               | Margarete (Pieper-)Lippe (1901–1996) [Band 21–22, 26], DNB 106998579                                                            | Münster                                                                                                |
| | V. Lisz                                                                                                | Viggo Lisz [Vollmer Band 3–4]                                                                                                   | |
| G. L.                                                                                                  | G. Liverani                                                                                            | Giuseppe Liverani (1903–1979) [Band 29, 36; Vollmer Band 6], DNB 1048702499                                                     | Faenza                                                                                                 |
| J. L.                                                                                                  | Jean Locquin                                                                                           | Jean Locquin (1879–1949) [Band 6–7, 10–11], DNB 132995050                                                                       | Balleray                                                                                               |
| | Loehr                                                                                                  | August von Loehr (1882–1965) [Band 13]                                                                                          | Wien                                                                                                   |
| | Hanns Löschnigg                                                                                        | Hanns Löschnigg (1863–1931) [Band 19]                                                                                           | Graz                                                                                                   |
| | K. Lohmeyer                                                                                            | Karl Lohmeyer (1878–1957) [Band 7, 11, 16–24, 27–29, 32–33]                                                                     | Heidelberg                                                                                             |
| B. S. L.                                                                                               | B. S. Long; Long                                                                                       | Basil Somerset Long (1881–1937) [Band 15–18, 20–21]                                                                             | London                                                                                                 |
| | H. Longnon                                                                                             | Henri Longnon (1882–1964) [Band 1–3]                                                                                            | Paris                                                                                                  |
| Hs. L.                                                                                                 | H. Loose; Hs. Loose                                                                                    | Hans Loose (1889–) [Band 1–11], DNB 1125893354                                                                                  | Leipzig                                                                                                |
| v. L.; F. v. L.                                                                                        | F. v. Lorentz; von Lorentz                                                                             | Friedrich von Lorentz (1902–1968) [Band 26–27, 29–31]                                                                           | Köln                                                                                                   |
| I. v. L.                                                                                               | | Irma von Lorentz (1904–2001) [Band 26–27, 29, 31]                                                                               | Köln                                                                                                   |
| | Mathias Loret                                                                                          | Maciej Loret (1880–1949) [Band 29, 31–32]                                                                                       | Rom |
| | V. Lorenzen                                                                                            | Vilhelm Lorenzen (1877–1961) [Band 1–8, 10–12]                                                                                  | Kopenhagen                                                                                             |
| | St. Lottici; Stef. Lottici                                                                             | Stefano Lottici (1880–1916) [Band 1–6, 8], DNB 1055478426                                                                       | Parma                                                                                                  |
| | J. Loubier *)                                                                                          | Jean Loubier (ab 1914 Hans Loubier, 1863–1931)                                                                                  | Berlin                                                                                                 |
| | Lourdes Bártholo                                                                                       | Maria de Lourdes Bártholo (1921–2002) [Vollmer Band 6]                                                                          | Lissabon                                                                                               |
| | Lüthgen; E. Lüthgen                                                                                    | Eugen Lüthgen (1882–1946) [Band 18–19]                                                                                          | Bonn                                                                                                   |
| v. L.                                                                                                  | W. L. v. Lütgendorff; v. Lütgendorff                                                                   | Willibald Leo von Lütgendorff-Leinburg (1856–1937) [Band 16–24]                                                                 | Lübeck                                                                                                 |
| | A. Lütkehaus                                                                                           | Anneliese Lütkehaus (1913–) [Band 36], DNB 125776160                                                                            | |
| G. W. L.                                                                                               | Gunnar W. Lundberg                                                                                     | Gunnar W. Lundberg (1903–1986) [Band 23, 25, 28–29]                                                                             | Paris                                                                                                  |
| | O. v. Lutterotti; Otto v. Lutterotti                                                                   | Otto von Lutterotti (1909–1991) [Band 29–30, 32–33]                                                                             | Innsbruck                                                                                              |
| | Rudolf Luttringshausen                                                                                 | Rudolf Luttringshausen (1891–1954) [Band 23], DNB 1089841604                                                                    | Basel                                                                                                  |
| | W. A. Luz                                                                                              | Wilhelm August Luz (1892–1959) [Band 22]                                                                                        | Berlin                                                                                                 |
| A. L.; L.                                                                                              | Lydecken; A. Lydecken; Arvid Lydecken                                                                  | Arvid Lydecken (1884–1960) [Band 25–26, 29], DNB 155942271                                                                      | Helsinki                                                                                               |
| K. L.; L.                                                                                              | K. Lyka                                                                                                | Károly Lyka, Karl von Lyka (1869–1965) [Band 1–36]                                                                              | Budapest                                                                                               |
| | Fr. Lyna; Fred. Lyna                                                                                   | Frédéric Lyna (1888–1970) [Band 29, 31, 33], DNB 102206228                                                                      | Gent                                                                                                   |
| | G. Lynnach                                                                                             | G. Lynnach [Band 15] | |
| Autoren M                                                                                              | | | |
| G. M.                                                                                                  | | [Band 20–21] | |
| H. M.                                                                                                  | | [Band 27] | |
| | Albrecht Macco                                                                                         | Albrecht Macco (1872–) [Band 23], DNB 137895801                                                                                 | Köln                                                                                                   |
| | E. von Mach                                                                                            | Edmund von Mach (1870–1927) [Band 1–12]                                                                                         | Cambridge, Mass.                                                                                       |
| | H. Mackowsky                                                                                           | Hans Mackowsky (1871–1938) [Band 1, 3, 28–29]                                                                                   | Berlin                                                                                                 |
| | Karel B. Mádl                                                                                          | Karel Boromejský Mádl (1859–1932) [Band 14], DNB 1055480889                                                                     | Prag                                                                                                   |
| | M. Maffii                                                                                              | Maffio Maffii (1882–1957) [Band 2–3], DNB 1055313362                                                                            | Florenz                                                                                                |
| | G. Magherini-Graziani *)                                                                               | Giovanni Magherini Graziani (1852–1924)                                                                                         | Poggitazzi (Città di Castello)                                                                         |
| | B. Magni                                                                                               | Basilio Magni (1831–1925) [Band 1–2], DNB 1129196232                                                                            | Rom |
| | Hh. Mahn                                                                                               | Hannshubert Mahn (1903–1943) [Band 36]                                                                                          | Tübingen                                                                                               |
| | Fr. Malaguzzi-Valeri; Malaguzzi-Valeri                                                                 | Francesco Malaguzzi-Valeri, Conte (1867–1928) [Band 1–6, 11], DNB 129533912                                                     | Mailand                                                                                                |
| | B. von Malmborg                                                                                        | Boo von Malmborg (1905–1980) [Band 33], DNB 126573050                                                                           | Stockholm                                                                                              |
| C. M.                                                                                                  | Maltese; C. Maltese                                                                                    | Corrado Maltese (1921–2001), DNB 123033063 [Vollmer Band 1–3]                                                                   | |
| | Frhr. v. Maltzahn                                                                                      | Hellmuth von Maltzahn (1900–1966) [Band 23]                                                                                     | Weimar                                                                                                 |
| | C. de Mandach; C. von Mandach                                                                          | Conrad von Mandach (1870–1951) [Band 5–6, 23, 31]                                                                               | Paris, später Bern                                                                                     |
| | Joh. Mandl                                                                                             | Johannes Mandl (1899–1937) [Band 27]                                                                                            | Graz                                                                                                   |
| | Marguerite Manneback                                                                                   | Marguerite Manneback [Band 34–35]                                                                                               | Brüssel                                                                                                |
| | Mannowsky; W. Mannowsky                                                                                | Walter Mannowsky (1881–1958) [Band 30]                                                                                          | Frankfurt a. M.                                                                                        |
| | J. B. Manson; J.-B. Manson; Manson                                                                     | James Bolivar Manson (1879–1945) [Band 9–11], DNB 1062543025                                                                    | London                                                                                                 |
| | H. Marchand                                                                                            | Hildegard Marchand (1896–1950) [Band 35–36]                                                                                     | Weimar                                                                                                 |
| | Sandra Marconi                                                                                         | Sandra Moschini Marconi [Band 36]                                                                                               | Venedig                                                                                                |
| | Paul Markthaler                                                                                        | Paul Markthaler (1899–1930) [Band 15–16]                                                                                        | München                                                                                                |
| F. M.; Fr. M.                                                                                          | F. Martin; Fr. Martin                                                                                  | Franz Martin (1882–1950) [Band 14–15, 17, 20–36]                                                                                | Salzburg                                                                                               |
| | H. Martin *)                                                                                           | Henry Martin (1852–1927), DNB 154292745                                                                                         | Paris                                                                                                  |
| | K. Martin                                                                                              | Kurt Martin (1899–1975) [Band 23]                                                                                               | Karlsruhe                                                                                              |
| | W. Martin                                                                                              | Wilhelm Martin (1876–1954) [Band 4, 9]                                                                                          | Den Haag                                                                                               |
| | Wolf Marx                                                                                              | Wolf Marx (1890–) [Band 33] | Breslau                                                                                                |
| | G. Marzani                                                                                             | Georgine Marzani (1912–1961) [Band 31, 34]                                                                                      | |
| | K. Masner *)                                                                                           | Karl Masner (1858–1936) | Breslau                                                                                                |
| | A. Massara                                                                                             | Antonio Massara (1878–1926) [Band 5], DNB 1096241307                                                                            | Verbania                                                                                               |
| | A. Matějček                                                                                            | Antonín Matějček (1889–1950) [Band 13], DNB 119449617                                                                           | Prag                                                                                                   |
| | A. Matthaei *)                                                                                         | Adelbert Matthaei (1859–1924)                                                                                                   | Danzig                                                                                                 |
| B. A. M.                                                                                               | B. A. Mattisson                                                                                        | Bror Albert Mattison [Band 20–25]                                                                                               | Lund                                                                                                   |
| E. M.                                                                                                  | E. Mauceri; Enr. Mauceri; Mauceri                                                                      | Enrico Mauceri (1869–1966) [Band 1–8, 11–12, 18–19, 30]                                                                         | Syrakus                                                                                                |
| | Maybaum                                                                                                | Johannes Maybaum (1864–1932) [Band 1–2]                                                                                         | Schwerin                                                                                               |
| | Alfred Mayer                                                                                           | Alfred Mayer (1860–1932) [Band 4–5, 7, 9, 13, 24]                                                                               | München                                                                                                |
| | Anton Mayer                                                                                            | Anton Mayer (1879–1944) [Band 5]                                                                                                | Berlin                                                                                                 |
| A. L. M.; M.                                                                                           | A. L. Mayer; Aug. L. Mayer; A. Mayer; August L. Mayer                                                  | August Liebmann Mayer (1885–1944) [Band 6–16, 18–19, 25–29]                                                                     | Berlin, später München                                                                                 |
| | Hanna Mayer                                                                                            | Hanna Mayer (1903–) [Band 26–28], DNB 13162864X                                                                                 | |
| | H. Mayer; Hch. Mayer; Heinr. Mayer                                                                     | Heinrich Mayer (1881–1957) [Band 28–29, 36]                                                                                     | Wien                                                                                                   |
| | Wolfgang Medding                                                                                       | Wolfgang Medding (1900–1968) [Band 33], DNB 106592424                                                                           | Korbach                                                                                                |
| R. M.                                                                                                  | Robert Meeraus                                                                                         | Robert Meeraus (1899–1944) [Band 18–21, 28, 30, 35]                                                                             | Graz                                                                                                   |
| | Burkhard Meier                                                                                         | Burkhard Meier (1885–1946) [Band 15]                                                                                            | Berlin                                                                                                 |
| | P. J. Meier                                                                                            | Paul Jonas Meier (1857–1946) [Band 3–4, 11, 14–28, 30–32]                                                                       | Braunschweig                                                                                           |
| | H. Meier-Reiter                                                                                        | Hermann Meier-Reiter [Band 20]                                                                                                  | |
| | K. K. Meinander                                                                                        | Karl Konrad Meinander (1872–1933) [Band 13], DNB 142421359                                                                      | Helsingfors                                                                                            |
| P. M.                                                                                                  | P. Meintel                                                                                             | Paul Meintel (1884–1950) [Band 16, 18–22, 24–25, 27]                                                                            | Regensdorf                                                                                             |
| | S. Meller                                                                                              | Simon Meller (1875–1949) [Band 12]                                                                                              | Budapest                                                                                               |
| | A. C. Mȇna; Mȇna                                                                                       | António César Mêna Junior (1859–) [Band 28, 30–31]                                                                              | Lissabon                                                                                               |
| | J. Menadier *)                                                                                         | Julius Menadier (1854–1939) | Berlin                                                                                                 |
| | Henriette Mendelsohn                                                                                   | Henriette Mendelsohn (1856–1928) [Band 9]                                                                                       | Berlin                                                                                                 |
| | Paul E. Meßinger                                                                                       | Paul Egon Meßinger (1895–) [Band 15]                                                                                            | |
| | P. Metz                                                                                                | Peter Metz (1901–1985) [Band 26, 28–29, 36]                                                                                     | |
| | Erich Meyer                                                                                            | Erich Meyer (1897–1967) [Band 28]                                                                                               | Berlin                                                                                                 |
| | J. Michałowski                                                                                         | Janusz Maciej Michałowski (1932–2022) [Vollmer Band 6], DNB 109068610                                                           | |
| | A. Michel *)                                                                                           | André Michel (1853–1925) | Paris                                                                                                  |
| | F. Michel                                                                                              | Fritz Michel (1877–1966) [Band 25, 30]                                                                                          | Koblenz                                                                                                |
| | Ulrich Middeldorf                                                                                      | Ulrich Middeldorf (1901–1983) [Band 29, 32]                                                                                     | |
| | R. Mielsch                                                                                             | Rudolf Mielsch (1899–1945) [Band 24], DNB 126833184                                                                             | Torgau                                                                                                 |
| | G. Migeon *)                                                                                           | Gaston Migeon (1861–1930), DNB 117577693                                                                                        | Paris                                                                                                  |
| | Knud Millech                                                                                           | Knud Millech (1890–1980) [Band 36]                                                                                              | Kopenhagen                                                                                             |
| | S. D. Milner                                                                                           | S. D. Milner [Band 18] | |
| | Charles Mitchell                                                                                       | Charles Mitchell (1912–1995) [Band 33], DNB 117052574                                                                           | London, später Bryn Mawr                                                                               |
| | Mitgau                                                                                                 | Hermann Mitgau (1895–1980) [Band 22]                                                                                            | Heidelberg                                                                                             |
| | E. Modigliani                                                                                          | Ettore Modigliani (1873–1947) [Band 1–2], DNB 1050480686                                                                        | Rom |
| | E. W. Moes; Moes                                                                                       | Ernst Wilhelm Moes (1864–1912) [Band 1–8]                                                                                       | Amsterdam                                                                                              |
| | Bruno Molajoli                                                                                         | Bruno Molajoli (1905–1985) [Band 29], DNB 1117049892                                                                            | |
| | J. Monjour; Jules Monjour                                                                              | Jules Monjour (1885–1927) [Band 9–11]                                                                                           | Paris                                                                                                  |
| | Fr. Monod                                                                                              | François Monod (1877–1952) [Band 1–5], DNB 13902297X                                                                            | Paris                                                                                                  |
| | P. de Mont                                                                                             | Pol de Mont (1857–1931) [Band 1–3], DNB 117127787                                                                               | Antwerpen                                                                                              |
| | M. Morici                                                                                              | Medardo Morici (1866–1912) [Band 2–4]                                                                                           | Florenz                                                                                                |
| | A. Morini                                                                                              | Adolfo Morini (1875–1950) [Band 23]                                                                                             | |
| | V. Moro, Vanna Moro                                                                                    | Vanna Moro [Band 22–24] | |
| | J. J. Morper                                                                                           | Johann Joseph Morper (1899–1980) [Band 24, 26, 29]                                                                              | Bamberg                                                                                                |
| | Moschetti; A. Moschetti                                                                                | Andrea Moschetti (1865–1943) [Band 1–3, 5, 18, 22–28, 30–33, 36]                                                                | Padua                                                                                                  |
| | Moschini                                                                                               | Vittorio Moschini (1896–1976) [Band 23]                                                                                         | Venedig                                                                                                |
| | C. D. Moselius                                                                                         | Carl David Moselius (1890–1968) [Band 10–11], DNB 101541110X                                                                    | Stockholm                                                                                              |
| L. M.-C.                                                                                               | L. Ciaccio                                                                                             | Lisetta Motta Ciaccio (1878–1952) [Band 1–2, 4–5], DNB 1031347267                                                               | Rom |
| M.-V.                                                                                                  | Muchall-Viebrook                                                                                       | Thomas Muchall-Viebrook (1881–1963) [Band 16–17]                                                                                | München                                                                                                |
| | J. Muczkowski                                                                                          | Józef Muczkowski (1860–1943) [Band 9–10, 13], DNB 1012991202                                                                    | |
| | Georg Müller                                                                                           | Georg Müller-Jürgens (1883–1971) [Band 16–18, 21–23, 33]                                                                        | Jever                                                                                                  |
| | Hans von Müller                                                                                        | Hans von Müller (1875–1944) [Band 17]                                                                                           | Berlin                                                                                                 |
| J. M.                                                                                                  | J. Müller; Jos. Müller                                                                                 | Josef Müller (1889–1976) [Mitarbeiter der Redaktion Band 14–23; Autor Band 32]                                                  | Leipzig, später Chemnitz                                                                               |
| | Jos. Müller                                                                                            | Joseph Müller (1872–1947) [Band 31, 36]                                                                                         | St. Gallen                                                                                             |
| | Reinhard Müller                                                                                        | Reinhard Müller [Band 18, 25, 30], DNB 1146550553                                                                               | Zittau                                                                                                 |
| | C. Th. Müller                                                                                          | Theodor Müller (1905–1996) [Band 32]                                                                                            | München                                                                                                |
| W. M.                                                                                                  | W. Müller                                                                                              | Walter Müller (1877–1952) [Band 23, 25–30, 33, 36]                                                                              | Dresden                                                                                                |
| | Cornelius Müller                                                                                       | Cornelius Müller Hofstede (1898–1974) [Band 22]                                                                                 | Berlin                                                                                                 |
| | K. Müller-Kaboth                                                                                       | Konrad Müller-Kaboth (1882–1909) [Band 1]                                                                                       | Breslau                                                                                                |
| | Müller-Stüler                                                                                          | Dietrich Müller-Stüler (1908–1984) [Band 32]                                                                                    | Berlin                                                                                                 |
| | A. Muñoz                                                                                               | Antonio Muñoz (1884–1960) [Band 1–3], DNB 117186058                                                                             | Rom |
| | Santi Muratori                                                                                         | Santi Muratori (1874–1943) [Band 31], DNB 117186767                                                                             | Ravenna                                                                                                |
| | Murillo                                                                                                | Francisco Murillo Herrera (1878–1951) [Band 17–18]                                                                              | Sevilla                                                                                                |
| | G. Mycielski                                                                                           | Jerzy Mycielski (Georg Graf Mycielski) (1856–1928) [Band 1–6, 8–9]                                                              | Krakau                                                                                                 |
| | Dr. Mylius                                                                                             | Georg Heinrich Mylius (1884–1979) [Band 25]                                                                                     | Dresden                                                                                                |
| | Adolf Myohl                                                                                            | Adolf Myohl [Band 33] | Hamburg                                                                                                |
| Autoren N                                                                                              | | | |
| | H. F. Nasse; H. Nasse; Nasse                                                                           | Hermann Nasse (1873–1944) [Band 2, 19, 23]                                                                                      | München                                                                                                |
| | G. Natali                                                                                              | Giulio Natali (1875–1965) [Band 3–8, 11], DNB 1017072477                                                                        | |
| | Ugo Nebbia                                                                                             | Ugo Nebbia (1880–1965) [Band 6–7], DNB 106788329                                                                                | |
| M. N.                                                                                                  | Margarita Nelken                                                                                       | Margarita Nelken (1894–1968) [Band 24]                                                                                          | |
| W. N.                                                                                                  | W. Neumann                                                                                             | Wilhelm Neumann (1849–1919) [Band 1–10, 18]                                                                                     | Riga                                                                                                   |
| | Fritz Neumüller                                                                                        | Fritz Neumüller [Band 16] | |
| | W. Neuß                                                                                                | Wilhelm Neuß (1880–1965) [Band 19]                                                                                              | Bonn                                                                                                   |
| | E. Nick                                                                                                | Ernst Nick (1888–1971) [Band 31, 36], DNB 1138799211                                                                            | Mayen                                                                                                  |
| | W. Nickel                                                                                              | Walther Nickel [Band 30, 36] | Breslau                                                                                                |
| | A. Niederstein                                                                                         | Albrecht Niederstein (1898–1987) [Band 31–32], DNB 125554451                                                                    | |
| | Nisser                                                                                                 | Wilhelm Nisser (1897–1961) [Band 28, 30, 35], DNB 128178043                                                                     | Uppsala                                                                                                |
| F. N.                                                                                                  | Friedr. Noack; Frdr. Noack; Fr. Noack                                                                  | Friedrich Noack (1858–1930) [Band 2–19, 21–23]                                                                                  | |
| | K. Noack                                                                                               | Karl Noack (1859–1930) [Band 17, 19–21, 23], DNB 11703469X                                                                      | Darmstadt                                                                                              |
| | Lore Noack-Heuck                                                                                       | Lore Noack-Heuck (1901–1973) [Band 36]                                                                                          | Freiburg. i. Br.                                                                                       |
| | Em. Nohejlová                                                                                          | Emanuela Nohejlová-Prátová (1900–1995) [Band 36]                                                                                | |
| | K. Nonn                                                                                                | Konrad Nonn (1877–1945) [Band 6]                                                                                                | Berlin                                                                                                 |
| | Tord O:son Nordberg                                                                                    | Tord O:son Nordberg (1898–1980) [Band 22], DNB 1057576816                                                                       | Stockholm                                                                                              |
| N.; G. N.                                                                                              | G. Nordensvan                                                                                          | Georg Nordensvan (1855–1932) [Band 1–8, 10–13]                                                                                  | Stockholm                                                                                              |
| | E. Nordström                                                                                           | Ernst Nordström (1850–1933) [Band 17–25]                                                                                        | Helsinki                                                                                               |
| N. | H. Nützel                                                                                              | Heinrich Nützel (1863–1934) [Band 2–5]                                                                                          | Berlin                                                                                                 |
| Autoren O                                                                                              | | | |
| O.; V. O.                                                                                              | Oberhammer; V. Oberhammer                                                                              | Vinzenz Oberhammer (1901–1993) [Band 23–25, 27–32, 35]                                                                          | Innsbruck                                                                                              |
| | Oskar Oberwalder                                                                                       | Oskar Oberwalder (1883–1936) [Band 6]                                                                                           | Wien, Linz                                                                                             |
| | W. Oberwalder                                                                                          | Waltrude Oberwalder (1912–) [Band 30], DNB 10848694X                                                                            | |
| L. O.                                                                                                  | L. Oberziner                                                                                           | Lodovico Oberziner (1856–1916) [Band 1, 3–12], DNB 1024701425                                                                   | Trient                                                                                                 |
| K. O.                                                                                                  | Obser, K. Obser                                                                                        | Karl Obser (1860–1944) [Band 17, 22, 24–25, 28–29]                                                                              | Karlsruhe                                                                                              |
| | A. v. Oechelhäuser *)                                                                                  | Adolf von Oechelhäuser (1852–1923)                                                                                              | Karlsruhe                                                                                              |
| | L. Oelenheinz; Oelenheinz                                                                              | Leopold Oelenheinz (1871–1937) [Band 25, 28, 30, 32]                                                                            | Coburg                                                                                                 |
| | K. Oettinger                                                                                           | Karl Oettinger (1906–1979) [Band 32]                                                                                            | Wien                                                                                                   |
| | Franz Yonas Ohlsen *)                                                                                  | Franz Jonas Ohlsen (1879–), DNB 1078924201                                                                                      | Rom |
| | R. Oldenbourg                                                                                          | Rudolf Oldenbourg (1887–1921) [Band 12–13]                                                                                      | München / Berlin                                                                                       |
| M. O.                                                                                                  | M. Olsson                                                                                              | Martin Olsson (1886–1981) [Band 16, 22, 26], DNB 127421882                                                                      | |
| | H. Onoszko                                                                                             | Hanna Onoszko [Vollmer Band 5]                                                                                                  | |
| G. O.                                                                                                  | G. Oprescu                                                                                             | George Oprescu (1881–1969) [Band 27, 31–34], DNB 120627833                                                                      | Bukarest                                                                                               |
| | Orbaan; J. A. F. Orbaan                                                                                | Johannes Albertus Franciscus Orbaan (1874–1933) [Band 1, 4–6], DNB 1033629529                                                   | Rom |
| | P. Ortmayr                                                                                             | Petrus Ortmayr (1878–1958) [Band 31, 36]                                                                                        | Seitenstetten                                                                                          |
| S. O.                                                                                                  | S. Ortolani                                                                                            | Sergio Ortolani (1896–1949) [Band 33–34, 36], DNB 140831819                                                                     | |
| M. O.                                                                                                  | M. Osborn                                                                                              | Max Osborn (1870–1946) [Band 4–5]                                                                                               | Berlin                                                                                                 |
| | F. X. Osterrieder                                                                                      | Franz Xaver Osterrieder (1869–1949) [Band 22]                                                                                   | München                                                                                                |
| | Kurt Otte                                                                                              | Kurt Otte (1902–1983) [Band 22]                                                                                                 | Hamburg                                                                                                |
| | Fr. Ottmann                                                                                            | Franz Ottmann (1875–1962) [Band 9–10]                                                                                           | Wien                                                                                                   |
| | Gertrud Otto                                                                                           | Gertrud Otto (1895–1970) [Band 24, 30, 33]                                                                                      | Tübingen                                                                                               |
| M. D. O.                                                                                               | M. D. Ozinga                                                                                           | Murk Daniël Ozinga (1902–1968) [Band 24–32, 34–36]                                                                              | Utrecht                                                                                                |
| | Ozzola; L. Ozzola                                                                                      | Leandro Ozzola (1880–1959) [Band 1–3], DNB 126744041                                                                            | Rom |
| Autoren P                                                                                              | | | |
| P. | | [Band 12–13] | |
| H. P.                                                                                                  | | [Band 9] | |
| | W. Paatz                                                                                               | Walter Paatz (1902–1978) [Band 22]                                                                                              | Florenz                                                                                                |
| | Pachen; Heinz Pachen                                                                                   | Heinz Pachen (1922–2006) [Vollmer Band 6]                                                                                       | Mainz                                                                                                  |
| | Paetow                                                                                                 | Karl Paetow (1903–1992) [Band 23–24, 27]                                                                                        | Kassel                                                                                                 |
| | R. Pagenstecher                                                                                        | Rudolf Pagenstecher (1879–1921) [Band 5–8]                                                                                      | Rostock                                                                                                |
| | A. Paischeff                                                                                           | Alexander Paischeff (1894–1941) [Band 35]                                                                                       | Helsinki                                                                                               |
| | Eila Paischeff                                                                                         | Eila Paischeff (1918–1994) [Band 36]                                                                                            | Helsinki                                                                                               |
| | G. Palascheff                                                                                          | Georges Palascheff (auch Georgi Palašev, um 1877–) [Band 1–2], DNB 1078641889                                                   | Sofia                                                                                                  |
| P. | H. Pallmann                                                                                            | Heinrich Pallmann (1849–1922) [Band 1–3]                                                                                        | München                                                                                                |
| | R. Pallucchini                                                                                         | Rodolfo Pallucchini (1908–1989) [Band 27–29, 32], DNB 121787001                                                                 | |
| A. P.; P.                                                                                              | Arist Pander; A. Pander; Pander                                                                        | Arist Pander (1890–1941) [Band 25–36]                                                                                           | Kopenhagen                                                                                             |
| | A. Panella                                                                                             | Antonio Panella (1878–1954) [Band 10–11], DNB 101574428                                                                         | Florenz                                                                                                |
| P. P.                                                                                                  | P. Paoletti                                                                                            | Pietro Paoletti (1849–1936) [Band 4–8], DNB 188380647                                                                           | Venedig                                                                                                |
| | H. E. Pappenheim                                                                                       | Hans Eugen Pappenheim (1908–1973) [Band 34]                                                                                     | Berlin                                                                                                 |
| | Lawrence Park                                                                                          | Lawrence Park (1873–1924) [Band 17]                                                                                             | Groton                                                                                                 |
| | B. Patzak; Patzak                                                                                      | Bernhard Patzak (1873–1933) [Band 12–15, 18–21, 27]                                                                             | Breslau                                                                                                |
| | W. Pauker                                                                                              | Wolfgang Pauker (1867–1950) [Band 27, 31]                                                                                       | Klosterneuburg                                                                                         |
| | A. Pescatore; A. Paul-Pescatore                                                                        | Anni Paul-Pescatore (1884–1947) [Band 14–15, 21]                                                                                | Berlin                                                                                                 |
| G. P.                                                                                                  | Pauli; G. Pauli                                                                                        | Gustav Pauli (1866–1938) [Band 1–5, 7, 9–13, 15, 23, 28, 30]                                                                    | Bremen                                                                                                 |
| | G. Paulsson                                                                                            | Gregor Paulsson (1889–1977) [Band 13]                                                                                           | Stockholm                                                                                              |
| | Herbert Paulus                                                                                         | Herbert Paulus (1913–1993) [Vollmer Band 2]                                                                                     | Erlangen                                                                                               |
| | R. Paulus                                                                                              | Richard Paulus (1883–1929) [Band 9–11, 14–15, 18]                                                                               | München                                                                                                |
| | G. E. Pazaurek                                                                                         | Gustav Edmund Pazaurek (1865–1935) [Band 2, 4]                                                                                  | Stuttgart                                                                                              |
| | N. Peacock                                                                                             | Netta Peacock (1880–) [Band 1–7]                                                                                                | London                                                                                                 |
| | S. M. Peartree *)                                                                                      | Sidney Montagu Peartree (1862–)                                                                                                 | London                                                                                                 |
| J. P.                                                                                                  | Pečirka; J. Pečirka                                                                                    | Jaromír Pečírka (1891–1966) [Band 13, 17–25], DNB 1055374582                                                                    | |
| | J. C. E. Peelen; J. Peelen; Peelen                                                                     | Ida Carolina Eugenie Peelen (1882–1965) [Band 1–5, 7–11]                                                                        | Amsterdam                                                                                              |
| N. P.                                                                                                  | N. Pelicelli; Pelicelli                                                                                | Nestore Pelicelli (1871–1937) [Band 5–11, 22–28, 30–32]                                                                         | Parma                                                                                                  |
| | A. Peltzer                                                                                             | Alfred Peltzer (1875–1914) [Band 1, 5]                                                                                          | Heidelberg                                                                                             |
| | R. A. Peltzer                                                                                          | Rudolf Arthur Peltzer (1873–1955) [Band 13–17, 19, 21, 23, 30]                                                                  | Köln, später München                                                                                   |
| V. P-ts.; V. Pts.; W. P-ts. W. P.                                                                      | V. Pengerots                                                                                           | Visvaldis Peņģerots (1897–1938) [Band 24–29, 31–33]                                                                             | |
| | P. Pérez Costanti                                                                                      | Pablo Pérez Costanti (1857–1938) [Band 12–16, 22–27]                                                                            | Santiago de Compostela                                                                                 |
| P. | Perkins                                                                                                | Frederick Mason Perkins (1874–1955) [Band 23–27, 29–31, 33–34], DNB 129308072                                                   | Siena                                                                                                  |
| P. | Pernice; E. Pernice                                                                                    | Erich Pernice (1864–1945) [Band 1–6, 8–11, 16–17, 34]                                                                           | Greifswald                                                                                             |
| | Pevsner                                                                                                | Nikolaus Pevsner (1902–1983) [Band 23; Vollmer Band 6]                                                                          | Dresden, später London                                                                                 |
| | A. Pfeffer; Alb. Pfeffer                                                                               | Albert Pfeffer (1873–1937) [Band 5–6, 8–11], DNB 1012293386                                                                     | Lautlingen                                                                                             |
| | I. Philipp; Ign. Philipp; Ignacy Philipp                                                               | Ignacy Philipp [Band 24–29] | Lemberg                                                                                                |
| | V. Pica; Vittorio Pica                                                                                 | Vittorio Pica (1862–1930) [Band 20]                                                                                             | Mailand                                                                                                |
| | Piepenschneider                                                                                        | Kurt Piepenschneider (1901–1956) [Band 26]                                                                                      | Braunschweig                                                                                           |
| | Sander Pierron                                                                                         | Sander Pierron (1872–1945) [Band 6], DNB 119533774                                                                              | |
| | Piffl, N. Piffl                                                                                        | Norbert Piffl (1868–1945) [Band 36; Vollmer Band 2], DNB 12784791X                                                              | Troppau                                                                                                |
| | A. Pigler                                                                                              | Andor Pigler (1899–1992) [Band 28]                                                                                              | Budapest                                                                                               |
| | L. F. Pilcher                                                                                          | Lewis F. Pilcher (1871–1941) [Band 1–8]                                                                                         | New York                                                                                               |
| | W. Pinder **)                                                                                          | Wilhelm Pinder (1878–1947) | Würzburg                                                                                               |
| | A. Pit *)                                                                                              | Adriaan Pit (1860–1944) | Amsterdam                                                                                              |
| L. P.                                                                                                  | Leone Planiscig; L. Planiscig; Planiscig                                                               | Leo Planiscig (1887–1952) [Band 8–9, 11–12, 24–27, 29–30]                                                                       | Wien, später Florenz                                                                                   |
| | J. H. Plantenga                                                                                        | Jan Hendrik Plantenga (1891–1942) [Band 23], DNB 1055474773                                                                     | |
| | Axel Plath                                                                                             | Axel Plath (1905–1962) [Band 33]                                                                                                | Tallinn                                                                                                |
| E. P.; E. Pl.                                                                                          | E. Plietzsch                                                                                           | Eduard Plietzsch (1886–1961) [Band 7, 10–11]                                                                                    | Berlin                                                                                                 |
| F. Pl.                                                                                                 | Fr. Plietzsch                                                                                          | Friedrich Plietzsch (1887–1917) [Band 9–10], DNB 172320135                                                                      | Mannheim                                                                                               |
| | Th. Ploner                                                                                             | Theodor Ploner [Band 9, 11, 25–26]                                                                                              | Innsbruck                                                                                              |
| | W. van der Pluym; W. v. d. Pluym                                                                       | Willem van der Pluym (1879–1960) [Band 21–23], DNB 1089614896                                                                   | Amsterdam                                                                                              |
| | G. Poensgen                                                                                            | Georg Poensgen (1898–1974) [Band 20, 23]                                                                                        | Berlin                                                                                                 |
| | G. Poggi *)                                                                                            | Giovanni Poggi (1880–1961) | Florenz                                                                                                |
| St. P.-N.                                                                                              | St. Poglayen-Neuwall                                                                                   | Stephan Poglayen-Neuwall (1888–1951) [Band 29, 31–32, 35–36], DNB 188886184                                                     | Wien                                                                                                   |
| | Polák                                                                                                  | Bedřich Polák (1909–1980) [Band 14–15, 17], DNB 151556784                                                                       | Prag                                                                                                   |
| F. P.                                                                                                  | Friedrich Pollak, Fritz Pollak; F. Pollak                                                              | Friedrich Pollak [Band 3–6, 10]                                                                                                 | Wien                                                                                                   |
| O. P.                                                                                                  | O. Pollak                                                                                              | Oskar Pollak (1883–1915) [Band 1–11]                                                                                            | Prag                                                                                                   |
| A. E. P.                                                                                               | A. E. Popham; E. A. Popham                                                                             | Arthur E. Popham (1889–1970) [Band 8–12, 14–16]                                                                                 | London                                                                                                 |
| | J. Poppelreuter *)                                                                                     | Josef Poppelreuter (1867–1919)                                                                                                  | Köln                                                                                                   |
| N. P.                                                                                                  | Posharskij                                                                                             | N. Posharskij (Požarskij) [Band 24]                                                                                             | |
| | Posse; H. Posse                                                                                        | Hans Posse (1879–1942) [Band 1–3, 5, 14–16, 18, 29]                                                                             | Berlin                                                                                                 |
| | P. Post; Post                                                                                          | Paul Post (1882–1956) [Band 26–27]                                                                                              | Berlin                                                                                                 |
| | S. Pückler-Limpurg; Graf Pückler-Limpurg                                                               | Siegfried Pückler-Limpurg (1871–1963) [Band 3, 9–10]                                                                            | Oberaudorf                                                                                             |
| | G. Pudelko                                                                                             | Georg Pudelko (1905–1972) [Band 30, 33], DNB 125712510                                                                          | Florenz                                                                                                |
| | J. Pujts                                                                                               | J. Pujts [Vollmer Band 4] | |
| L. P.                                                                                                  | L. Pulvermacher                                                                                        | Lotte Pulvermacher (1904–1986) [Band 25–27]                                                                                     | Berlin                                                                                                 |
| Autoren Q                                                                                              | | | |
| | A. O. Quintavalle                                                                                      | Armando Ottaviano Quintavalle (1894–1967) [Band 36]                                                                             | Parma                                                                                                  |
| Autoren R                                                                                              | | | |
| R. | | [Band 1–6] | |
| R. | | [Band 16] | |
| A. R.                                                                                                  | | [Band 21] | |
| K. R.                                                                                                  | | [Band 13] | |
| | Ottilie Rady                                                                                           | Ottilie Rady (1890–1987) [Band 30]                                                                                              | Darmstadt                                                                                              |
| | N. Rainoff                                                                                             | Nikolai Rainow (1889–1954) [Band 34]                                                                                            | Sofia                                                                                                  |
| | J. Ranftl                                                                                              | Johann Ranftl (1865–1937) [Band 13]                                                                                             | Graz                                                                                                   |
| | M. Rasmo                                                                                               | M. Rasmo [Band 36] | |
| N. R.                                                                                                  | N. Rasmo                                                                                               | Nicolò Rasmo (1909–1986) [Band 34–36]                                                                                           | Trient / Bozen                                                                                         |
| | Th. Raspe; Raspe                                                                                       | Theodor Raspe (1879–1915) [Band 4–12]                                                                                           | Oldenburg                                                                                              |
| | K. vom Rath                                                                                            | Karl vom Rath (1915–1986) [Band 37]                                                                                             | |
| | Kurt Rathe                                                                                             | Kurt Rathe (1886–1952) [Band 8, 11–12, 16, 18, 37]                                                                              | Wien                                                                                                   |
| | Chr. Rauch *)                                                                                          | Christian Rauch (1877–1976) | Gießen                                                                                                 |
| | M. v. Rauch                                                                                            | Moriz von Rauch (1868–1928) [Band 22]                                                                                           | |
| | Aldo Ravà                                                                                              | Aldo Ravà (1879–1923) [Band 11, 15]                                                                                             | Venedig                                                                                                |
| | P. O. Rave                                                                                             | Paul Ortwin Rave (1893–1962) [Band 26, 28, 30–31]                                                                               | |
| | H. Read                                                                                                | Charles Hercules Read (1857–1929) [Band 18]                                                                                     | London                                                                                                 |
| | L. Réau                                                                                                | Louis Réau (1881–1961) [Band 6]                                                                                                 | Paris                                                                                                  |
| Red.                                                                                                   | | Redaktion [Band 16–17; Vollmer Band 1]                                                                                          | |
| | Redslob                                                                                                | Edwin Redslob (1884–1973) [Band 13]                                                                                             | Stuttgart                                                                                              |
| | P. Rée *)                                                                                              | Paul Johannes Rée (1858–1918)                                                                                                   | Nürnberg                                                                                               |
| | Rees                                                                                                   | Wilhelm Rees (1888–1969) [Band 36]                                                                                              | Remscheid                                                                                              |
| R. | Regling; Kurt Regling                                                                                  | Kurt Regling (1876–1935) [Band 14, 16, 20, 25–27]                                                                               | Berlin                                                                                                 |
| I. Q. v. R. A.                                                                                         | | Iohan Quirijn van Regteren Altena (1899–1980) [Band 25]                                                                         | Amsterdam                                                                                              |
| | Anton Reichel                                                                                          | Anton Reichel (1877–1945) [Band 19], DNB 130133019                                                                              | Wien                                                                                                   |
| | G. J. Reimann; G. Reimann                                                                              | Georg J. Reimann (1907–) [Band 33–35], DNB 1017200440                                                                           | |
| | Berthold Rein; Rein                                                                                    | Berthold Rein (1860–1943) [Band 22–23]                                                                                          | Rudolstadt                                                                                             |
| | N. Reinartz                                                                                            | Nikola Reinartz (1874–1954) [Band 28]                                                                                           | Kreuzweingarten                                                                                        |
| H. Rs.                                                                                                 | Heribert Reiners                                                                                       | Heribert Reiners (1884–1960) [Band 9, 28]                                                                                       | Bonn                                                                                                   |
| | H. Reinhold                                                                                            | Hans Reinhold (1873–1945) [Band 28]                                                                                             | Marburg                                                                                                |
| L. R. S.                                                                                               | Luis Reis-Santos                                                                                       | Luís Reis-Santos (1898–1967) [Band 36]                                                                                          | Lissabon                                                                                               |
| | Jul. Reissinger                                                                                        | Julius Reissinger [Band 25], DNB 116431792                                                                                      | |
| R. | A. v. Reitzenstein                                                                                     | Alexander von Reitzenstein (1904–1986) [Band 35–36]                                                                             | München                                                                                                |
| | E. Renard                                                                                              | Edmund Renard (1871–1932) [Band 24]                                                                                             | Bonn                                                                                                   |
| | A. Maria Renner                                                                                        | Anna Maria Renner (1896–1983) [Band 31], DNB 1012383814                                                                         | |
| | Corr. Ricci; C. Ricci                                                                                  | Corrado Ricci (1858–1934) [Band 1–2]                                                                                            | Rom |
| G. R.                                                                                                  | G. Richert                                                                                             | Gertrud Richert (1885–1965) [Band 32–33, 36]                                                                                    | Berlin                                                                                                 |
| | E. Richter                                                                                             | Emil Heinrich Richter (1869–) [Band 1–8, 10]                                                                                    | Boston                                                                                                 |
| | Ch. Ricketts *)                                                                                        | Charles Ricketts (1866–1931) | London                                                                                                 |
| | Riesenfeld                                                                                             | Erich Paul Riesenfeld (1885–1943) [Band 10]                                                                                     | |
| | Th. Riewerts                                                                                           | Theodor Riewerts (1907–1944) [Band 28]                                                                                          | Lübeck                                                                                                 |
| | Walter Riezler                                                                                         | Walter Riezler (1878–1965) [Band 17]                                                                                            | Stettin                                                                                                |
| | Ad. Riff                                                                                               | Adolphe Riff (1890–1971) [Band 16]                                                                                              | Straßburg                                                                                              |
| | R. Riggenbach *)                                                                                       | Rudolf Riggenbach (1882–1961)                                                                                                   | Basel                                                                                                  |
| G. R.                                                                                                  | G. Ring                                                                                                | Grete Ring (1887–1952) [Band 11–14]                                                                                             | |
| J. R.; R.                                                                                              | J. Ringler; Ringler                                                                                    | Josef Ringler (1893–1973) [Band 14–15, 17–22, 26–37; Vollmer Band 5]                                                            | |
| | Fr. Rintelen                                                                                           | Friedrich Rintelen (1881–1926) [Band 1–2, 14]                                                                                   | Göttingen                                                                                              |
| | C. Rittershausen                                                                                       | Carl Rittershausen [Band 36] | Stettin                                                                                                |
| | Rodewald                                                                                               | Heinrich Rodewald (1869–1939) [Band 32]                                                                                         | Bonn                                                                                                   |
| A. R.                                                                                                  | A. Röder                                                                                               | Andreas Røder (1873–1948) [Band 1–5, 11, 15, 17]                                                                                | Kopenhagen                                                                                             |
| | M. Roediger                                                                                            | Martha Roediger [Band 30] | |
| | Bernh. Herm. Röttger; Bernh. H. Röttger; B. H. Röttger                                                 | Bernhard Hermann Röttger (1891–1972) [Band 15, 17, 25]                                                                          | |
| H. R.                                                                                                  | H. Röttinger; Heinr. Röttinger                                                                         | Heinrich Röttinger (1869–1952) [Band 4, 30, 35]                                                                                 | Wien                                                                                                   |
| | Röver                                                                                                  | Hermann Röver (1894–1984) [Band 23]                                                                                             | Hamburg                                                                                                |
| | D. Roggen                                                                                              | Domien Roggen (1886–1968) [Band 23–24, 27, 29–30, 36]                                                                           | Gent                                                                                                   |
| | Alfred Rohde                                                                                           | Alfred Rohde (1892–1945) [Band 18]                                                                                              | |
| | J. Rohr                                                                                                | Ignaz Rohr (1866–1944) [Band 25]                                                                                                | Breslau, später Tübingen                                                                               |
| | Ms. Rollett                                                                                            | Ms. Rollett [Band 4] | |
| A. L. R.                                                                                               | Axel L. Romdahl                                                                                        | Axel Ludvig Romdahl (1880–1951) [Band 3–4]                                                                                      | Göteborg                                                                                               |
| | M. Rónay                                                                                               | Maria Rónay (1899–1968) [Vollmer Band 3]                                                                                        | Budapest                                                                                               |
| | M. Rooses *)                                                                                           | Max Rooses (1839–1914) | Antwerpen                                                                                              |
| | Edward W. Root                                                                                         | Edward Wales Root (1884–1956) [Band 17]                                                                                         | Clinton, New York                                                                                      |
| | Jakob Rosenberg                                                                                        | Jakob Rosenberg (1893–1980) [Band 18]                                                                                           | Berlin                                                                                                 |
| | M. Rosenberg *)                                                                                        | Marc Rosenberg (1852–1930) | Karlsruhe                                                                                              |
| | Stig Roth                                                                                              | Stig Roth (1900–1972) [Band 30], DNB 131107127                                                                                  | Göteborg                                                                                               |
| | Victor Roth; Roth; V. Roth                                                                             | Victor Roth (1874–1936) [Band 9–10, 12]                                                                                         | Mühlbach (Siebenbürgen)                                                                                |
| | W. Rowlands                                                                                            | Walter Rowlands (1855–) [Band 1]                                                                                                | Boston                                                                                                 |
| | Br. Rudolf                                                                                             | Br. Rudolf [Band 19] | |
| | Magda Rudolph                                                                                          | Magdalene Rudolph (1901–1992) [Band 28]                                                                                         | Erfurt                                                                                                 |
| | E. Rüber                                                                                               | Eduard Rüber [Band 18] | |
| | Rückert                                                                                                | Georg Rückert (1873–1941) [Band 19], DNB 122328566                                                                              | Polling                                                                                                |
| C. R.                                                                                                  | Clara Ruge                                                                                             | Clara Ruge (1856–1937) [Band 22–24, 26]                                                                                         | New York                                                                                               |
| | F. W. Ruhmer                                                                                           | F. W. Ruhmer [Band 25] | |
| | Maria Rumer                                                                                            | Maria Rumer (1873–) [Band 9–10], DNB 126875081                                                                                  | |
| | S. Rumor; Seb. Rumor; Sebast. Rumor                                                                    | Sebastiano Rumor (1862–1929) [Band 2–8]                                                                                         | Vicenza                                                                                                |
| R. | Rumpf                                                                                                  | Andreas Rumpf (1890–1966) [Band 14–26, 32–33]                                                                                   | Köln                                                                                                   |
| F. R.                                                                                                  | F. Rumpf                                                                                               | Fritz Rumpf (1888–1949) [Band 30, 32–33]                                                                                        | Berlin                                                                                                 |
| | H. Rupé                                                                                                | Hans Rupé (1886–1947) [Band 15]                                                                                                 | München                                                                                                |
| | A. G. B. Russell *)                                                                                    | Archibald George Blomefield Russell (1879–1955)                                                                                 | London                                                                                                 |
| | W. S. Rusk                                                                                             | William Sener Rusk (1892–1984) [Band 27–33, 35–36; Vollmer Band 5]                                                              | Aurora                                                                                                 |
| | Otto Rydbeck                                                                                           | Otto Rydbeck (1872–1954) [Band 9, 10, 21], DNB 1055299076                                                                       | Lund                                                                                                   |
| A. R.                                                                                                  | A. Ryszkiewicz                                                                                         | Andrzej Ryszkiewicz (1922–2005) [Vollmer Band 3–6], DNB 119160331                                                               | Warschau                                                                                               |
| Autoren S                                                                                              | | | |
| | B. S.                                                                                                  | [Vollmer Band 3] | |
| J. S.                                                                                                  | | [Band 10] | |
| M. S.                                                                                                  | | [Band 12, 14] | |
| | E. Šafařik; E. Safařik; Ed. Šafařik                                                                    | Eduard (Ritter von) Šafařik-Pštrosz (1876–1948) [Band 22–25]                                                                    | Prag                                                                                                   |
| G. S.                                                                                                  | | George Saiko (1892–1962) [Band 18]                                                                                              | Wien                                                                                                   |
| | Aimé Sainson                                                                                           | Jean-Aimé Sainson (1894–1960) [Vollmer Band 4–5]                                                                                | Grenoble                                                                                               |
| M. S.                                                                                                  | Mario Salmi                                                                                            | Mario Salmi (1889–1980) [Band 14–15]                                                                                            | Florenz                                                                                                |
| S. | Cte de Salverte; Cte de S.                                                                             | François de Salverte (1872–1929) [Band 22–23], DNB 101717792                                                                    | Paris                                                                                                  |
| | Roberto Salvini                                                                                        | Roberto Salvini (1912–1985) [Band 33], DNB 119006596                                                                            | Florenz                                                                                                |
| S. C.                                                                                                  | F. J. Sánchez Cantón                                                                                   | Francisco Javier Sánchez Cantón (1891–1971) [Band 26, 28], DNB 107023598                                                        | Madrid                                                                                                 |
| J. S.                                                                                                  | J. Sanchis; J. Sanchis y Sivera                                                                        | José Sanchis y Sivera (1867–1937) [Band 24–32], DNB 129055948                                                                   | Valencia                                                                                               |
| | E. Sandberg Vavalà                                                                                     | Evelyn Sandberg Vavalà (1888–1961) [Band 31, 33], DNB 151493863                                                                 | Florenz                                                                                                |
| | J. Sandel; Jos. Sandel                                                                                 | Josef Sandel (1894–1962) [Vollmer Band 3–6]                                                                                     | Warschau                                                                                               |
| | F. Sarre                                                                                               | Friedrich Sarre (1865–1945) [Band 27]                                                                                           | Berlin                                                                                                 |
| | Else Kai Sass                                                                                          | Else Kai Sass (1912–1987) [Band 36]                                                                                             | Kopenhagen                                                                                             |
| M. S.                                                                                                  | M. Sattler                                                                                             | Margarete Sattler (1875–) [Band 19, 26–34], DNB 125412819                                                                       | |
| | Sauer; Br. Sauer                                                                                       | Bruno Sauer (1861–1919) [Band 1–2, 4–6, 9–14]                                                                                   | Gießen                                                                                                 |
| J. S.                                                                                                  | J. Sauer                                                                                               | Joseph Sauer (1872–1949) [Bände 14, 29, 31–32]                                                                                  | Freiburg i. Br.                                                                                        |
| | M. Sauerland **)                                                                                       | Max Sauerlandt (1880–1934) | Hamburg                                                                                                |
| | F. Saxl                                                                                                | Fritz Saxl (1890–1948) [Band 11]                                                                                                | Hamburg                                                                                                |
| | E. Scatassa                                                                                            | Ercole Scatassa (1869–1935) [Band 1–4], DNB 18886055X                                                                           | Triest                                                                                                 |
| | Carl Schad                                                                                             | Carl Schad (1880–1931) [Band 20]                                                                                                | Regensburg                                                                                             |
| | E. Schaeffer                                                                                           | Emil Schaeffer (1874–1944) [Band 1, 4–6]                                                                                        | Berlin                                                                                                 |
| | Rosa Schapire                                                                                          | Rosa Schapire (1874–1954) [Band 20, 23]                                                                                         | Hamburg                                                                                                |
| | Schaub                                                                                                 | Friedrich Schaub (1887–1957) [Band 16–17]                                                                                       | Freiburg i. Br.                                                                                        |
| S. | Schede                                                                                                 | Martin Schede (1883–1947) [Band 10–11, 16–17]                                                                                   | Istanbul                                                                                               |
| L. S.                                                                                                  | L. Scheewe                                                                                             | Ludwig Scheewe (1898–1948) [Mitarbeiter der Redaktion Band 17–31]                                                               | Leipzig                                                                                                |
| Sch.                                                                                                   | M. Schefold; Schefold                                                                                  | Max Schefold (1896–1997) [Band 21–25, 28–33]                                                                                    | Stuttgart                                                                                              |
| | S. Scheglmann                                                                                          | Sylva Scheglmann (1869–) [Band 2]                                                                                               | Prag                                                                                                   |
| | W. Scheidig                                                                                            | Walther Scheidig (1902–1977) [Band 24–28, 30–33, 35–36]                                                                         | Weimar                                                                                                 |
| | G. Scheiwiller                                                                                         | Giovanni Scheiwiller (1889–1965) [Band 29], DNB 119033380                                                                       | Mailand                                                                                                |
| | Schemann                                                                                               | Ludwig Schemann (1852–1938) [Band 14]                                                                                           | Freiburg i. Br.                                                                                        |
| | A. van Schendel                                                                                        | Arthur van Schendel (1874–1946) [Band 36]                                                                                       | |
| | Schenk zu Schweinsberg                                                                                 | Eberhard Schenk zu Schweinsberg (1893–1990) [Band 20–21]                                                                        | Weimar                                                                                                 |
| | Chr. Scherer                                                                                           | Christian Scherer (1859–1935) [Band 1, 3, 5–6, 8–12, 14–15, 17–28]                                                              | Braunschweig                                                                                           |
| | Mechthild Scherer                                                                                      | Mechthild Scherer (1897–) [Band 16] DNB 107372657                                                                               | |
| | Helmut Scherf                                                                                          | Helmut Scherf (1926–2008) [Vollmer Band 4–5]                                                                                    | Altenburg                                                                                              |
| | Schildhauer                                                                                            | Ferdinand Schildhauer (1855–1936) [Band 21]                                                                                     | Kempten                                                                                                |
| R. Sch.                                                                                                | | Rosy Schilling (1888–1971) [Band 33]                                                                                            | Frankfurt a. M.                                                                                        |
| | Marta v. Schimmelfennig-Riel                                                                           | Marta Schimmelfennig von der Oye (1908–) [Band 31, 35], DNB 125438753                                                           | |
| J. S.                                                                                                  | J. Schinnerer                                                                                          | Johannes Schinnerer (1883–1944) [Band 6–8]                                                                                      | Leipzig                                                                                                |
| –k. | C. Schirek                                                                                             | Carl Schirek (1859–1924) [Band 1–3, 5–9, 12, 17–18]                                                                             | Brünn                                                                                                  |
| W. Sch.                                                                                                | W. Schlejoff; W. W. Schleejow                                                                          | Wladimir Wassiljewitsch Schlejew (Владимир Васильевич Шлеев; Vladimir Vasil'evič Šleev) [Vollmer Band 4–6], DNB 103208453       | |
| | Schlippe; J. Schlippe                                                                                  | Joseph Schlippe (1885–1970) [Band 22, 25, 34]                                                                                   | Freiburg i. Br.                                                                                        |
| | A. D. Schloß; A. D. Schloss                                                                            | Arthur David Schloss (Arthur Waley) (1889–1966) [Band 9]                                                                        | London                                                                                                 |
| | J. v. Schlosser *)                                                                                     | Julius von Schlosser (1866–1938)                                                                                                | Wien                                                                                                   |
| | Helmut Schlunk                                                                                         | Helmut Schlunk (1906–1982) [Band 33], DNB 117521078                                                                             | Berlin                                                                                                 |
| | H. Schmelz; Hedwig Schmelz                                                                             | Hedwig Schmelz [Band 20–21], DNB 125448198                                                                                      | |
| | H. Schmerber                                                                                           | Hugo Schmerber (1870–1924) [Band 1, 6–10]                                                                                       | Prag                                                                                                   |
| | Bernhard Schmid                                                                                        | Bernhard Schmid (1872–1947) [Band 30]                                                                                           | Marienburg                                                                                             |
| | H. A. Schmid                                                                                           | Heinrich Alfred Schmid (1863–1951) [Band 4–5, 11, 15, 17, 36]                                                                   | Prag                                                                                                   |
| M. Sch.                                                                                                | M. Schmid; Max Schmid                                                                                  | Max Schmid (1860–1925) [Band 2–5, 8]                                                                                            | Aachen                                                                                                 |
| | Franz Paul Schmidt                                                                                     | Franz Paul Schmidt (1895–um 1979) [Band 31], DNB 12678714X                                                                      | Altenburg                                                                                              |
| | Hans W. Schmidt                                                                                        | Hans Werner Schmidt (1904–1991) [Band 27]                                                                                       | Berlin                                                                                                 |
| H. S.                                                                                                  | Harry Schmidt                                                                                          | Harry Schmidt (1883–1964) [Band 9–18, 26]                                                                                       | Kiel                                                                                                   |
| | J. Schmidt; H. J. Schmidt, Justus Schmidt                                                              | Justus Schmidt (1903–1970) [Band 20, 22–23, 25–26, 28–33]                                                                       | Linz                                                                                                   |
| | K. E. Schmidt                                                                                          | Karl Eugen Schmidt (1866–1953) [Band 1–2]                                                                                       | Paris                                                                                                  |
| | Louis Schmidt                                                                                          | Louis Schmidt (1863–1930) [Band 23], DNB 1055284311                                                                             | Gotha                                                                                                  |
| | Otto Eduard Schmidt                                                                                    | Otto Eduard Schmidt (1855–1945) [Band 34]                                                                                       | Dresden                                                                                                |
| | P. F. Schmidt; Paul F. Schmidt                                                                         | Paul Ferdinand Schmidt (1878–1955) [Band 12, 20–30]                                                                             | Dresden                                                                                                |
| | R. Schmidt                                                                                             | Richard Schmidt (1889–1973) [Band 18–19]                                                                                        | Stuttgart                                                                                              |
| | Rob. Schmidt                                                                                           | Robert Schmidt (1878–1952) [Band 30]                                                                                            | Berlin                                                                                                 |
| | F. Schmidt-Degener                                                                                     | Frederik Schmidt-Degener (1881–1941) [Band 5]                                                                                   | Paris                                                                                                  |
| | O. Schmitt; Otto Schmitt                                                                               | Otto Schmitt (1890–1951) [Band 19, 25]                                                                                          | Greifswald                                                                                             |
| | H. Schnell                                                                                             | Hugo Schnell (1904–1981) [Band 36]                                                                                              | Scheidegg                                                                                              |
| | A. v. Schneider                                                                                        | Arthur von Schneider (1886–1968) [Band 25, 36], DNB 116822805                                                                   | Karlsruhe                                                                                              |
| H. S.                                                                                                  | H. Schneider                                                                                           | Hans Schneider (1888–1953) [Band 15, 17–21, 23, 25, 33]                                                                         | Den Haag                                                                                               |
| | C. W. Schnitler                                                                                        | Carl Wille Schnitler (1879–1926) [Band 1–2, 4–21]                                                                               | Oslo                                                                                                   |
| | L. Schnorr v. Carolsfeld                                                                               | Ludwig Schnorr von Carolsfeld (1877–1945) [Band 23]                                                                             | Berlin                                                                                                 |
| | Schoenberger                                                                                           | Guido Schoenberger (1891–1974) [Band 19–20]                                                                                     | Frankfurt a. M.                                                                                        |
| F. Scho.; F. Sch.                                                                                      | Schottmüller; F. Schottmüller                                                                          | Frida Schottmüller (1872–1936) [Band 3, 5, 7–9, 11, 13–14, 22–24, 27, 29]                                                       | Berlin                                                                                                 |
| | W. Schram; Wilh. Schram                                                                                | Wilhelm Schram (1850–1925) [Band 1–6, 8–12, 17]                                                                                 | Brünn                                                                                                  |
| H. S.                                                                                                  | H. Schreiber                                                                                           | Heinrich Schreiber (1900–1942) [Band 22–34]}                                                                                    | Leipzig                                                                                                |
| | Schrey; R. Schrey                                                                                      | Rudolf Schrey (1869–1952) [Band 1–5]                                                                                            | Frankfurt a. M.                                                                                        |
| A. Schr.; A. S.                                                                                        | A. Schröder; Alb. Schröder; Albert Schröder                                                            | Albert Schröder [Band 26–29, 32–36]                                                                                             | Leipzig                                                                                                |
| | Alfred Schröder; A. Schröder                                                                           | Alfred Schröder (1865–1935) [Band 20, 22–23, 28]                                                                                | Dillingen an der Donau                                                                                 |
| | H. Schröder                                                                                            | Hans Schröder (1887–1954) [Band 18, 20–22]                                                                                      | Hamburg                                                                                                |
| | Schroth                                                                                                | Ingeborg Schroth (1911–1998) [Band 36]                                                                                          | Freiburg i. Br.                                                                                        |
| Alfr. Sch.; A. S.                                                                                      | Alfr. Schubert                                                                                         | Alfred Schubert (1889–1965) [Band 27]                                                                                           | Düsseldorf                                                                                             |
| | F. von Schubert-Soldern *)                                                                             | Fortunat von Schubert-Soldern (1867–1953)                                                                                       | Dresden                                                                                                |
| | P. Schubring                                                                                           | Paul Schubring (1869–1935) [Band 1–2, 11–12, 22]                                                                                | Berlin                                                                                                 |
| | W. Schuchhardt                                                                                         | Wolfgang Schuchhardt (1903–1993) [Band 29], DNB 1055215387                                                                      | Berlin                                                                                                 |
| | Hilde Schüller                                                                                         | Hilde Schüller (1910–1981) [Band 29]                                                                                            | Wien                                                                                                   |
| | L. Schürenberg                                                                                         | Lisa Schürenberg (1903–1952) [Band 34, 36]                                                                                      | Freiburg i. Br.                                                                                        |
| S. Sch.                                                                                                | Sigurd Schultz                                                                                         | Sigurd Schultz (1894–1980) [Band 13–15], DNB 1136674950                                                                         | |
| | A. Schulz                                                                                              | Arthur Schulz [Band 27, 30, 36]                                                                                                 | |
| | A. Schulz-Stettin                                                                                      | Arthur Schulz (1885–1963) [Band 23, 35]                                                                                         | Stettin                                                                                                |
| | Fr. Tr. Schulz                                                                                         | Fritz Traugott Schulz (1875–1951) [Band 30–36]                                                                                  | Nürnberg                                                                                               |
| | Elfriede Schulze; E. Schulze-Battmann                                                                  | Elfriede Schulze-Battmann (1910–2001) [Band 29, 34], DNB 123755263                                                              | Freiburg i. Br.                                                                                        |
| F. S.                                                                                                  | Fr. Schulze; Friedr. Schulze; F. Schulze                                                               | Friedrich Schulze (1881–1960) [Band 13, 15, 17, 23–25]                                                                          | Leipzig                                                                                                |
| | P. Schumann (†)                                                                                        | P. Schumann [Band 36] | |
| | I. Schunke                                                                                             | Ilse Schunke (1892–1979) [Band 28]                                                                                              | Dresden                                                                                                |
| A. Sch.; Sch.                                                                                          | A. Schuschnigg                                                                                         | Artur Schuschnigg (1904–1990) [Band 23–25]                                                                                      | Innsbruck                                                                                              |
| | W. C. Schuylenburg                                                                                     | Willem C. Schuylenburg (1875–1945) [Band 32, 35] \| Utrecht                                                                     | |
| | W. Schwabacher                                                                                         | Willy Schwabacher (1897–1972) [Band 25]                                                                                         | |
| | F. Schwally *)                                                                                         | Friedrich Schwally (1863–1919)                                                                                                  | Gießen                                                                                                 |
| H. S.                                                                                                  | H. Schwarz; Heinr. Schwarz                                                                             | Heinrich Schwarz (1894–1974) [Band 17, 21–22, 29, 32]                                                                           | Wien                                                                                                   |
| | H. M. Schwarz                                                                                          | Heinrich M. Schwarz (1911–1957) [Band 31–32]                                                                                    | Rom |
| | Karl Schwarz; K. Schwarz                                                                               | Karl Schwarz (1885–1962) [Band 17, 21]                                                                                          | Berlin                                                                                                 |
| | Emmy Schweighofer                                                                                      | Emmy Schwaighofer (1879–1960) [Band 25], DNB 1290838690                                                                         | Wien                                                                                                   |
| Ph. Sch.                                                                                               | Ph. Schweinfurth                                                                                       | Philipp Schweinfurth (1887–1954) [Band 25, 33–34, 36]                                                                           | Breslau, später Berlin                                                                                 |
| | Schwindrazheim                                                                                         | Oskar Schwindrazheim (1865–1952) [Band 24–25]                                                                                   | Hamburg                                                                                                |
| | Hans F. Secker                                                                                         | Hans Friedrich Secker (1888–1960) [Band 26]                                                                                     | Köln                                                                                                   |
| R. S.                                                                                                  | R. Sedlmaier                                                                                           | Richard Sedlmaier (1890–1963) [Band 15–16, 18–21]                                                                               | Würzburg                                                                                               |
| | H. Seger *)                                                                                            | Hans Seger (1864–1943) | Breslau                                                                                                |
| P. S.                                                                                                  | Paul Seidel                                                                                            | Paul Seidel (1858–1929) [Band 12]                                                                                               | Berlin                                                                                                 |
| W. v. S.                                                                                               | W. v. Seidlitz                                                                                         | Woldemar von Seidlitz (1850–1922) [Band 3–5]                                                                                    | Dresden                                                                                                |
| | G. Selling                                                                                             | Gösta Selling (1900–1996) [Band 28], DNB 102063370                                                                              | Stockholm                                                                                              |
| | G. Sello                                                                                               | Gottfried Sello (1913–1994) [Band 16–17]                                                                                        | Berlin                                                                                                 |
| H. S.                                                                                                  | H. Semper                                                                                              | Hans Semper (1845–1920) [Band 1, 3–12]                                                                                          | Innsbruck                                                                                              |
| M. S.                                                                                                  | M. Semrau                                                                                              | Max Semrau (1859–1928) [Band 9, 14, 19]                                                                                         | Breslau                                                                                                |
| | L. Serra                                                                                               | Luigi Serra (1881–1940) [Band 26–27], DNB 131741128                                                                             | Rom |
| L. S.                                                                                                  | L. Servolini; Servolini                                                                                | Luigi Servolini (1906–1981) [Band 27–34, 36; Vollmer Band 1–2], DNB 124981402                                                   | Urbino                                                                                                 |
| | Seyboth; A. Seyboth                                                                                    | Adolf Seyboth (1848–1907) [Band 1–2], DNB 117475270                                                                             | Straßburg                                                                                              |
| | K. Siebert                                                                                             | Karl Siebert (1858–nach 1921) [Band 7, 13, 15, 17, 20–21, 24], DNB 1055471545                                                   | Freiburg i. Br.                                                                                        |
| | H. Siebenhüner                                                                                         | Herbert Siebenhüner (1908–1996) [Band 31–32]                                                                                    | |
| | A. Siefert                                                                                             | Adolf Siefert (1876–1936) [Band 11]                                                                                             | Offenburg                                                                                              |
| | A. Siegel                                                                                              | Alois Siegel (1904–1970) [Band 35]                                                                                              | |
| J. Svs.; J. S.                                                                                         | J. Sievers                                                                                             | Johannes Sievers (1880–1969) [Band 1–3]                                                                                         | Berlin                                                                                                 |
| | Ernst Sigismund; E. Sigismund; Sigismund                                                               | Ernst Sigismund (1873–1953) [Band 4–36; Vollmer Band 1]                                                                         | Oschatz, dann Dresden                                                                                  |
| | A. Sikora                                                                                              | Adalbert Sikora ( –1963) [Band 1–4], DNB 117378755                                                                              | Graz                                                                                                   |
| G. M. S–e.                                                                                             | G. M. Silfverstolpe                                                                                    | Gunnar Mascoll Silfverstolpe (1893–1942) [Band 14–19]                                                                           | |
| | L. Simeoni                                                                                             | Luigi Simeoni (1875–1952) [Band 2–3]                                                                                            | |
| K. S.                                                                                                  | K. Simon                                                                                               | Karl Simon (1875–1948) [Band 7–15, 17–18, 20, 33]                                                                               | Frankfurt a. M.                                                                                        |
| | K. E. Simon                                                                                            | Kurt Erich Simon (1894–1975) [Band 29], DNB 1055476318                                                                          | |
| | Giulia Sinibaldi                                                                                       | Giulia Sinibaldi (1899–1994) [Band 23], DNB 111513871                                                                           | Florenz                                                                                                |
| H. W. S.                                                                                               | H. W. Singer; Hans W. Singer                                                                           | Hans Wolfgang Singer (1867–1957) [Band 4–6, 8, 11–16]                                                                           | Dresden                                                                                                |
| O. S.                                                                                                  | O. Sirén                                                                                               | Osvald Sirén (1879–1966) [Band 1–2, 5–6, 8, 10, 13]                                                                             | Stockholm                                                                                              |
| K. S.                                                                                                  | K. Sitzmann; Sitzmann                                                                                  | Karl Sitzmann (1883–1963) [Band 24–36; Vollmer Band 4–5]                                                                        | Bayreuth                                                                                               |
| | Uga Skulme                                                                                             | Uga Skulme (1895–1963) [Band 33–34, 36], DNB 129576530                                                                          | Riga                                                                                                   |
| | R. C. Smith                                                                                            | R. C. Smith [Band 23] | |
| G. S.                                                                                                  | Georg Sobotka                                                                                          | Georg Sobotka (1886–1918) [Band 3, 5–11]                                                                                        | Wien, dann Berlin                                                                                      |
| | Sochor; St. Sochor                                                                                     | Stanislav Sochor (1882–1959) [Band 15, 19–22, 24]                                                                               | |
| | M. von Sokolowski *)                                                                                   | Maryan Sokołowski (auch Marian Sokołowski, 1839–1911), DNB 117636819                                                            | Krakau                                                                                                 |
| | H. Sommer                                                                                              | Johannes Sommer (1911–2006) [Band 31]                                                                                           | Düsseldorf                                                                                             |
| | Sousa Viterbo                                                                                          | Sophia de Sousa Viterbo (1878–1933) [Band 25, 27]                                                                               | Lissabon                                                                                               |
| | Werner Speiser                                                                                         | Werner Speiser (1908–1965) [Band 32]                                                                                            | Köln                                                                                                   |
| | Chr. Spengemann                                                                                        | Christof Spengemann (1877–1952) [Band 21]                                                                                       | Hannover                                                                                               |
| | L. R. Spitzenpfeil                                                                                     | Lorenz Reinhard Spitzenpfeil (1874–1945) [Band 29]                                                                              | Kulmbach                                                                                               |
| | A. Spitzmüller                                                                                         | Anna Spitzmüller (1903–2001) [Band 32]                                                                                          | Wien                                                                                                   |
| | J. L. Sponsel                                                                                          | Jean Louis Sponsel (1858–1930) [Band 2, 9]                                                                                      | Dresden                                                                                                |
| | J. Springer *)                                                                                         | Jaro Springer (1856–1915) | Berlin                                                                                                 |
| | I. Ssuchanowa                                                                                          | I. Ssuchanowa (И. Сушанова / Суханова) [Vollmer Band 6]                                                                         | |
| | E. Starcke                                                                                             | Ernst Starcke [Band 22], DNB 101218052                                                                                          | Melle (Hannover)                                                                                       |
| | A. Staring; Staring                                                                                    | Adolph Staring (1890–1980) [Band 15–18, 20–24, 31], DNB 172383838                                                               | |
| | Stauch                                                                                                 | Liselotte (Wehrhahn-)Stauch (1907–) [Band 36], DNB 125942761                                                                    | |
| W. St.                                                                                                 | W. Staude                                                                                              | Wilhelm Staude (1904–1977) [Band 24–25]                                                                                         | München                                                                                                |
| | V. V. Štech                                                                                            | Václav Vilém Štech (1885–1974) [Band 15], DNB 118961195                                                                         | Prag                                                                                                   |
| W. St.                                                                                                 | W. Stechow; Wolfgang Stechow                                                                           | Wolfgang Stechow (1896–1974) [Band 17, 20, 24–25, 27–30]                                                                        | Göttingen                                                                                              |
| | W. Steenhoff; Steenhoff                                                                                | Wilhelmus Johannes Steenhoff (1863–1932) [Band 4–14, 22–23]                                                                     | Amsterdam, später Den Haag                                                                             |
| St.; M. St.; M. S.                                                                                     | M. Steif; Maxim. Steif; Steif                                                                          | Maximilian Steif (1881–1942) [Band 17–18, 20–25, 27–33]                                                                         | Brünn                                                                                                  |
| | E. Stein                                                                                               | Erna Stein (1903–1983) [Band 25–27, 29]                                                                                         | Berlin                                                                                                 |
| H. S.                                                                                                  | H. Stein                                                                                               | Henri Stein (1862–1940) [Band 1–11], DNB 117242128                                                                              | Paris                                                                                                  |
| | K. Steinacker                                                                                          | Karl Steinacker (1872–1944) [Band 1, 4]                                                                                         | Braunschweig                                                                                           |
| | Kurt Steinbart                                                                                         | Kurt Steinbart (1890–1981) [Band 24–30]                                                                                         | Marburg                                                                                                |
| Ch. St.                                                                                                | Charlotte Steinbrucker; Charl. Steinbrucker                                                            | Charlotte Steinbrucker (1886–1965) [Band 17–26]                                                                                 | Berlin                                                                                                 |
| | L. Steinfeld                                                                                           | Ludwig Steinfeld (1917–1998) [Vollmer Band 3], DNB 123952476                                                                    | Schlüchtern                                                                                            |
| | E. Steinmann                                                                                           | Ernst Steinmann (1866–1934) [Band 1–2]                                                                                          | Schwerin                                                                                               |
| | Klara Steinweg                                                                                         | Klara Steinweg (1903–1972) [Band 26, 36], DNB 12801623X                                                                         | Florenz                                                                                                |
| | W. Stengel **)                                                                                         | Walter Stengel (1882–1960) | Nürnberg                                                                                               |
| St. | Fr. Stelè; Stelè                                                                                       | France Stelè (1886–1972) [Band 18–19, 21–36; Vollmer Band 4–6], DNB 12311912X                                                   | Ljubljana                                                                                              |
| | K. E. Steneberg; Steneberg                                                                             | Karl Erik Steneberg (1903–1960) [Band 27–31, 33–35]                                                                             | |
| D. St.                                                                                                 | D. Stern; Doroth. Stern                                                                                | Dorothea Stern (1878–1949) [Mitarbeiter der Redaktion Band 15–18; Autor Band 14–22, 24–25]                                      | Leipzig, dann Berlin                                                                                   |
| | H. Stern                                                                                               | Heinrich Stern (1902–1988) [Band 24]                                                                                            | München                                                                                                |
| M. S.                                                                                                  | M. Stern                                                                                               | Max Stern (1904–1987) [Band 22; Vollmer Band 5–6]                                                                               | Düsseldorf, später Montreal                                                                            |
| | R. Stettiner *)                                                                                        | Richard Stettiner (1865–1927)                                                                                                   | Hamburg                                                                                                |
| | R. Stiassny *)                                                                                         | Robert Stiassny (1862–1917) | Wien                                                                                                   |
| | Stierling                                                                                              | Hubert Stierling (1882–1950) [Band 10]                                                                                          | Hamburg                                                                                                |
| St. | Stiles; H. R. Stiles                                                                                   | Harold R. Stiles [Band 8–10] | |
| | E. Strong, Mrs. *)                                                                                     | Eugénie Sellers Strong (1860–1943)                                                                                              | London                                                                                                 |
| St. | Stöcklein                                                                                              | Hans Stöcklein (1874–1936) [Band 6–11, 14–17, 19, 21–27]                                                                        | München                                                                                                |
| | Stork                                                                                                  | Karl Stork (1905–) [Band 33], DNB 1049206398                                                                                    | Leipzig                                                                                                |
| | E. Strauß                                                                                              | Ernst Strauss (1901–1981) [Band 29]                                                                                             | München                                                                                                |
| | Erich Strohmer                                                                                         | Erich V. Strohmer (1884–1962) [Band 15]                                                                                         | Wien                                                                                                   |
| | Sixten Strömbom                                                                                        | Sixten Strömbom (1888–1983) [Band 26]                                                                                           | Stockholm                                                                                              |
| | R. Struck                                                                                              | Rudolf Struck (1861–1935) [Band 16–19]                                                                                          | Lübeck                                                                                                 |
| | M. Stübel                                                                                              | Moritz Stübel (1871–1954) [Band 15]                                                                                             | Dresden                                                                                                |
| | E. Stübing                                                                                             | Edmund Strübing (1888–1937) [Band 19], DNB 126539618                                                                            | Mannheim                                                                                               |
| | Lucie Stumm                                                                                            | Lucie Stumm (1867–1947) [Band 9, 14]                                                                                            | Basel                                                                                                  |
| | P. Angelus Sturm                                                                                       | Pater Angelus Sturm (1886–1968) [Band 21]                                                                                       | Kloster Metten                                                                                         |
| | F. Stuttmann                                                                                           | Ferdinand Stuttmann (1897–1968) [Band 23, 27]                                                                                   | Hannover                                                                                               |
| | Suboff                                                                                                 | Valentin Suboff (Valentin Platonovič Zubov) (1884–1969) [Band 24], DNB 107781891                                                | |
| E. S.                                                                                                  | E. Sudeck                                                                                              | Elisabeth Sudeck (1901–1965) [Band 27–28], DNB 125712448                                                                        | Hamburg                                                                                                |
| | W. Suida                                                                                               | Wilhelm Suida (1877–1959) [Band 1–2, 4, 14, 23–33]                                                                              | Wien                                                                                                   |
| | I. B. Supino; J. B. Supino; Supino                                                                     | Igino Benvenuto Supino (1858–1940) [Band 1–2, 23–24, 27–29]                                                                     | Bologna                                                                                                |
| | Karl Friedrich Suter                                                                                   | Karl Friedrich Suter (1884–1952) [Band 26, 31]                                                                                  | Leipzig                                                                                                |
| | Carl Sutter                                                                                            | Carl Sutter (1867–1924) [Band 9, 13]                                                                                            | Freiburg i. Br.                                                                                        |
| | L. Swane; Leo Swane                                                                                    | Leo Swane (1887–1968) [Band 4–11, 22]                                                                                           | Kopenhagen                                                                                             |
| S.; G. S.; Sw.                                                                                         | Swarzenski; G. Swarzenski                                                                              | Georg Swarzenski (1876–1957) [Band 1–12, 14, 19]                                                                                | Frankfurt a. M.                                                                                        |
| | E. Swieykowski *)                                                                                      | Emmanuel Swieykowski (1874–1909), DNB 188931694                                                                                 | Krakau                                                                                                 |
| K. M. S.                                                                                               | | Karl M. Swoboda (1889–1977) [Band 35–36]                                                                                        | Prag                                                                                                   |
| | J. Szentiványi                                                                                         | Jenő Szentiványi (1909–1986) [Band 15–16], DNB 107894386                                                                        | Budapest                                                                                               |
| T. Sz.                                                                                                 | Th. Szydłowski                                                                                         | Tadeusz Szydłowski (1883–1942) [Band 5–6, 8–10]                                                                                 | Krakau                                                                                                 |
| Autoren T                                                                                              | | | |
| t. | | [Band 14] | |
| J. T.                                                                                                  | | [Band 33] | |
| K. W. T.                                                                                               | | [Band 25–26] | |
| Td. | | [Band 27] | |
| | E. de Taeye; E. L. de Taeye                                                                            | Edmond-Louis de Taeye (1860–1915) [Band 1–5], DNB 1038066093                                                                    | Brüssel                                                                                                |
| T. | Tarantini                                                                                              | Tarantini [Band 34] | |
| | N. Tarchiani                                                                                           | Nello Tarchiani (1878–1941) [Band 2–4], DNB 127957782                                                                           | Florenz                                                                                                |
| | O. Frhr. v. Taube                                                                                      | Otto von Taube (1879–1973) [Band 15]                                                                                            | München                                                                                                |
| | Eva Tea                                                                                                | Eva Tea (1886–1971) [Band 4–8], DNB 127972676                                                                                   | Rom |
| | Maria Tea                                                                                              | Maria Tea [Band 5–9] | |
| | Teige                                                                                                  | Josef Teige (1862–1921) [Band 3, 5], DNB 1052564941                                                                             | Prag                                                                                                   |
| E. T.                                                                                                  | E. Tempelman                                                                                           | E. Tempelman [Band 35–36] | |
| | Gabriel v. Térey                                                                                       | Gábor von Térey (1864–1927) [Band 14]                                                                                           | Budapest                                                                                               |
| | | Ulrich Thieme (1865–1922) [Herausgeber Band 1–14]                                                                               | Leipzig                                                                                                |
| | H. Thiersch                                                                                            | Hermann Thiersch (1874–1939) [Band 1–3, 8–9]                                                                                    | Freiburg i. Br.                                                                                        |
| Th.; F. Th.; Fr. Th.                                                                                   | F. Thöne                                                                                               | Friedrich Thöne (1907–1975) [Band 32–33]                                                                                        | |
| | L. Thormaehlen                                                                                         | Ludwig Thormaehlen (1889–1956) [Band 16]                                                                                        | Berlin                                                                                                 |
| | Grete Tiemann                                                                                          | Grete Tiemann (1890–) [Band 19–20], DNB 172425646                                                                               | |
| H. T.                                                                                                  | H. Tietze                                                                                              | Hans Tietze (1880–1954) [Band 1, 4–16, 18–24]                                                                                   | Wien                                                                                                   |
| E. T.-C.                                                                                               | E. Tietze-Conrat                                                                                       | Erica Tietze-Conrat (1883–1958) [Band 4, 7–9, 11–15, 21, 23–24]                                                                 | Wien                                                                                                   |
| | J. J. Tikkanen                                                                                         | Johan Jakob Tikkanen (1857–1930) [Band 1, 3–8, 10–12, 20]                                                                       | Helsinki                                                                                               |
| | H.-G. Törnell; Hans-Gösta Törnell                                                                      | Hans-Gösta Törnell (1894–1979) [Band 25]                                                                                        | |
| | K. Tolani                                                                                              | Charles de Tolnay (1899–1981) [Band 24]                                                                                         | Hamburg                                                                                                |
| | St. Tomkowicz; St. v. Tomkowicz; Stanislaus Tomkowicz                                                  | Stanisław Tomkowicz (1850–1933) [Band 1–3, 5–10, 12], DNB 123892678                                                             | Krakau                                                                                                 |
| O. T.                                                                                                  | | Oswald Trapp (1899–1988) [Band 26–27]                                                                                           | Innsbruck                                                                                              |
| E. Tr.                                                                                                 | E. Trautschold; Ed. Trautscholdt                                                                       | Eduard Trautscholdt (1893–1976) [Band 22, 27–32, 34, 36], DNB 18957190X                                                         | Leipzig                                                                                                |
| | G. Trecca                                                                                              | Giuseppe Trecca (1871–1955) [Band 5–6]                                                                                          | Verona                                                                                                 |
| | Trenkler                                                                                               | Ernst Trenkler (1902–1982) [Band 23]                                                                                            | Wien                                                                                                   |
| | H. von Tschudi *)                                                                                      | Hugo von Tschudi (1851–1911) | Berlin                                                                                                 |
| | P. M. Tua; Tua                                                                                         | Paolo Maria Tua (1878–1949) [Band 2–3, 6–7, 9, 25, 28]                                                                          | Bassano del Grappa                                                                                     |
| | E. Tursch                                                                                              | Erich Tursch (1902–1983) [Band 36]                                                                                              | Brünn, dann Fritzlar                                                                                   |
| | G. Tutino                                                                                              | G. Tutino [Band 2–3] | Florenz                                                                                                |
| | M. Tutino *)                                                                                           | Mario Tutino (1885–1967), DNB 137478666                                                                                         | Florenz                                                                                                |
| Tz.-S.                                                                                                 | Tzigara-Samurcaş; A. Tzigara-Samurcaş; Al. Tzigara-Samurcaş                                            | Alexandru Tzigara-Samurcaş (1872–1952) [Band 1, 16, 18–19, 22–27], DNB 122627911                                                | Bukarest                                                                                               |
| Autoren U                                                                                              | | | |
| U. | | [Band 30–32] | |
| | H. Ubell                                                                                               | Hermann Ubell (1876–1947) | Linz                                                                                                   |
| | Uebe                                                                                                   | Fritz Rudolf Uebe (1889–1927) [Band 17–18]                                                                                      | Münster                                                                                                |
| H. U.-B., U.-B.                                                                                        | H. Uhde-Bernays                                                                                        | Hermann Uhde-Bernays (1873–1965) [Band 8, 11, 15–16, 19–22, 33]                                                                 | München                                                                                                |
| | Uhlemann                                                                                               | Heinz R. Uhlemann (1903–2000) [Band 28–34]                                                                                      | Berlin                                                                                                 |
| -u-, U.                                                                                                | Ulbrich                                                                                                | Anton Ulbrich (1867–1939) [Band 7–12, 18, 21, 23–26, 29–30, 33]                                                                 | Königsberg                                                                                             |
| | Andreas Ulmer                                                                                          | Andreas Ulmer (1880–1953) [Band 22]                                                                                             | Feldkirch                                                                                              |
| | Eckhard Unger                                                                                          | Eckhard Unger (1884–1966) [Band 33]                                                                                             | Berlin                                                                                                 |
| | Th. Ungerer                                                                                            | Théodore Ungerer (1894–1935) [Band 24]                                                                                          | Straßburg                                                                                              |
| | G. Upmark                                                                                              | Gustaf Upmark (1875–1928) [Band 16]                                                                                             | Stockholm                                                                                              |
| | G. Urbini                                                                                              | Giulio Urbini (1860–1923) [Band 1], DNB 121869644                                                                               | Perugia                                                                                                |
| | M. Utrillo                                                                                             | Miguel Utrillo (1862–1934) [Band 5–9], DNB 132380021                                                                            | Barcelona                                                                                              |
| Autoren V                                                                                              | | | |
| J. V.                                                                                                  | | [Band 13] | |
| | M. Vaes                                                                                                | Maurice Vaes (1875–1962) [Band 23]                                                                                              | Rom |
| | V. Vaga                                                                                                | Voldemar Vaga (1899–1999) [Vollmer Band 4, 6], DNB 103356592X                                                                   | Tartu                                                                                                  |
| | Elisabeth Valentiner                                                                                   | Elisabeth Valentiner (1900–1991) [Band 23]                                                                                      | Göttingen                                                                                              |
| | W. R. Valentiner                                                                                       | Wilhelm Reinhold Valentiner (1880–1958) [Band 1]                                                                                | Berlin                                                                                                 |
| | O. Vaňková-Frejková                                                                                    | Olga Vaňková-Frejková (1905–1991) [Band 36], DNB 158058909                                                                      | Prag                                                                                                   |
| | A. Vegue                                                                                               | Angel Vegue y Goldoni (1877–1939) [Band 10], DNB 1057452815                                                                     | Toledo                                                                                                 |
| | E. Vennberg                                                                                            | Erik Vennberg (1886–1937) [Band 8], DNB 1055468447                                                                              | Stockholm                                                                                              |
| | A. Venturi                                                                                             | Adolfo Venturi (1856–1941) [Band 1–4], DNB 119320185                                                                            | Rom |
| | L. Venturi                                                                                             | Lionello Venturi (1885–1961) [Band 3]                                                                                           | Rom |
| E. V.                                                                                                  | Verga; E. Verga                                                                                        | Ettore Verga (1867–1930) [Band 1–5, 23–24]                                                                                      | Mailand                                                                                                |
| | J. Vergnet-Ruiz                                                                                        | Jean Vergnet-Ruiz (1896–1972) [Band 26]                                                                                         | Paris                                                                                                  |
| | J. Veth *)                                                                                             | Jan Veth (1864–1925) | Bussum bei Amsterdam                                                                                   |
| E. V.                                                                                                  | E. Vial                                                                                                | Eugène Vial (1863–1942) [Band 1–12]                                                                                             | Lyon                                                                                                   |
| | Silvio Vigezzi                                                                                         | Silvio Vigezzi (1899–1989) [Band 28], DNB 138222762                                                                             | Mailand                                                                                                |
| | Vitzthum; G. Vitzthum                                                                                  | Georg Vitzthum von Eckstädt (1880–1945) [Band 8]                                                                                | Leipzig                                                                                                |
| | C. M. Vivian-Neal                                                                                      | Cecilia Marjory Vivian-Neal (1889–1970) [Band 34]                                                                               | |
| | W. Voege *)                                                                                            | Wilhelm Vöge (1868–1952), DNB 118768840                                                                                         | Berlin                                                                                                 |
| | Völter; E. Völter                                                                                      | Ernst Völter (1901–1929) [Band 16–17, 20–21], DNB 127950109                                                                     | |
| | Hans Vogel                                                                                             | Hans Vogel (1897–1973) [Band 31]                                                                                                | Kassel                                                                                                 |
| | J. Vogel; Julius Vogel                                                                                 | Julius Vogel (1862–1927) [Band 3, 5–6, 14, 20]                                                                                  | Leipzig                                                                                                |
| | W. Vogelsang *)                                                                                        | Willem Vogelsang (1875–1954) | Amsterdam                                                                                              |
| | Hans Vogts                                                                                             | Hans Vogts (1883–1972) [Band 30–36]                                                                                             | Köln                                                                                                   |
| | Fr. Voigt; Voigt                                                                                       | Franz Voigt (1876–1940) [Band 29–32]                                                                                            | Kassel                                                                                                 |
| V. V.                                                                                                  | V. Volavka                                                                                             | Vojtěch Volavka (1899–1985) [Band 25–32]                                                                                        | Prag                                                                                                   |
| | L. Volkmann                                                                                            | Ludwig Volkmann (1870–1947) [Band 29]                                                                                           | Leipzig                                                                                                |
| H. V.                                                                                                  | H. Vollmer                                                                                             | Hans Vollmer (1878–1969) [Mitarbeiter der Redaktion Band 1–15; Herausgeber 16–37]                                               | Leipzig                                                                                                |
| | Ralph Voltmer                                                                                          | Ralf Voltmer (1891–1943) [Band 17]                                                                                              | Hamburg                                                                                                |
| | Karl vom Rath                                                                                          | Karl vom Rath (1915–1986) [Band 35]                                                                                             | Florenz                                                                                                |
| | G. Voß *)                                                                                              | Georg Voß (1854–1932) | Berlin                                                                                                 |
| | H. Voss; Hermann Voss                                                                                  | Hermann Voss (1884–1969) [Band 8–9, 11–13, 15, 18, 22–23, 25–27, 29, 33]                                                        | Leipzig, dann Berlin, dann Wiesbaden                                                                   |
| | Lieselotte Vossnack                                                                                    | Lieselotte Vossnack (1908–1997) [Band 36]                                                                                       | Hannover                                                                                               |
| | Vriesen                                                                                                | Gustav Vriesen (1912–1960) [Band 31]                                                                                            | Oldenburg                                                                                              |
| Autoren W                                                                                              | | | |
| W. | | [Band 3–5] | |
| E. W.                                                                                                  | | [Band 14] | |
| W–r.                                                                                                   | | [Band 11, 17] | |
| Ws. | | [Band 15] | |
| M. W.                                                                                                  | M. Wackernagel; Wackernagel                                                                            | Martin Wackernagel (1881–1962) [Mitarbeiter der Redaktion Band 6–10; Autor Band 11–12, 36]                                      | Leipzig                                                                                                |
| | Carl Wagner                                                                                            | Carl Wagner (1871–1946?) [Band 30]                                                                                              | Leipzig                                                                                                |
| | Walcher                                                                                                | Alfred Walcher von Molthein (1867–1928) [Band 23]                                                                               | Wien                                                                                                   |
| | E. Walker *)                                                                                           | E. Walker | London                                                                                                 |
| | Wally Wallerand                                                                                        | Wally Wallerand [Band 34], DNB 125386958                                                                                        | Danzig                                                                                                 |
| | M. Wallis-Walfisz                                                                                      | Mieczysław Wallis-Walfisz (1895–1975) [Band 25–33]                                                                              | Warschau                                                                                               |
| | Fr. Walter                                                                                             | Friedrich Walter (1870–1956) [Band 17]                                                                                          | Mannheim                                                                                               |
| | Warncke; J. Warncke                                                                                    | Johannes Warncke (1848–1947) [Band 16–28, 32]                                                                                   | Lübeck                                                                                                 |
| | A. M. Warburg                                                                                          | Aby Warburg (1866–1929) [Band 1–2]                                                                                              | Hamburg                                                                                                |
| | A. Waśkowski                                                                                           | Antoni Waśkowski (1885–1966) [Band 14–17]                                                                                       | Krakau                                                                                                 |
| A. W.                                                                                                  | Wassenbergh                                                                                            | Abraham Wassenbergh (1897–1992) [Band 29, 32–33]                                                                                | Leeuwarden                                                                                             |
| | A. Wassiliev                                                                                           | Assen Wassiliev (Asen Vasiliev; Асен Василиев) (1900–1981) [Band 36], DNB 124079008                                             | Sofia                                                                                                  |
| | J. Weale; W. H. J. Wheale; W. H. James Weale; James Weale                                              | W. H. James Weale (1832–1917) [Band 2–8]                                                                                        | Brügge                                                                                                 |
| | G. Anton Weber                                                                                         | G. Anton Weber (1846–1915) [Band 9]                                                                                             | Regensburg                                                                                             |
| | P. Weber; Weber; Paul Weber                                                                            | Paul Weber (1868–1930) [Band 4, 8, 18–19, 22]                                                                                   | Jena                                                                                                   |
| | Siegfried Weber                                                                                        | Siegfried Weber (1870–1936) [Band 11, 13, 23]                                                                                   | Heidelberg, Zürich                                                                                     |
| S. W.                                                                                                  | Sim. Weber; S. Weber                                                                                   | Simone Weber (1859–1945) [Band 13, 24–29, 31–36]                                                                                | Trient                                                                                                 |
| | P. Weder                                                                                               | Paul Weder [Band 36] | |
| | Fritz Weege                                                                                            | Fritz Weege (1880–1945) [Band 16]                                                                                               | Breslau                                                                                                |
| | Wehrli                                                                                                 | René Wehrli (1910–2005) [Band 37]                                                                                               | Zürich                                                                                                 |
| W. | Weickert                                                                                               | Carl Weickert (1885–1975) [Band 18–28, 31, 36]                                                                                  | Berlin                                                                                                 |
| | W. Weidmann                                                                                            | Walter Weidmann (1896–) [Band 21], DNB 1055373144                                                                               | |
| | W. Weigand                                                                                             | Wilhelm Weigand (1862–1949) [Band 15]                                                                                           | München                                                                                                |
| Wgt.                                                                                                   | Weigelt; C. H. Weigelt                                                                                 | Curt H. Weigelt (1883–1934) [Mitarbeiter der Redaktion Band 14–16, Autor Band 10, 14–16, 23–24]                                 | Leipzig, später Florenz                                                                                |
| | Roger-Armand Weigert                                                                                   | Roger-Armand Weigert (1907–1986) [Band 31]                                                                                      | Paris                                                                                                  |
| Wgn.                                                                                                   | O. Weigmann                                                                                            | Otto Weigmann (1873–1940) [Band 1–6]                                                                                            | München                                                                                                |
| | Hans R. Weihrauch                                                                                      | Hans Robert Weihrauch (1909–1980) [Band 32]                                                                                     | München                                                                                                |
| | Weil                                                                                                   | Rudolf Weil (1848–1914) [Band 2, 11]                                                                                            | Berlin                                                                                                 |
| | Fr. Weinitz; Franz Weinitz                                                                             | Franz Weinitz (1855–1930) [Band 17, 20–21, 24]                                                                                  | Berlin                                                                                                 |
| W. W.                                                                                                  | W. Weisbach                                                                                            | Werner Weisbach (1873–1953) [Band 2, 9–15]                                                                                      | Berlin                                                                                                 |
| | A. W. Weissman; A. W. Weißman                                                                          | Adriaan Willem Weissman (1858–1923) [Band 1–5, 7–10]                                                                            | Amsterdam                                                                                              |
| A. W.                                                                                                  | A. Weixlgärtner                                                                                        | Arpad Weixlgärtner (1872–1961) [Band 15, 16, 18, 35]                                                                            | Wien                                                                                                   |
| | H. Weizsäcker                                                                                          | Heinrich Weizsäcker (1862–1945) [Band 10]                                                                                       | Stuttgart                                                                                              |
| | Wellesz                                                                                                | Emmy Wellesz (1889–1987) [Band 32]                                                                                              | Wien                                                                                                   |
| L. W.                                                                                                  | L. Wennervirta                                                                                         | Ludvig Wennervirta (1882–1959) [Band 13, 15–16], DNB 123680417                                                                  | Helsinki                                                                                               |
| | H. Wentzel                                                                                             | Hans Wentzel (1913–1975) [Band 31–32, 34–35, 37]                                                                                | |
| A. W.; W.                                                                                              | Ad. Werbik; A. Werbik                                                                                  | Adolf Werbik [Band 28–32] | Wien und San Francisco                                                                                 |
| | Adolfine Werbik-Seiberl                                                                                | Adolfine Werbik-Seiberl (1912–1989) [Band 31]                                                                                   | Wien                                                                                                   |
| | Joh. Werner                                                                                            | Johannes Werner (1864–1937) [Band 22]                                                                                           | Leipzig                                                                                                |
| | P. Wescher                                                                                             | Paul Wescher (1896–1974) [Band 23–25, 27]                                                                                       | Berlin                                                                                                 |
| | G. Westin                                                                                              | Gunnar Westin (1914–1993) [Band 31]                                                                                             | |
| | Dorothee Westphal                                                                                      | Dorothee Westphal (1902–1968) [Band 26]                                                                                         | Berlin                                                                                                 |
| H. E. W.                                                                                               | H. E. Wethey                                                                                           | Harold E. Wethey (1902–1984) [Band 31, 33–34]                                                                                   | Bryn Mawr, dann Ann Arbour                                                                             |
| A. W.                                                                                                  | A. Weyersberg; Weyersberg                                                                              | Albert Weyersberg (1861–1937) [Band 20, 23–26]                                                                                  | Solingen                                                                                               |
| | F. A. Whiting                                                                                          | Frederick Allen Whiting (1873–1959) [Band 1–2, 4, 6–8]                                                                          | Boston                                                                                                 |
| | H. Wichmann                                                                                            | Heinrich Wichmann (1889–1968) [Band 9, 14, 16–17, 23]                                                                           | Leipzig                                                                                                |
| | Bruno Maria Wikingen                                                                                   | Bruno Maria Wikingen (1894–1945) [Band 32]                                                                                      | Wien                                                                                                   |
| | D. Wild                                                                                                | Doris Wild (1900–1993) [Band 19]                                                                                                | Zürich                                                                                                 |
| | G. Willame                                                                                             | Georges Willame (1863–1917) [Band 9]                                                                                            | Nivelles                                                                                               |
| | Willich; H. Willich                                                                                    | Hans Willich (1869–1943) [Band 11, 13–15, 19–21, 24, 26, 29, 34]                                                                | München                                                                                                |
| F. C. W.                                                                                               | | Fred. C. Willis (1883–1967) [Herausgeber Band 14–15; Autor Band 9–10, 14–16]                                                    | Leipzig                                                                                                |
| F. W.; W.                                                                                              | F. Winkler; Winkler                                                                                    | Friedrich Winkler (1888–1965) [Mitarbeiter der Redaktion Winter 1912/13; Autor Band 8, 10–14, 16–20, 22–26, 35–37]              | Berlin                                                                                                 |
| | Berthold Wirulf                                                                                        | Berthold Wirulf (1905–1984) [Band 35]                                                                                           | Stockholm                                                                                              |
| | Wittkower, R. Wittkower                                                                                | Rudolf Wittkower (1901–1971) [Band 24, 26–29]                                                                                   | Berlin, Köln, später London                                                                            |
| | H v. Wörndle                                                                                           | Heinrich von Wörndle (1861–1919) [Band 12]                                                                                      | Innsbruck                                                                                              |
| | Rosina Wolf                                                                                            | Rózsi Wolf / Rosina Wolf (1905–2003?)                                                                                           | Budapest / Rom                                                                                         |
| H. W.                                                                                                  | H. Wolff                                                                                               | H. Wolff [Mitarbeiter der Redaktion Band 19–36]                                                                                 | Leipzig                                                                                                |
| | O. E. Wolzenburg                                                                                       | Oskar Eduardowitsch Wolzenburg, Оскар Эдуардович Вольценбург (1886–1971) [Vollmer Band 6], DNB 1079179925                       | St. Petersburg                                                                                         |
| | Lotte Wotruba; Ch. Wotruba                                                                             | Charlotte Wotruba (1906–) [Band 25, 30], DNB 127615326                                                                          | |
| M. v. W.                                                                                               | | M. von Wrangell [Band 36] | |
| G. W.                                                                                                  | | Gustav Wulz (1899–1981) [Band 35]                                                                                               | Nördlingen                                                                                             |
| Autoren Z                                                                                              | | | |
| Z. | | [Band 24] | |
| H. Z.                                                                                                  | | [Band 13–14] | |
| | Anna Zádor                                                                                             | Anna Zádor (1904–1995) [Band 27–32, 36]                                                                                         | Budapest                                                                                               |
| | M. von Zahn                                                                                            | Minna (Wilhelmine Elisabeth) von Zahn (1873–) [Mitarbeiter der Redaktion seit Sommer 1913, Band 9–16]                           | Leipzig                                                                                                |
| | F. Žákavec                                                                                             | František Žákavec (1878–1937) [Band 18–19]                                                                                      | Bratislava                                                                                             |
| | E. Zenegg v. u. zu Scharffenstein                                                                      | Emerich Zenegg von und zu Scharffenstein (1880–1948) [Band 24–27]                                                               | Klagenfurt                                                                                             |
| H. Z.                                                                                                  | Zernin; H. Zernin                                                                                      | Heinrich Zernin (1868–1951) [Band 17–24, 30–33, 35–36]                                                                          | Darmstadt                                                                                              |
| H. Z.                                                                                                  | H. Zils                                                                                                | H. Zils [Band 21–23] | |
| W. Z.; Z.                                                                                              | W. Zils, Zils                                                                                          | Wilhelm Zils (1887–1943) [Band 21–23, 25–30]                                                                                    | München                                                                                                |
| | E. Zimmermann                                                                                          | Ernst Zimmermann (1866–1940) [Band 1, 4]                                                                                        | Dresden                                                                                                |
| | H. Zimmermann; Hildegard Zimmermann                                                                    | Hildegard Zimmermann (1890–1932) [Band 20–26]                                                                                   | Braunschweig                                                                                           |
| | M. G. Zimmermann *)                                                                                    | Max Georg Zimmermann (1861–1919)                                                                                                | Berlin                                                                                                 |
| | K. Zimmeter                                                                                            | Kunibert Zimmeter (1872–1952) [Band 12–13, 30]                                                                                  | Innsbruck                                                                                              |
| Z. v. M.                                                                                               | K. Zoege von Manteuffel                                                                                | Kurt Zoege von Manteuffel [Mitarbeiter der Redaktion Band 5–10; Autor Band 11–20, 22–30, 33–34]                                 | Leipzig, Berlin, Dresden                                                                               |
| P. Z.                                                                                                  | Paul Zucker                                                                                            | Paul Zucker (1888–1971) [Band 12–13]                                                                                            | Berlin                                                                                                 |
| | W. Züchner                                                                                             | Wolfgang Züchner (1906–1981) [Band 32]                                                                                          | Leipzig                                                                                                |
| | W. K. Zülch; Zülch                                                                                     | Walther Karl Zülch (1883–1966) [Band 9–10, 14–16, 19–26, 28, 31]                                                                | Frankfurt am Main, Köln, Posen, Dresden                                                                |